# 1927年中国
| 中国历史 / 中国历史年表                                                                                                   |
| 世紀： 19世纪中国 / 20世纪中国 / 21世纪中国                                                                               |
| 年代： 1890年代中国 / 1900年代中国 / 1910年代中国 / 1920年代中国 / 1930年代中国 / 1940年代中国 / 1950年代中国大陆         |
| 年份： 1923年中国 / 1924年中国 / 1925年中国 / 1926年中国 / 1927年中国 / 1928年中国 / 1929年中国 / 1930年中国 / 1931年中国 |
| 纪年： 丁卯年（兔年）、中华民国16年                                                                                       |

## 大事記

### 1月
- 1月1日——國民政府明令定都武漢，以武昌、漢口、漢陽三鎮合組為「京兆區」，並指定財政、外交、交通三部長，武昌、漢口二市長及武漢衛戍司令等九人為京兆區委員會委員；蔣介石在南昌召開軍務善後會議，討論軍制、軍政，並商訂長江下游作戰計劃；蔣介石令國民革命軍東路軍總指揮何應欽將衢州、嚴州、寧波、紹興各路軍隊即日調集富陽，迅速向杭州總攻；北京政府接收上海公共租界會審公廨，改組為臨時法院；中國國民黨江西省黨部在南昌召開第三次全省代表大會，到各縣代表200餘人，方志敏為臨時主席；南昌市政府成立，張定璠任市長；川康綏撫委員會於重慶成立，國民政府委劉湘、劉文輝、賴心輝、劉成勳為委員，劉湘為委員長，在四川省及西康特別區政府未正式成立前，所有該省區政務、軍事由該委員會負責處理[1]:2595-2596。
- 1月3日——武漢各界舉行慶祝國民政府遷鄂及北伐勝利大會，是日下午中央軍事政治學校宣傳隊在漢口英租界附近江漢關演講，英國大批水兵武裝登陸，驅逐聽講群眾，並以剌刀沖戮，當場傷群眾5人，內重傷2人；蔣介石反對中央政治會議去年11月26日作出之遷都武漢決定，是日在南昌召集中央政治會議第六次臨時會議，議決中央黨部和國民政府暫駐南昌，同時決定3月1日在南昌召開二屆三中全會；張作霖委褚玉璞為直魯聯軍副司令兼前敵總司令，是日褚在徐州就職[1]:2597-2598。
- 1月4日——收回漢口英租界；毛澤東啟程到湖南農村考察農民運動，1月4日至1月9日先後在湘潭縣之縣城、銀田、韶山一帶考察，1月9日至1月14日到湘鄉縣考察，1月15日至1月23日到衡山縣考察，1月24日回到長沙，將湘潭、湘鄉、衡山三縣之調查情況向中共湖南區負責人作詳細報告，1月27日至2月3日到醴陵縣考察，2月4日回到長沙，2月5日歷時32天之湖南五縣考察結束[1]:2598-2599。
- 1月5日——漢口英租界臨時管理委員會成立，負責英租界內一切公安市政事宜；張宗昌與孫傳芳商定，收編廣西、廣東馬濟、劉志陸各軍，是日陸榮廷由南京赴濟南，與張宗昌會商收拾廣西省軍事[1]:2600。
- 1月6日——徐謙領銜與宋慶齡等致電南昌，要求中央黨部及國民政府遵照已定策略來湖北，提議組織中央政治分會於武昌；蔣介石在南昌擬訂長江下游作戰方略，以先攻略杭州、上海，擊破孫傳芳主力，會師南京為目的，並將全軍兵力重加區分為三支：東路軍由何應欽任總指揮，中央軍由蔣兼任總指揮，西路軍由唐生智任總指揮；收回九江租界；張作霖、張宗昌等在北京舉行高級將領會議，決定催直軍前進，奉軍大舉入豫，止於鄭州，為隴海鐵路、京漢鐵路策應，津浦鐵路及長江下游魯軍適當集中，俟直軍攻湖北，魯軍即攻九江，收夾擊之效[1]:2600-2601。
- 1月7日——安國軍總司令張作霖通電表示維持顧維鈞內閣，並勸顧補充閣員，統籌政費[1]:2602。
- 1月9日——蔣介石偕加侖將軍、海外部長彭澤民、宣傳部長顧孟餘、婦女部長何香凝等自南昌赴武昌；上海《民國日報》被迫停刊；孫傳芳軍劉士林第十三師與段承澤旅渡錢塘江，連占蕭山、紹興等縣，直迫寧波，浙軍第一師退守曹娥江；安國軍司令部公布：奉軍第八軍萬福麟部占領五原[1]:2603。
- 1月11日——武昌總司令部歡宴蔣介石總司令，鮑羅廷發表演說，解釋孫中山三大政策，謂「什麼是中山先生的三大政策呢？第一是聯俄政策，第二是聯共政策，第三是農工政策」；國民革命軍第一軍第三師師長譚曙卿升任第一軍副軍長，第十四師師長馮軼斐任東路軍第二路指揮官，是日就職[1]:2604。
- 1月12日——北京政府內閣改組，顧維鈞內閣會議決定：以國務院攝行大總統命令任命各部總長：外交顧維鈞兼署國務總理，內務胡惟德，財政湯爾和，陸軍張景惠，海軍杜錫珪，司法羅文幹，教育任可澄，農商楊文愷，交通潘復；蔣介石一行到漢口；程潛率第六軍抵九江，接任英租界警備[1]:2605-2606。蔣介石到達武漢數萬人歡迎，鮑羅廷要蔣尊重武漢方面意見，使蔣憤恨[2]:4-5。
- 1月13日——吳佩孚准張英華辭兼河南省長職，專任籌餉督辦[1]:2607。
- 1月14日——魏益三電吳佩孚請暫與北伐軍議和，吳召集會議，決定解決該部；五省聯軍段承澤部占領寧波，國民革命軍第十九軍（即浙軍第一師）各部自新昌、台州突圍，向溫州集結[1]:2607。
- 1月15日——北京國務院總理顧維鈞以攝行大總統令：特任財政總長湯爾和兼鹽務署督辦，孫潤宇辭國務院秘書長兼職，以許寶衡繼任；安國軍總司令張作霖命張學良由京漢鐵路、張宗昌由隴海鐵路大舉入河南援助吳佩孚，是日張學良視察京漢沿線駐軍，為入河南援吳作準備[1]:2608。毛澤東由本日至1月24日上午在衡山县考察，在此期间先后两次召开妇女座谈会，了解有关妇女方面的情况；衡山县妇女会干部张琼说起她有个表兄，受官府追捕，逃进了井冈山躲了几个月，知道山上的详细情形“山大王”土匪盘踞[3]。
- 1月17日——中國國民黨中央執行委員會在武漢開臨時會議，在武漢及南昌來漢之中央執行委員出席，蔣介石在會上說明中央暫駐南昌之必要，及中央政治會議與各分會之關係；中比改訂新約會議在北京外交部正式舉行，顧維鈞致詞，謂新約當以不等及互尊土地主權為基礎，比使華洛思致答辭，謂尊重協調精神，在交涉期內，決不將條約破棄問題付諸國際法庭裁判，並準備將1902年條約規定之天津比租界交還中國[1]:2609。
- 1月18日——蔣介石離開湖北返南昌[1]:2609。
- 1月19日——孫傳芳重整部隊，以圖再舉，將所部編為5個方面軍：第一方面軍兼司令及第二師師長孫傳芳，第二方面軍司令兼第十師師長鄭俊彥，第三方面軍司令兼第八師師長孟昭月，第四方面軍司令兼第五師師長白寶山，第五方面軍司令兼第十二師師長周蔭人[1]:2610。
- 1月20日——吳鐵城代表蔣介石秘密赴日，交涉中日間政治問題；北伐軍東路軍前敵總指揮白崇禧到衢州，召開軍事會議[1]:2611。
- 1月21日——蔣介石與張靜江、譚延闓於是日及1月22日聯名致電武漢，謂：「前由中央議決設武漢政治分會，於中央與政府未遷以前，武漢分會應即成立，聯席會議毋庸繼續。」，旋武漢覆謂：「中央臨時聯席會議在南昌中央會議未開會以前，暫不取消。」；武昌市政廳成立，黃昌谷任市長；蔡元培、馬敍倫等因北伐軍在寧波失利，由浙江境退至福州；孫傳芳任蔡璞為浙江省長，次日蔡由杭州赴寧波與孫商決置浙江事辦法，1月23日晚回杭州接事[1]:2612-2613。
- 1月22日——湖南、湖北、江西三省農民運動講習所已組成籌備處，由湖南省黨部推舉以周以栗、毛澤東、陳克文，湖北省黨部推舉陳蔭林、張眉宣、李漢俊等為籌備員[1]:2613。
- 1月25日——蔣介石在南昌召開軍事會議，認為北伐軍戰線延長，應配備兵力55萬人，每月軍費1,600萬元[1]:2614。
- 1月26日——國民軍聯軍總司令馮玉祥由平涼抵達西安；張學良、張宗昌、于珍等在北京開重要會議，決定四路出兵援助吳佩孚[1]:2615。
- 1月27日——蔣介石委柏文蔚為國民革命軍第三十三軍軍長，柏是日在武穴就職；奉軍入河南，已得吳佩孚認可，吳是日致電張作霖，謂河南南部叛軍業已解決，全軍即將反攻，望其「迅令直邊部伍，急籌出援」，1月29日張作霖電覆吳佩孚：「弟本合作之旨，決傾全力以濟，刻電直邊軍隊，準備相繼出發。」[1]:2616
- 1月28日——東路軍總指揮何應欽由福建入浙江，新編第一軍軍長譚曙卿留守福州，何應欽臨行以張貞為福州衛戍司令；中共中央發表《中國共產黨對於時局宣言》，指出由於北伐戰爭之勝利，國民革命運動日益高漲，工農日益壯大，帝國主義及其雇用之反動勢力聯合進攻，中國革命處於勝負之決戰時期[1]:2616。

### 2月
- 中山軍事政治學校在西安成立，中國共產黨員史可軒為校長，鄧小平為政治部主任，劉志丹等擔任教官，6月徐州會議後，馮玉祥追隨蔣介石反共，將鄧小平等遣送別處，7月間史可軒帶領千餘人離開西安，該校宣告結束[1]:2637。
- 2月1日——武漢國民政府外交部長陳友仁對英國上月27日所提備忘錄發表宣言，略謂英國借口護僑，集中武裝軍隊於上海，且公然冠以「中國遠征隊」名稱，國民政府視此為對中國民族主義勒迫之行為，「漢案」所商協定，非至英國停止威嚇行動時不能簽字[1]:2618。
- 2月2日——武漢國民政府任命何鍵為第三十五軍長、周斕為副軍長，劉興為第三十六軍軍長、葉琪為副軍長，李品仙為第八軍副軍長，同日又明令廢除，師下設團[1]:2618。
- 2月3日——國民革命軍東路軍第二十六路軍於2月2日攻占金華，孫傳芳部屬向浦江退走，是日東路軍占領浦江、嚴州[1]:2619。
- 2月5日——因黔軍總指揮袁祖銘在常德被殺，蔣介石電准將袁部國民革命軍第九軍軍長彭漢章免職，並交唐生智查辦，是日漢口前敵總指揮部在漢口將彭捕獲，旋解長沙[1]:2619-2620。
- 2月6日——雲南發生政變，昆明鎮守使龍雲突於是夜趁士兵索餉機會，急派所部堵截各城門要道，一面密電蒙自鎮守使胡若愚、昭通鎮守使張汝驥、大理鎮守使李秉陽及駐省各軍，全部開省，圍逼唐繼堯，一面派代表進省公署面見唐繼堯，2月10日唐繼虞、陳維庚由龍雲護送出境；據《時報》訊：張作霖已命榮臻率第十七軍赴彰德，此為最初入河南之奉軍[1]:2620。
- 2月7日——據《申報》廣州2月7日電：國民政府財政部增設次長，以孔祥熙擔任，駐廣州辦公；吳佩孚部寇英杰由鄭州到徐州謁見褚玉璞，洽商直魯軍援河南事，是晨褚決定由駐徐州第六軍第三十五師孫殿英部先發援河南，從隴海鐵路西進[1]:2621。
- 2月8日——南昌中國國民黨中央政治會議決定：中央黨部及國民政府遷至武漢：「中央全體會議俟東南戰事告一段落，另定日期召集」；安國軍總司令張作霖發表宣言，宣布進兵河南，並稱其起兵目的「專為剿滅過激主義」[1]:2621-2622。
- 2月9日——奉軍決定入河南，是日張學良特由濟南赴徐州，與已集中徐州之魯軍主力作最後協議，以期徹底解決河南事[1]:2622。
- 2月11日——孫傳芳聯軍第十五師師長劉寶題在安徽祁門向革命軍接洽歸誠，是日蔣介石委劉寶題為國民革命軍新編第三軍軍長，2月15日劉在祁門就職[1]:2623。
- 2月12日——田維勤、魏益三、王維城、賀國光等通電，公推靳雲鶚為河南保衛軍總司令，以抵禦奉軍南下，2月15日靳雲鶚覆齊燮元等電稱：已移駐信陽，並定日內北征[1]:2624。
- 2月14日——吳佩孚2月11日已將軍事交齊燮元，齊知大勢已去，是日在鄭州通電宣布下野，解除「討賊聯軍副司令」職務[1]:2625。
- 2月15日——劉鬱芬就任國民聯軍駐甘總司令[1]:2625。
- 2月17日——孫傳芳命令在富陽、臨安、餘杭前線各軍開往嘉興一帶布防，其司令部設松江；中國國民黨武漢、南昌兩中央政令兩歧[1]:2626。
- 2月18日——上海總工會為嚮應北伐軍，推翻軍閥統治，建立上海革命民眾政權，是日召集工會代表大會，議決發布總同盟罷工命令；北伐軍之中央軍進駐杭州，右翼軍占蕭山，左翼軍主力占臨安、餘杭[1]:2627。
- 2月19日——下午7時，《收回漢口英租界協定》由陳友仁及歐瑪利在漢口正式簽字，次日《收回九江英租界協定》亦在漢口簽字；上海工人在中國共產黨領導下，自是日起開始總同盟罷工，並發表宣言與政治經濟總要求17條，參加罷工人數達15萬人以上，孫傳芳勾結公共租界工部局進行血腥鎮壓，上海防守司令部大刀隊將工人蔡建勳、史阿榮兩人殺害「示眾」；國民革命軍總司令部以第九軍第一師師長賀龍，攻擊湖北西部頗著戰績，特提升為獨立第十五師師長；第二十六軍周鳳歧部入紹興，將孫傳芳衛隊旅及周蔭人殘部繳械[1]:2628。
- 2月20日——蔣介石利用中央黨部和總司令名義，改組江西臨時政務委員會為江西省政府，派李烈鈞為主席，李烈鈞等是日宣誓就職；武漢國民政府委任李烈鈞為代理海外部長，是日李通電就職；北伐軍江右軍總指揮程潛率所部分別進至安徽東流、大通、祁門、石埭等處；吳佩孚委任周嗚岐為「討賊」聯軍直魯豫皖臨時別動第一路司令，是日周在鄭州就職；張宗昌在北京與張作霖商定：河南方面軍事完全由奉方主持專任京漢路，魯軍全力援助寧、滬擔任津浦路，援蘇事交張宗昌、褚玉璞主持，由隴海路入豫魯軍將開浦口；吳佩孚因奉軍南下，召開緊急會議，決定：一、派王為蔚、王維城在黃河北岸布防，二、派靳雲鶚向開封開動，三、調張治公警衛鄭州；國立武昌中山大學開學[1]:2629-2630。
- 2月21日——在漢口之國民政府委員與中國國民黨中央執監委員舉行擴大聯席會議，通過如下重要決定：一、結束臨時聯席會議，二、中央黨部、國民政府即日在武漢開始辦公，三、中央執行委員會於3月1日前召集全體會議，並通告各地中央執監委員如期到會；南昌中國國民黨中央政治會議第六十二次會議決組織上海臨時政治委員會，派吳敬恆、蔡元培、鈕永建、楊樹莊、蔣尊簋、陳其采、何應欽、陳果夫、郭泰祺、葉楚傖、楊銓、林煥庭、楊賢江為委員，吳為代理主席；蔣介石在南昌總司令部第十四次紀念周上演說，公開反對武漢聯席會議，反對為防止軍事而開展之提高黨權運動，稱「要對共產黨員的活動進行制裁」，要「取消」漢口聯席會議；李楠青在鄖陽就任暫編第七軍軍長；國民革命軍第十九軍余憲文部第一、二兩師分水、陸兩路由台州到達寧波，第十七軍曹萬順部余仲麒師亦抵達，浙東孫傳芳聯軍段承澤部及周蔭人軍受北伐軍及義軍攻擊，紛紛北逃，浙東諸縣悉告收復[1]:2630-2631。
- 2月22日——南昌中國國民黨中央政治會議第六十三次會議議決，在黨部與政府未遷以前，武漢「不得以中央黨部暨國民政府名義另行辦公」；上海工人總罷工人數激增至36萬以上，下午6時總罷工轉入武裝起義，海軍「建威」、「建康」兩艦響應，因發動起義時間過遲，部分罷工工人已在上海防守司令李寶章鎮壓下復工，北伐軍先頭部隊在上海郊區莘莊停止前進，工人糾察隊陷入孤軍作戰境地，上海工人第二次武裝起義失敗；武漢中國國民黨中央常務會議於3月1日召集二屆三中全會，並決定「即日用中央名義通電各地中央執行委員如期到會」；孫傳芳以五省聯軍總司令名義發表《聯省自治建設大綱》，凡四章14條[1]:2632。
- 2月23日——武漢中國國民黨中央常務委員會增選唐生智、蔣作賓、宋慶齡、彭澤民、吳玉章5名政治委員，在武漢組織中央政治委員會；武漢中國國民黨中央執行委員會通告各地中央執監委員、候補中央執監委員，3月1日前在武漢開第三次全體會議；國民革命軍東路軍總指揮何應欽抵達杭州，北伐軍占領嘉興，前線集中松江附近之明星橋，松江孫傳芳軍全部潰退，是晚前敵總指揮白崇禧至嘉興視察，北伐軍因蔣介石不主張在上海用兵，故未再前進，孫軍在滬杭路三十一號橋布防；張宗昌抵南京，所部接防南京各要塞[1]:2632-2633。
- 2月24日——駐上海之北京政府海軍總司令楊樹莊因2月22日發生兩艦響應上海工人起義、炮擊兵工廠事件，下令黃埔江中各艦一律開出吳淞口，集中三夾水；上海總工會發布復工令；直魯聯軍第五路總指揮兼第八軍軍長、渤海艦隊司令畢庶澄奉張宗昌、孫傳芳令率所部開入江蘇分駐滬寧線，畢是日抵達上海，2月26日畢布告稱其來上海目的係「恢復反界工作，保護中外商民」，「有違反此旨者，悉行認為公敵」；魯軍入南京後，商店拒用軍用票，是日開始罷市[1]:26323-2634。
- 2月26日——張宗昌電令隴海鐵路徐源泉第六軍，蘭封孫殿英部三十五師及所有入河南直魯軍，一律撤回徐州，轉津浦鐵路開往浦口渡江，再由滬寧鐵路前進，並令航空隊全部南下助戰，同日張宗昌、孫傳芳由南京赴上海布防；蔣介石因違抗遷都武漢，在武漢群眾歡迎大會上受到群眾嚴厲質詢及鮑羅廷之批評，是日指使南昌中央政治會議致電第三國際中央執行委員會，要求撤回代表鮑羅廷；南京總商會以直魯聯軍在江蘇省強行十足使用軍用票，金融動蕩，商民恐慌，要求孫傳芳與直魯聯軍洽商，在江蘇境內免予行使，在未商定以前，准按濟南軍用票市價，加扣滙費，公平行使，是日張宗昌決定按濟南市價使用，暫以六折為標準實行[1]:2635。
- 2月27日——北伐軍江右軍總指揮程潛以安慶既定，即令主力進取蕪湖，分兵由宣城攻溧水；入河南奉軍已與靳軍在中牟一帶接觸，是日朱仙鎮、蘭封亦起衝突，京漢線中路部分奉軍已渡黃河[1]:2635。
- 2月28日——張宗昌與孫傳芳在南京開軍事會議，決定：一、孫傳芳坐鎮後方，二、江蘇省軍事由張宗昌主持，安徽省則由褚玉璞主持，三、援江蘇軍隊以許琨為前敵總指揮，畢庶澄副之，四、在最短時期內將直魯軍運送前方；全國總工會通告各工會：本日全國舉行總罷工一小時，反對英軍來華，支援上海罷工[1]:2636。

### 3月
- 3月1日——浙江臨時政治會議前經蔣介石任命張靜江等為委員，張靜江為主席，張未到任前由蔡元培代理，該會於1月8日在寧波成立，是日在杭州執行職權；鄧錫侯、田頌堯聯名通電，分別在成都、潼川就國民革命軍第二十八軍軍長及第二十九軍軍長職，至是四川省內所有軍隊皆隸國民政府；直魯聯軍第七軍軍長許琨奉孫傳芳、張宗昌命令，以陳調元與黨軍結合，將其駐蚌埠部隊繳械[1]:2637-2638。
- 3月2日——孫傳芳與張宗昌商定：前線軍事交直魯軍負責任畢庶澄為前敵總指揮，孫傳芳部開通州、揚州、清江、海州等地整訓，同日南京城由直魯軍接防[1]:2638。
- 3月3日——南昌中國國民黨中央政治會議第六十六會議議決：「中央黨部、國民政府於本月六日全部遷鄂，全體委員於是日起程赴漢，於十二日總理逝世二周年紀念日開中央執行委員會全體會議。」[1]:2638-2639
- 3月4日——五省聯軍安徽總司令陳調元在蕪湖就任國民革命軍北路軍總指揮兼第三十七軍軍長，軍務幫辦王普就任第二十七軍軍長，葉開鑫旋就任新編第五軍軍長，此三軍即改編為北路軍，次日留守安慶之第一混成旅旅長楊世榮亦宣布服從國民政府，至此蕪湖、安慶均歸北伐軍範圍；國民革命軍第六軍軍長程潛率部抵祁門，前鋒達安慶，賀耀組部兩團抵達大通，是日江右軍第十九師亦進駐青陽，同日江左軍一部進抵潛山、英山一帶；孫傳芳命聯軍總指揮盧香亭偕總部參謀長劉宗紀等赴上海，與李寶章接洽撤軍事宜[1]:2639。
- 3月5日——毛澤東從1月4日起至2月5日止，實地考察湘潭、湘鄉、衡山、醴陵、長沙五縣農民運動後，寫成《湖南農民運動考察報告》一文，在是日出版之中國共產黨湖南省機關刊物《戰士》第三十五、第三十六期合刊上發表；中共上海特委會開會討論上海暴動問題，陳獨秀、羅亦農、周恩來、彭述之、趙世炎等出席，周恩來報告軍事方面之準備情形；國民革命軍第六軍程潛部、第七軍李宗仁部與第三十三軍柏文蔚部共約7萬人，向安慶、蕪湖、大通、宣城集中，3月6日程潛抵達大通；孫傳芳、張宗昌令免安徽總司令陳調元本兼各職，遺缺以江西總司令鄭俊彥兼署，在鄭未到任前，以第七軍軍許琨代理；韓麟春奉張作霖命赴山西與閻錫山商合作出兵事，無結果，是日致電張作霖謂：馮、蔣、靳、閻共同一氣，請分兵駐守石家莊，以防晉軍由娘子關衝出，並命高維岳分扎察哈爾、綏遠境內，以備萬一[1]:2640-2641。
- 3月6日——北伐軍部署應付奉軍軍事計劃：一、以唐生智為北路總司令，二、以李宗仁為江左總司令，三、以程潛為江右總司令，四、以何應欽為東路總司令，白崇禧為東路前敵總指揮[1]:2641-2642。
- 3月7日——下午6時，中國國民黨第二屆中央執行委員會第三次全體會議在漢口開預備會，此會原定3月1日召開，因南昌方面要求推遲而延期，譚延闓、何香凝、李烈鈞、丁惟汾、陳公博等由南昌到漢口參加，蔣介石、張靜江、朱培德未到；中央農民運動委員會決定將湖南、湖北、江西三省農民運動講習所改由中央辦理，是日中央農民運動講習所在武昌正式上課，鄧演達、毛澤東、陳克文三人為常務委員（系農講所最高領導機構），聘周以栗為教務主任，陳克文為訓育主任，李剛為事務主任，郭增昌為總隊長，惲代英、彭湃、方志敏等擔任講課；張作霖命令入河南之珍、榮臻、趙恩臻三軍長是日對河南靳雲鶚部開始總攻擊，張學良已於3月5日晚赴衛輝同韓麟春指揮[1]:2642。
- 3月8日——魯軍第五軍王棟部占領當塗[1]:2643。
- 3月9日——雲南省務委員會成立，總裁唐繼堯及省務委員胡若愚（主席）、龍雲等宣誓就職；張宗昌、孫傳芳令委魯軍第八軍軍長兼渤海艦隊總司令畢庶澄繼李寶章為淞滬防守司令，所有五省聯軍一律讓防，畢所轄區域由蘇州起至松江止[1]:2644。
- 3月10日——中國國民黨二屆三中全會在武漢舉行首次大會，出席委員33人，譚延闓任主席，徐謙報告武漢黨員大會請願恢復黨權11項決議，決議全部容納；武漢衛戍司令兼第十一軍軍長陳銘樞已於3月6日離職，是日中國國民黨中央執行委員會令武漢衛戍事宜唐生智暫行負責，唐復將武昌衛戍事着第四軍副軍長張發奎負責，漢口衛戍事着第八軍副軍長李品仙負責；東路軍總指揮何應欽由杭州出發經湖州赴泗安督師；中國國民黨南昌市黨部電武漢中央執行委員會，要求查辦和改組反動之江西省黨部[1]:2644-2645。
- 3月上旬——國民革命軍後方總司令部改為廣東行營，李濟深任行營主任，代行總司令職權；靳雲鶚以吳佩孚名義委米振標為「討賊」聯軍第四軍軍長兼毅軍總司令，張繼武、米國賢分任毅軍第一、第二軍總司令；張宗昌、孫傳芳會委王棟、徐源泉、許琨為前敵副司令，許兼第二路副指揮[1]:2645。
- 3月11日——中國國民黨二屆三中全會舉行第二次會議，出席委員28人，孫科任主席，根據「統一黨的領導機關案」議決下列各項：一、改選常務委員，汪精衛、譚延闓、蔣介石、顧孟餘、孫科、譚平山、陳公博、徐謙、吳玉章九人當選，二、改選中央黨部各部部長，組織汪精衛（吳玉章代）、宣傳顧孟餘、農民鄧演達、工人陳公博、商民陳其瑗（旋改王法勤，由經亨頤代）、婦女何香凝、海外彭澤民、青年孫科，三、改選中央政治委員，除中央常務委員九人兼政治委員外，宋子文、陳友仁、鄧演達、林祖涵、王法勤、宋慶齡六人當選，四、選蔣介石等15人為軍事委員會委員，汪精衛、唐生智、程潛、譚延闓、鄧演達、蔣介石、徐謙為軍事委員會主席團，五、選汪精衛等28人為國民政府委員，孫科、徐謙、汪精衛、譚延闓、宋子文為國民政府常務委員；北京政府顧維鈞內閣以安國軍總司令部下令用飛機襲擊鄭州，不啻對吳佩孚宣戰，是日閣議討論總辭職；張宗昌在徐州召集軍事會議，議決褚玉璞坐鎮南京，許琨駐蚌埠，程國瑞駐徐州，鞏固後方，張宗昌往來徐州、南京間，策應全局[1]:2645-2646。
- 3月12日——入河南奉軍在韓莊被毅軍擊敗，退至距開封10餘里護城，次日靳雲鶚部劉培緒師，馬吉第軍進攻開封[1]:2646-2647。
- 3月13日——中國國民黨二屆三中全會舉行第三次會議，出席委員32人，徐謙任主席；奉軍占領中牟車站，前鋒抵達北河鎮，距鄭州數十里，黃河鐵橋南岸豫軍全部撤退；前北京政府陸軍總長吳光新在上海就任淞滬商埠督辦[1]:2647-2648。
- 3月14日——中國國民黨二屆三中全會舉行第四次會議，出席委員27人，顧孟餘主席；中國國民黨中央政治委員會第一次會議通過譚平山為農民部長，蘇兆征為勞工部長，孔祥熙為實業部長，顧孟餘為教育部長，劉瑞恆為衛生部長；駐上海之北京政府海軍總司令楊樹莊向北伐軍投誠，正式宣布就任國民革命軍海軍總司令職，並派「楚同」、「楚有」、「楚謙」三艦越過江陰、鎮江、南京諸防線，駛至九江，候令會同陸軍攻打南京；孫傳芳將金陵軍官學校移設清江浦[1]:2648-2649。
- 3月15日——中國國民黨二屆三中全會舉行第五次會議，出席委員27人，譚延闓主席，丁超五報告「陽新慘案」詳情，議決組織委員會，指定鄧演達、吳玉章、毛澤東三人為委員，與湖北省黨部、湖北省政務委員會、省農民協會開聯席會議處理；國民政府正式收回漢口、九江兩地英租界；河南全省武裝農民代表大會是日至3月21日在武昌雄楚樓中央農民運動講習所舉行，出席代表69人，代表45縣40萬武裝農民，推王法勤、于樹德、陳克文、鄧演達、劉莪菁、郭安宇等13人為主席團，陳克文、毛澤東、陸沉、鄭振宇在大會上分別作廣東、湖南、湖北、河南四省農運狀況報告，李立三作中國職工運動報告；北伐軍東路軍主力向宜興、溧陽進攻，前敵各部亦開始向松江、青浦、吳江攻擊，同日第二軍占溧水，魯軍王棟部退秣陵關，次日何應欽部占領溧陽；何鍵、葉琪在常德就任第三十五軍正副軍長；靳雲鶚部馬吉第軍第十五師擊退奉軍，占領中牟[1]:2649-2650。
- 3月16日——中國國民黨二屆三中全會舉行第六次會議，孫科主席[1]:2650。
- 3月17日——中國國民黨二屆三中全會舉行第七次會議，徐謙主席；蔣介石昨由南昌至九江，是日指使總司令部特務處處長楊虎、副處長溫健剛組織青紅幫流氓百人，搗毁擁護三大政策之中國國民黨九江市黨部和九江總工會，在市黨部打死三人，在總工會打死一人，傷六人，蔣介石連夜派第六軍留守司令唐蠎為九江戒嚴司令官，嚴禁罷工，並密令九江警衛團：如有工人罷工，立即拘捕，3月18日蔣介石乘「楚同」艦東下安慶；馮玉祥通電稱，所有前國民軍第一、二、三、五軍等名目一律取消，業經改為各路軍，悉按新編制辦理；程潛、賀耀組部自由3月15日起開始會攻皖南當塗，經過兩日激烈戰鬥，將直魯軍第四軍、第五軍及孫殿英部擊潰，直魯軍第四軍軍長孫宗先僅以身免，是日北伐軍進駐當塗，連克采石、慈湖，敵紛向南京及江北岸潰逃；奉軍第十七軍完全占領鄭州，吳佩孚逃往洛陽、鞏縣一帶，靳雲鶚部退新鄭、許昌、郾城；東路軍賴世璜部克宜興，敵白寶山、馮紹閔、鄭俊彥三師退常州，賴軍跟踪追擊，3月21日占常州，直魯軍在滬寧鐵路聯絡已被截斷；新降奉之米振標部響應靳雲鶚反攻奉軍，是日靳軍馬吉部占領開封[1]:2650-2651。
- 3月18日——北伐軍東路軍第二十一師嚴重部克吳江，向蘇州進展；蔣介石委任雲南航空處處長劉沛泉為東路軍航空司令，歸東路軍總指揮何應欽節制，是日劉在杭州就職；江左軍全部進入合肥、六安之線，皖軍馬祥斌部投降北伐軍；孫傳芳因北伐軍逼近南京，形勢危急，是日秘密離開南京赴揚州；張宗昌委直魯第三軍副軍長兼一百零七旅旅長常之英為蘇州、吳江、常州、無錫4縣總指揮[1]:2652。
- 3月19日——張作霖任張宗昌為海軍總司令，畢庶澄、沈鴻烈為副司令，節制東北、渤海兩艦隊；晚，張作霖在北京召集張學良、楊宇霆、吳俊陞、張作相、于國翰開軍事會議，決定今後軍事方略，對豫西取守勢，中路與東路取積極攻勢[1]:2653。
- 3月20日——武漢國民政府通電公布中國國民黨二屆三中全會選出國民政府委員25人名單，計：汪精衛、孫科、宋子文、于右任、徐謙、馮玉祥、程潛、譚延闓、陳友仁、李宗仁、譚平山、鈕永建、蔣介石、柏文蔚、王法勤、吳玉章、何應欽、孫庚、彭澤民、經亨頤、黃紹竑、楊樹莊、陳調元、朱培德、唐生智、李濟深、宋慶齡、顧孟餘，國府常務委員五人：孫科、徐謙、汪精衛、譚延闓、宋子文；北伐軍東路軍前敵總指揮白崇禧下令進攻淞滬；何應欽部占領橫林、奔牛、呂城、丹陽等地；北伐軍第十軍軍長王天培抵達武穴，第二十八師前隊已入霍山；駐鎮江直魯軍奉令連夜撤退，張宗昌由南京返徐州[1]:2654。
- 3月中旬——蔣介石命令取消第十九軍，軍長陳儀免職[1]:2654。
- 3月21日——上海工人舉行第三次武裝起義，晨，中共江浙區委書記羅亦農代表區委宣布當天中午12時舉行上海工人總同盟罷工，立即分閘北、滬西、滬東、南市、虹口、浦東、吳淞7個區舉行起義，12時在周恩來、羅亦農、趙世炎等直接領導下，上海80萬人工人遵照總工會發布之總同盟罷工令，一齊罷工，工人糾察隊向預定地點緊急集合，至晚各路糾察隊先後占領南市、滬東、滬西、浦東、虹口、吳淞6個區，閘北區直到3月22日午後4時餘，除北站外所有各據點敵人均投降，周恩來立即命令工人糾察隊對北站據點發起總攻擊，經一個多小時猛攻，直魯聯軍紛紛潰逃，午後6時戰鬥結束，上海工人階級終於在中國共產黨領導下，全殲3,000直魯聯軍和2,000警察，聯軍前敵總指揮畢庶澄逃入租界，南市開歡迎北伐軍大會，到5萬人；程潛、賀耀組、魯滌平部先後克復江寧鎮、秣陵關、龍都鎮，3月22日又克板橋、淳化鎮；北伐軍東路軍第二十六軍昨日渡過黃浦江，進逼松江，第二師及先遣隊沿鐵路向松江城猛攻，是日占領松江城，畢庶澄所部4個混成旅被解決，同日東路軍第二十一師嚴重部占領蘇州；何應欽至呂城，令賴世璜部東攻無錫、江陰，馮軼裴、曹萬順部分經鎮江、湯水、白虎、新塘市攻南京，次日何應欽入鎮江，3月23日馮軼裴部方至栖霞街東流鎮時，南京已為江右軍攻克，3月25日何應欽率馮軼裴部進駐南京；武漢中國國民黨中央政治委員會得悉北伐軍克復上海消息後，當即作出三項決議：一、派外交部長陳友仁、財政部長宋子文、交通部長孫科赴上海指導一切，二、派吳敬恆、侯紹裘、張曙時、汪壽華、楊杏佛、白崇禧、鈕永建等組織政治委員會上海分會，三、令總政治部主任鄧演達派郭沫若為上海革命軍政治工作指導員；武漢國民政府軍事委員會在漢口開始辦公，委員會下分設總政治部、秘書、參謀、陸軍、經理、航空5處及革命軍事裁判所，並任命鄧演達為總政治部主任，林祖涵為秘書處長，龔浩為參謀處長，劉驥為陸軍處長，孫科為航空處長，謝晉代理經理處長，徐謙為革命軍事裁判所長[1]:2655-2656。
- 3月22日——上午9時餘，白崇禧偕薛岳抵達龍華，因白已奉蔣介石按兵不動命令，是日下午當工人攻打上海北火車站最緊急時刻，總工會代表江壽華請白出兵援助，竟遭拒絕，後經力爭薛岳方率部開入麥根路，至此北伐軍完全占領上海；武漢國民政府任命連聲海為國民政府秘書長，特任顧孟餘為教育部長、孔祥熙為實業部長，譚平山為農政部長，蘇兆征為勞工部長；馮玉祥派劉驥為駐武漢全權代表，李嗚鐘副之；中國國民黨中央執行委員會宣傳部主辦之《中央日報》在漢口出版，中央宣傳部長顧孟餘兼社長，陳啟修任主撰，孫伏園任副刊主撰；上海《民國日報》復刊；張學良、韓麟春由鄭州通電全國，主張停止內戰，促進和平，一致對外；張作霖任命褚玉璞為江蘇保安總司令，榮臻為河南保安總司令；國民革命軍第十四軍賴世璜部由常州進駐無錫[1]:2656-2657。
- 3月23日——北伐軍占領南京，北伐軍逼近南京城，直魯聯軍恐被北伐軍圍困，決定退守徐州、蚌埠，是日令南京城內外駐軍急退浦口，第六軍攻占雨花台後，第十九師由中華門衝入南京城，入晚各軍分路進入南京，敵3萬餘人被繳械，餘潰散，一部由下關搶渡逃回浦口；昆山畢庶澄部4,000餘人被北伐軍繳械[1]:2658。
- 3月24日——北伐軍大隊進入南京城後，城內反動分子乘秩序混亂，煽動潰兵及流氓搶劫，襲擊英、美、日領署及僑民，外國人死4至6人，傷6人，美、英借口僑民及領事館受侵害，下令駐下關各軍艦開炮向南京城內轟擊，死30餘人，傷數十人，毁壞房屋財產甚多，是為「南京事件」；程潛、賀耀組、魯滌平到南京，城厢內外，張貼總司令蔣介石、總指揮程潛、副黨代表林祖涵之安民布告，宣示革命宗旨，程潛入城後，即派隊鎮壓騷亂秩序者，並就地槍決搶犯多名；蔣介石由安慶抵達蕪湖，得寧訊後，即派參議林石民赴蕪湖日本領事館，懇請日本領事轉達英、美當局，謂黨軍無惡意，蔣本人決親赴南京負責解決；上海總工會通告，是日10時起，除武裝糾察隊外，一律復工；張國威在揚州叛離孫傳芳，就任國民革命軍第二十六軍第三師師長，所部被段承澤繳械，次日孫傳芳、盧香亭等部由揚州退淮陰；靳雲鄂部高汝桐乘鐵甲車反攻鄭州，為奉軍包圍擊斃；張學良、韓麟春通電歡迎吳佩孚回鄭州主持在河南聯軍；畢庶澄、吳光新由上海逃抵青島，次日畢庶澄奉張宗昌命赴徐州報告軍事；革命軍昨抵鎮江[1]:2659-2660。
- 3月25日——何應欽、程潛、魯滌平、賀耀組會銜在寧出示布告，保護外僑生命財產，違者嚴懲；蔣介石由蕪湖抵南京下關，何應欽、程潛、魯滌平等登艦與蔣商議軍事；武漢中國國民黨中央政治委員會決定李宗仁等9人為安徽省政務委員，李宗仁兼主席；美艦2艘護送從南京下駛之商船，至江陰與當地駐軍互相轟擊[1]:2660-2661。
- 3月26日——馮玉祥奉武漢國民政府命令在西安發布總動員令，分三路向河南出動，沿隴海鐵路東進，以京漢線為目的，右任為前敵總指揮，鄧寶珊為副總指揮兼第一路司令，陳希聖為第二路司令，李雲龍為第三路司令；北伐軍派隊嚴密保護各國駐南京領署及僑商，各軍政治部合組臨時外交委員會辦理外交事項，南京是日一律開市；蔣介石乘「楚同」軍艦抵達上海，即以新西區交涉公署為行轅，法租界當局當即派政治部主任程子卿率包探黃金榮等到署「照料」，法總領事以特別通行證送蔣介石，允許他帶武裝衛兵10名自由出入租界，公共租界工部局亦特派西探羅斯送去特別通行證；賀耀組在江寧行營就第四十軍軍長職；吳新田在南鄭就國民軍第十六路司令職；日本外相幣原就南京事件電令駐上海總領事矢田，設法警告蔣介石「應盡早趕赴南京處理事態糾紛」，3月30日矢田會見蔣介石，要求「對維持上海治安必須加以特別深刻的考慮」，蔣表示「充分體察尊意，定當嚴加取締」[1]:2661-2662。蔣到上海，發現工人和學生天天集會示威，要求收回外國租界[4]:83。
- 3月27日——晚，蔣介石在上海交涉公署開重要會議，張靜江、蔡元培、白崇禧、周鳳歧及參謀秘書等出席，討論後方布置、肅清江北、上海治安等問題；白崇禧令先遣司令李明揚辦理接洽改編淞滬雜色軍隊事宜；蔣介石會見上海商業聯合會主席虞洽卿，稱絕無用武力收回上海租界之用意，要虞告商界放心；蔣介石任命陳調元、蔣作賓、程潛、朱培德、李宗仁等20人為安徽政務委員會委員，以陳調元為主席；武漢國民政府為統一財政，特派財政部長宋子文至上海主持，是日電令上海各機關，所有江蘇、浙江財政均須經過宋子文辦理，否則概不承認；南京交涉員李石民代表蔣介石訪問日總領事森岡，對南京事件表示遺憾；渤海艦隊「海圻」等艦，奉艦隊司令張宗昌命令進攻吳淞口，擾亂北伐軍後方，為駐上海艦隊擊退；上海藝術協會成立，以黎錦暉、田漢、陳望道、歐陽予倩等9人為執行委員[1]:2662-2663。
- 3月28日——蔣介石指使吳敬恆、蔡元培、張靜江、李石曾、古應芬等在上海舉行中國國民黨中央監察委員會常委會會議，通過吳敬恆所提「糾察共產黨行為」案，當經決定發動「護黨救國運動」；蔣介石令白崇禧即日宣布上海水陸戒嚴；上海總工會因聞糾察隊將有被繳械消息，是日派代表質問蔣介石，蔣稱：「糾隊本應武裝，斷無繳械之理。如有人意欲繳械，余可擔保不繳一槍一械。」，當代表陳述恐有流氓乘機搗亂時，蔣保證「嚴行制止，盡可放心」；上海總工會召開第一次執行委員會議，推舉汪壽華、王梅卿為正副委員長，張昆弟為組織部長，李泊之為宣傳部長，龍大道為經濟鬥爭部長，趙子敬為交際部長，顧順章為糾察部長；中央軍事委員會總政治部任林祖涵為該部駐南京辦事處主任，林未到任前，由李富春代；中央農民部在武昌召開各省農協執委聯席會議，鄧演達、陳克文、毛澤東、周以栗、陸沉、方志敏、陳子林等出席，決定組織中華全國農民協會臨時執行委員會，領導全國農運，時全國有組織之農民已達800萬人；南京市民舉行歡迎北伐軍大會，到會群眾5萬人；中國國民黨中央政治會議議決：南京東南大學改組為中山大學，並派定吳敬恆、楊杏佛、侯紹裘、柳亞子、顧孟餘、郭沫若等7人為籌備員[1]:2663-2664。
- 3月29日——上海特別市臨時市政府成立，蔣介石借口「為完成政治統系及確定市政制度計」，函令市政府暫緩辦公[1]:2665。
- 3月30日——武漢國民政府任命朱培德等為江西省政府委員，朱培德兼主席，原任委員李烈鈞等已於3月26日免職；國民革命軍第十四軍賴世璜部熊式輝師占領江蘇靖江，孫傳芳率部向泰興方面潰退；北伐軍前鋒便衣隊突在津浦鐵路出現，一部昨夜襲鳳陽關，臨淮、蚌埠形勢緊急，是日李宗仁部占領定遠，陳調元部第六師由全椒到滁州，3月31日北攻蚌埠；湖南、廣東、湖北、江西四省農民協會代表和河南省武裝農民自衛軍代表，在武昌召開聯席會議，選出彭湃（廣東）、易禮容（湖南）、方志敏（江西）、陸沉（湖北）、蕭寅谷（河南）及毛澤東、徐謙、孫科、譚延闓、鄧演達、唐生智、張發奎、譚平山13人為全國農民協會臨時執行委員，譚延闓、譚平山、毛澤東、鄧演達、陸沉5人為常務委員，毛澤東兼任組織部長，主持全國農協臨時執委會工作，並決定在5月15日召開全國農民代表大會，代表名額680名[1]:2665-2666。
- 3月31日——國民革命軍總司令部移駐南京，漢口總部行轅人員是日均離開漢口赴南京；郭沫若在武漢《中央日報》（附刊）發表《請看今日之蔣介石》一文，指出蔣介石「已經不是我們國民革命軍的總司令」，而「是流氓地痞、土豪劣紳、貪官污吏、賣國軍閥、所有一切反動派——反革命勢力的中心力量了」，呼籲：「現在凡是有革命性、有良心、忠於國家、忠於民眾的人，只有一條路，便是起來反蔣！」、「要打倒化，消滅他，宣布他的死罪！」；奉軍占領許昌，4月3日進逼漯河[1]:2666-2667。
- 3月下旬——武漢國民政府軍事委員會委張發奎繼任第十一軍軍長，陳洪代理第四軍軍長，並令程潛、唐蠎、王均分別兼管南京、九江、南昌衛戍事宜；武漢國民政府軍事委員會免蔣光鼐第四軍第十師師長，准戴戟辭第十一軍第二十四師師長，另委蔡廷鍇為第十師師長，許志銳為副師長，葉挺為第二十四師師長，方偉為副師長，學兵團團長張治中辭職照准，委黃仲恂暫代，又准第十一軍代理師長范漢杰辭職；蔣介石委朱紹良繼彭漢章為第九軍軍長；中央軍事政治學校武漢分校改為中央軍事政治學校，國民政府軍事委員會指定鄧演達、惲代英、顧孟餘、譚延闓、徐謙為該校委員[1]:2667-2668。

### 4月
- 4月1日——武漢中國國民黨中央政治委員會議決：一、通電蔣介石及各軍事長官，須尊重二屆三中全會議決之《總司令條例》，以及外交、財政、交通統一各案，違者以反革命論，關於上海糾察隊問題，認為此種組織為必要而且合法，決定通電各軍事長官，如有希圖解散上海糾察隊者，即以反革命論；汪精衛自歐洲回國，經莫斯科於是日抵達上海；武漢中國國民黨中央政治委員會以重慶衛戍司令王陵基於3月31日市民大會飭部開槍，造成血案，議決將王撤職，交劉湘查辦；武漢國民政府任命戴修瓚、翁敬棠試署最高法院庭長，胡心耕為最高法院首席檢察官；湖南各界在長沙開會歡迎第三國際代表羅易及譚平山、蔡和森等，郭亮主席；國民革命軍第二軍第四師張輝瓚率部渡江，沿津浦鐵路進展，4月5日到達滁州；閻錫山宣布廢除山西督辦名義，改稱晉綏軍總司令，將所部山西、綏遠反軍隊改編為晉綏軍[1]:2668-2669。
- 4月2日——李濟深、黃紹竑應蔣介石急電邀約由廣東抵達上海，參與蔣介石、白崇禧等清黨密謀；中國國民黨中央監察委員會在上海開全體緊急會議，蔡元培、李宗仁、古應芬、黃紹竑、張靜江、吳敬恆、李石曾、陳果夫8人出席，通過吳敬恆所提「請查辦共產黨」呈文，決定通知聯席會議對共產黨員及革命分子197人分別實行看管監視；武漢中國國民黨中央執行委員會訓令蔣介石「克日離滬赴寧，專任籌劃軍事」，「對於外交，未得中央明令以前，切勿在滬發表任何主張，並切勿接受任何帝國主義口頭或文字之通牒，以強迫帝國主義直接與國民政府交涉」，同日嚴電申斥蔣介石擅委郭泰祺為上海交涉員，下令拿辦郭泰祺並開除其黨籍；武漢中央土地委員會成立，推徐謙、顧孟餘、譚平山、毛澤東、鄧演達為委員[1]:2670。
- 4月3日——汪精衛是日至4月5日與蔣介石、李宗仁、白崇禧、黃紹竑、吳敬恆、李石曾、蔡元培等10餘人，在上海舉行秘密會議，討論蔣介石提議：趕走國民政府顧問鮑羅廷、分共，汪不贊成立即分共，經反覆策劃後決定：一、定4月15日召集中國國民黨四中全會解決中國共產黨與中國國民黨問題，在開會之前各地中國共產黨員暫時停止一切活動，聽候開會解決，二、武漢中國國民黨中央和國民政府所發命令可以拒不接受，三、由各軍隊、黨部、團體、機關之最高長官和主要負責人對「在內陰謀搗亂」者，予以制裁，四、凡工會、糾察隊等武裝團體，應歸總司令部指揮，否則認其為對政府之「陰謀」團體，不准存在；蔣介石發表支持汪精衛復職通電，內稱：「自汪歸來，所有軍政、民政、財政、外交皆在汪指揮下統一於中央，本人獨司軍令，俾專責成。」；湖北麻城縣土豪利用紅槍會策動武裝暴亂，殘殺革命幹部和軍民，包圍麻城縣城，毛澤東從農民運動講習所學員中組織學員中組織學生軍300名，於4月14日開赴麻城，平息暴亂[1]:2671-2672。
- 4月4日——中央農民運動講習所舉行開學典禮，6月18日舉行畢業典禮；蔣介石任命原孫傳芳部第九師師長李寶章為國民革命軍第十八軍軍長[1]:2672-2673。
- 4月5日——汪精衛與陳獨秀在上海發表《聯合宣言》（即《告兩黨同志書》），稱：「中國共產黨堅決的承認中國國民黨及國民黨的三民主義在中國革命中毫無疑義的需要」，「國民黨最高黨部最近全體會議之議決，已示全世界，決無有驅逐友黨、摧殘工會之事。」，表示國共兩黨「萬希各自省察，勿致為親者所悲，仇者所快」，當晚汪秘密乘船赴漢口；武漢國民政府任蔣介石為國民革命軍第一集團軍總司令，馮玉祥為第二集團軍總司令，楊樹莊為海軍總司令，又以何應欽為第一方面軍總指揮，程潛為第二方面軍總指揮，李宗仁為第三方面軍總指揮，唐生智為第四方面軍總指揮，均歸第一集團軍統轄，同日下討伐張作霖令；蔣介石以總政治部遷移上海後不向總司令部報到，下令東路軍前敵總指揮部派兵前往查封，並逮捕辦事人員19名；蔣介石下令將駐上海之第一軍第一、二兩師調往南京，以原浙江周鳳歧第二十六軍接替「滬上防務」，同日蔣宣布上海戒嚴；閻錫山電告趙丕廉：「本日已下動員令，並向省民宣布服從三民主義。」；張學良、韓春麟致電北伐軍各將領，指責北伐軍失紀，致引起外艦炮擊南京，死傷數千無罪同胞，要求「整飭軍紀，保全社會秩序，以回天下之觀聽」；畢庶澄奉張宗昌電召，由青島抵達濟南見褚玉璞，褚奉張令，以畢在上海曾暗通北伐軍，貽誤大局，即將畢槍決；北京政府閣議停開，閣員只二人，顧維鈞報告張作霖，謂政令無從發布，請速備繼任人選[1]:2673-2675。
- 4月6日——張作霖派武裝軍警300餘人，串通北京外交團，包圍北京東交民巷蘇聯大使館，搜查蘇聯遠東銀行、中東鐵路駐京辦事處及其他官舍，逮捕中國共產黨創始人之一李大釗等60餘人，搶去大使館大量檔案，駐華蘇聯代理大使齊爾內赫於事件發生後，親至外交部訪顧維鈞提出抗議，因是日適為假日，未晤，午後6時又派人赴警廳要求立刻釋放所捕大使館人員，警廳未予承諾；晚，張作霖等開緊急會議，商議處置東交民巷所捕全案，決定對劉之龍等非共產黨人沒收其財產，李大釗等待判決；蔣介石決定四路北伐計劃：第一路由津浦鐵路進攻，第二路由隴海鐵路進攻，第三路由京漢鐵路前進，第四路由江北前進；蔣介石命令，從本日起，所有武漢發來之電報、函件，武漢各報「妨礙革命」之記載及總政治部等各種「反宣傳」廣告，一概不許刊登及轉刊，如有故意違抗者，在戒嚴期內，應按戒嚴條例懲辦[1]:2675-2676。
- 4月7日——蔣介石到上海後即商由法租界青幫黃金榮、杜月笙、張嘯林等另組「中華共進會」，專事反共；武漢中國國民黨中央政治委員會臨時緊急會議決定：為適應革命勢力之新發展及應付目前革命之需要，中央黨部及國民政府遷至南京，並由軍事委員會準備以南京為中心之作戰計劃，4月8日上述決定由中央執行委員會擴大會議通過；國民革命軍新編第五軍葉開鑫部與第三十三軍柏文蔚部克復皖西正陽關，同日克潁上；奉軍占領郾城，任應岐被俘，靳雲鶚軍退至漯河以南[1]:2676-2677。
- 4月8日——蔣介石由上海赴南京，臨行前頒布《戰時戒嚴條例》，以白崇禧、周鳯歧為淞滬戒嚴司令；「上海臨時政治會議」成立，以吳敬恆、蔡元培等15人為委員，該會掌握上海市一切軍事、政治、財政之權，並有權指導當地黨務；武漢中國國民黨中央執行委員會歡宴第三國際代表羅易；鎮江北伐軍與孫傳芳軍隔江炮戰[1]:2677-2678。
- 4月9日——中國國民黨中央監察委員鄧澤如、黃紹竑、吳敬恆、李石曾、蔡元培、古應芬、張靜江、陳果夫等在上海聯名通電「護黨救國」，該電指責武漢聯席會議及二屆三中全會之種種措施和決議；孫傳芳委任第四師師長彭德銓兼任聯軍副司令，是日彭在江蘇淮陰就職；晨，蔣介石抵達南京，午後暴徒數百人將江蘇省和南京市黨部搗毁、封閉；福建全省戒嚴；財政部長宋子文奉武漢國民政府命令到上海，設立財政部駐上海辦事處，接理江、浙財政，宋兼任江浙財政處長，同日蔣介石另委陳光甫等組織江蘇兼上海財政委員會亦在上海正式成立，陳任主任委員[1]:2678-2679。
- 4月10日——蔣介石任命馮軼裴為南京戒嚴司令，宣布自是日下午6時起，南京一帶實行戒嚴，並公告《戒嚴施行條例》，凡12條；南京市民舉行「肅清反革命派大會」，25萬人到會；蔣介石電令解散武漢國民革命軍總政治部，蔣在電中指斥政治部主任鄧演達等「援引私人，充塞部曲」，總政治部「幾為少數跨黨分子及少數投機少年所獨占」，特下令封禁；後方總政治部主任孫炳文應鄧演達電召自廣州赴湖北，準備出任軍事委員會總務兼軍事廳長職，4月12日李濟深令公安局逮捕孫炳文，不獲，4月13日李濟深以總司令名義委任廣東省黨部執行委員兼工人部長曾養甫為總政治部留守主任；閻錫山日前在軍署召集會議，籌商改組省政府，已推定閻錫山、商震、南桂馨、徐永昌等為省政府執行委員，是日閻錫山下令取消北京任命之督辦名義，自翌日起以「晉綏總司令」名義統轄軍民兩政；直魯軍配合孫傳芳在津浦鐵路反攻，是日進迫浦口；張宗昌令山東勒徵兩個月軍餉[1]:2680-2681。
- 4月11日——武漢中國國民黨中央政治委員會第十一次會議議決，電蔣介石等停止在南京召開中央執行委員會；上海青幫頭子黃金榮、張嘯林、杜月笙等通電反共，動員其黨羽「揭竿為旗，斬木為兵」，消滅共產黨；晚8時，上海總工會委員長汪壽華被杜月笙騙至法租界，旋被暗殺於楓林橋[1]:2681-2682。
- 4月12日——上海發生「四一二」清黨，晨4時，白崇禧在上海親自執行蔣介石清黨大屠殺密令，停泊在高昌廟之軍艦發出信號，公共租界出動大批「共進會」組織之武裝流氓，袖纏「工」字符號，冒充工人，分頭襲擊閘北總工會會所，以及南市、滬西、浦東、吳淞、江灣等14處工人糾察隊，工人糾察隊奮起抵抗，𤼲生激戰，事前在這一帶布崗、巡邏之第二十六軍周鳳歧部武裝官兵，借口工人「械鬥」，以維持、援助為名，將「雙方」槍械收繳，第二十六軍部分軍隊還直接參加屠殺，上海2,700名武裝工人糾察隊全部被解隊武裝，總工會會所也被占據，上海工人死傷達300餘人，流氓及軍隊出動在1.5萬以上，上海工人和市民紛紛集會要求懲辦禍首，發還槍械，數萬工人在閘北青雲路廣場開大會後游行，並一舉奪回總工會會所，總工會立即召開工會代表大會，議決即日宣告全市總罷工，以示反抗南市體育場群眾大會有30萬人參加，會後冒雨到龍華向白崇禧請願；蔣介石、李濟深電廣東省黨部、省政府，對中央遷湖北後一切命令，不准執行；北伐軍在津浦鐵路失利，定遠、壽縣相繼失陷，直魯軍自壽縣進迫合肥，張宗昌軍隊亦迫近浦口，其飛機向浦口及南京投擲炸彈，兩軍夾江對峙；江北孫傳芳軍在瓜州、泰興集中，準備渡江進攻滬寧線北伐軍；安國軍發表文告，稱蘇聯大使館內搜獲之文件，內有在中國各地之蘇聯軍事專家及密使之報告，蘇聯軍事專家與國民軍、中國國民黨領袖之函件等[1]:2682-2683。
- 4月13日——上海總工會發布總同盟罷工宣言，參加罷工人數約計20萬人以上；上海總工會為糾察隊被繳械事，通電全國揭露軍事當局發動四一二政變真相；武漢中國國民黨中央執行委員會對上海駐軍將工人糾察隊包圍繳械事件電蔣介石、白崇禧；上海總工會糾察隊被繳械後，東路軍前敵總指揮即宣布取消上海總工會，並於是日成立「上海工聯總會」（後又改名為「上海工會統一組織委員會」），委鄧禹為主任；蔣介石委黔軍袁祖銘舊部李燊為第四十三軍軍長，胡剛為副軍長[1]:2683-2684。
- 4月14日——中國國民黨中央執監委員胡漢民、吳敬恆、蔡元培、李石曾、張靜江、鄧澤如、蕭佛成、柏文蔚、陳果夫、甘乃光、黃紹竑等在南京舉行四中全會預備會議，胡漢民主席，決定全體委員會於4月13日上午10時舉行，並電催汪精衛等來南京[1]:2684。
- 4月15日——廣州發生「四一五」大逮捕，李濟深自上海趕回廣州積極布置清黨，是晨2時起廣州戒嚴，錢大鈞首先派出軍隊控制電報、電話，總計被捕共產黨員及革命分子共2,100餘名；中國國民黨二屆四中全會原訂是日在南京召開，因漢方面委員未到，改開談話會，柏文蔚主席，依澽蕭佛成之提議，決議取消武漢中央黨部及政府；南京中國國民黨中央監察委員會電各中央常務委員，促刻日遄赴南京執行職務；上海截至是日，共產黨員、工人領袖及群眾被捕者500人，被殺害300人，逃亡失踪者5,000餘人，為避免無謂犠牲，總工會頒布命令，於是日召開追悼總工會委員長汪壽華大會後，一律復工；武漢國民政府任命葉挺兼管武昌衛戍事宜；蔣介石委劉紀文為南京市市長[1]:2685-2687。
- 4月16日——汪精衛在武漢致電各級黨部、各地方政府，斥責蔣介石違背中央命令，圍繳工人糾察隊槍械，謀開西山會議式之會議，反抗中央；汪精衛在武漢以中國國民黨政治委員會主席團名義，召開「國共兩黨聯席談話會」，討論應付時局辦法，4月18日決定先行北伐[1]:2687。
- 4月17日——南京中國國民黨中央政治會議決定：加派蕭佛成、蔡元培、李石曾、鄧澤如、何應欽、白崇禧、陳可鈺、陳銘樞、賀耀組9人為政治會議委員，復推選胡漢民為中央政治會議主席，國民政府於本月18日開始在南京辦公，同時舉行慶祝典禮[1]:2687-2688。
- 4月18日——南京國民政府成立，上午9時政府委員蔣介石、吳敬恆、張靜江、胡漢民、柏文蔚、蔣作賓、蔡元培、鄧澤如、李石曾、陳銘樞、甘乃光、陳果夫、葉楚傖等舉行就職典禮，由蔡元培授印，胡漢民代表受印，中國國民黨中央政治會議發表《建都南京宣言》，同日各團體在公共體育場舉行「慶祝建都南京與恢復國民黨黨權大會」，蔣介石、吳敬恆、胡漢民等蒞會並發表演說，通過「請中央執監聯席會議嚴厲取締跨黨分子」、「請中央執監聯席會議訓令各級黨部從事清黨運動」等案，會後舉行游行和閱兵式；南京國民政府發出秘字第一號令，通緝中國共產黨首要和中國國民黨「附共分子」197人，通緝令稱：「查此次逆謀，實以鮑羅廷、陳獨秀、徐謙、鄧演達、吳玉章、林祖涵等為罪魁，以及各地共產黨首要、次要危險分子，均應從嚴拿辦。」；武漢國民政府下令免蔣介石本兼各職，令稱：「蔣中正屠殺民眾，摧殘黨部，甘心反動，罪惡昭彰，已經中央執行委員會議決，開除黨籍，免去本兼各職。着全體將士及革命民眾團體拿解中央，按反革命罪條例懲治。」，同日又令：「國民革命軍第一集團軍所統率之第一、第二、第三、第四各方面軍及總預備隊，着均歸軍事委員會直轄。」；張作霖委徐壽椿為第二十二軍軍長，是日徐在河南賖旗鎮就職；晨，江北直魯軍炮擊南京下關，北伐軍散兵壕數處被毁，上午9時在浦口上游4英里處又發生激戰，魯軍炮彈命中北伐軍「永績」艦尾，北伐軍發炮還擊，停泊江面英艦「滿梯斯號」以機槍射擊北伐軍，炮聲始息[1]:2688-2689。
- 4月19日——武漢國民政府在武昌南湖舉行第二期北伐誓師典禮及慶祝軍事委員會成立大會，中央黨部及國民政府委員全體出席閱兵，唐生智任總指揮（名義是第四方面軍），統率三個縱隊，以張發奎為第一縱隊司令官任右翼，以劉興為第二縱隊司令官，以新收編之河南保衛軍田維勤、靳雲鶚及暫編第三軍梁壽愷、暫編第五軍龐炳勳、新編第十四師安俊才、新編第十六師張萬信等部為第三縱隊任左翼，限4月29日前集中完畢，總計武漢政府攻擊部隊人數共6萬，步槍4.5萬支，參加抗擊鄭州以南號稱奉軍精銳之14個旅7至8萬人，步槍5萬，大炮500門，坦克10餘輛；自是日至5月6日，武漢中央土地委員會共舉行五次擴大會議，正式討論解決土地問題，出席人數最多者為40人，代表15個省區，會議經過激烈爭論，大致認為理論上土地須全數收歸國有，但根據目前客觀情況，只能做到政治之沒收（部分沒收），小地土及革命軍人之土地應加以保障，地主及佃農制度尚未能完全消滅；南京舉行中國國民黨中央政治會議，決定成立兩部：一、財政部，推定古應芬為部長，二、外交部，擬推伍朝樞為部長，伍未到任前，仍由代部長陳友仁負責，辦理寧漢交涉；蘇聯代理大使齊爾內赫率館員30餘人離北京返國，4月21日北京英、美使館接收蘇聯使館管理權[1]:2689-2691。
- 4月20日——中共中央在漢口發表《中國共產黨為蔣介石屠殺革命民眾宣言》，完全支持中國國民黨中央執委會關於罷免蔣介石國民革命軍總司令，開除黨籍和拿辦之決定；江蘇兼上海財政委員會在南京成立；第四軍副軍長黃琪翔率第十二師、第二十五師開赴河南駐馬店，4月29日第一縱隊指揮官兼第四軍、第十一軍軍長張發奎率第十一軍到達駐馬店[1]:2691。
- 4月中旬——中共中央從上海遷至武漢[1]:2691。
- 4月21日——武漢軍事委員會通電全國，號召一致努力完成北伐及肅清蔣介石等叛黨分子；蔣介石通電宣布軍事委員會由廣州遷移南京，於本日開始辦公[1]:2691-2692。軍事委員會自廣州遷移南京，寧漢分裂[5]:69。
- 4月22日——江蘇兼上海財政委員陳光甫等由南京抵達上海，下午即會同在上海委員開第二次會議，繼續籌劃財政事宜，並決定設滬寧分會，宋子文原設之財政部駐滬辦事處及附設之江蘇財政處撤銷[1]:2692。
- 4月23日——北伐軍由南京幕府山用大炮向浦口猛轟，魯軍鐵甲車及大炮均被擊毁，死傷甚重，喪失戰鬥力[1]:2693。
- 4月24日——蔣系海陸軍將領由何應欽、楊樹莊領銜在南京發表陸海軍會議宣言，公布擁護南京國民政府、反共、一致完成北伐等六項議決案；蔣介石改委第四十軍軍長賀耀組為南京戒嚴司令兼滬寧路要塞司令[1]:2693。
- 4月25日——武漢國民政府軍事委員會特任閻錫山為第三集團軍總司令；蔣介石以吳敬恆為總司令政治部主任，陳銘樞、劉文島為副主任，是日3人於南京就職；黃埔學生軍到南京共1,000餘人，自第二十一師嚴重部隊開往蘇州、昆山一帶，隨去約300人，餘下在南京不00人，已在成賢街組織黃埔同學會，會長蔣介石，該會之黃埔學生是日成立清黨委員會，從事清黨反共；南京方面之李宗仁、王天培軍對駐九江之武漢方面朱培德軍從事防禦，在津浦鐵路作戰之魯滌平軍全部與程潛軍一部表示服從武漢國民政府，潛行退至安徽，圖襲取南京[1]:2693-2694。
- 4月26日——南京政府通電接受南京中國國民黨中央執行委員會政治會議反共議決議案：對各地共產黨首要分子經黨部舉發者由就近軍警分別看管，所有漢口聯席會議及二屆三中全會中央執行委員會議產生之機關所發之命令一律否認[1]:2694-2695。
- 4月27日——是日至5月9日中國共產黨在漢口召開第五次全國代表大會，出席代表80多人，代表黨員5.79萬餘人，共產國際代表羅易、鮑羅廷、維經斯基出席大會，中國國民黨代表徐謙、孫科、譚延闓亦應邀出席，陳獨秀仍被選為中央總書記；武漢中國國民黨中央政治委員會通過《關於指導江西、湖南黨務案》，派陳其璦為江西特派員，林祖涵為湖南特派員；南京政府任命蔡元培、李石曾、汪精衛為教育行政委員會委員，汪精衛為東南大學校長，褚民誼為中法工業專門學校校長，周鳳歧兼任浙江軍事廳廳長；浙江政務委員會改稱浙江省務委員會，是日成立省政府，主席張靜江暨各委員、廳長就職；武漢國民政府為肅清反革命，特組織武漢保安委員會，並公布《武漢保安委員會暫行條例》[1]:2695-2696。
- 4月28日——新編第五軍軍長葉開鑫在南京改就蔣介石所委第四十四軍軍長職；蔣介石令杜起雲將駐南京附近程潛第六軍第十九師楊源浚部3個團解除武裝；中國國民黨戰區農民運動委員會在湖北成立；蔣介石以國民革命軍總司令部名義發出布告，嗣後凡有漢口地名之中國、交通兩銀行鈔票不得在他省兌現，次日南京政府通電，令長江下游各地禁止現金運往武漢，並禁漢票在各地行使；廣州無線電台成立，此後上海、廣東消息可用無線電直接通訊，不必再經香港水線傳遞[1]:2696-2697。
- 4月29日——南京中國國民黨中央政治會議通過《國民政府軍事委員會組織大綱》，凡12條，該會為南京政府軍事最高機關，委員由中央執行委員會遴選；蔣介石令白崇禧將駐鎮江程潛第六軍第十七師鄧彥華部包圍繳械，後該部改編歸白節制；唐生智由武漢出發赴河南前線指揮第二期北伐部隊；上海交涉員郭泰祺正式照會各國領事，並轉達各國政府，通告南京國民政府已於4月18日成立[1]:2697。
- 4月30日——武漢國民政府電馮玉祥稱，國民政府已下討奉令，任馮為第二集團軍總司令，已令唐生智所部於本月15日以前集中汝寧、駐馬店一帶，第三方面軍李宗仁已達蚌埠，第一、第二方面軍何應欽、程潛部正銜尾由津浦線北進，囑馮軍即日出關會師；廣東東江共產黨人聯絡農軍，集中海陸豐及潮陽、揭陽、普寧各地準備起義，其在海陸豐者係由彭湃領導，吳振民為總指揮，是日農軍在海豐成立農民政府，頒發擁護武漢中央政府口號，實行去年中國國民黨聯席會議決議案，5月9日農民政府因力量孤單，被惠州警備司令胡謙派兵一團解決；珍堅辭奉軍第十軍軍長及北京衛戍司令職，張作霖命王樹常暫代第十軍軍長，王是日在開封接任，5月23日邢士廉正式代理京畿衛戍司令[1]:2697-2698。

### 5月
- 5月1日——馮玉祥在西安就任國民革命軍第二集團軍總司令職，任石敬亭為總參謀長，何其鞏為秘書長，劉伯堅為政治部長，吳錫祺為參謀處長，張自忠為副官處長，馮並將該集團軍之編制及部署通令各將領：一、中央軍由馮親率，二、東路軍總司令劉鎮華，三、南路軍總司令岳維峻，四、右路軍總司令孫連仲，五、左路軍總司令徐永昌，六、北路軍總司令宋哲元；蔣介石決定三路北伐作戰計劃：第一路以何應欽任總指揮、肅清江北，第二路蔣介石自任總指揮、以白崇禧代理、前敵總指揮陳調元、任津浦鐵路正面作戰，第三路以李宗仁任總指揮、聯合進攻隴海鐵路，限5月8日集中完畢，5月10日開始攻擊；唐生智抵達駐馬店召開高級軍官會議，決定攻擊奉軍計劃，並赴前線視察，同日第三十六軍軍長劉興率部由廣水至駐馬店集中，會合靳雲鶚部向郾城、漯河之奉軍攻擊前進；蔣介石總司令特務處處長楊虎、東路軍前敵總指揮政治部主任陳群等致電質問汪精衛到武漢後與前在上海言行何以判若兩人，並分電促孫科及宋慶齡離開漢口赴南京；廣東省軍事廳成立，徐景唐任廳長，總司令部後方辦事處結束；張學良、韓春麟電北京張作霖，報告收編豫軍情形及改組後新名義：李振亞部為第十九軍，學忠部為第十二軍，張治公部為第二十一軍，徐壽椿部為第二十二軍兼暫編第三師，閰曰仁部為第二十三軍，郭振才部為暫編第一師，李鴻翥部為第二師，李光藻部為第四師，馬文德部為第五師[1]:2699-2700。
- 5月2日——南京中國國民黨中央政治會議通過《國民革命軍總司令部組織大綱》；江蘇省政府在南京成立，省政務委員鈕永建等10人就職；廣東北路總指揮錢大鈞率部進攻韶關陳嘉祐軍，陳以英德已陷，5月3日退出韶關，5月7日由樂昌九峰退湖南郴州，錢大鈞乃入據韶關；武漢國民政府任命段國璋為國民革命軍第四十一軍軍長；山東省當局將鮑羅廷夫人及其他三名蘇聯人員由濟南押解北京[1]:2700-2701。
- 5月3日——晚，蔣介石與李宗仁、白崇禧、朱紹良議北伐作戰計劃，提出先向津浦路前進，再右旋以迫脅江北逆敵於海濱[1]:2702。
- 5月4日——武漢國民政府任命陳嘉祐、羅綺園等為南韶連政務委員會委員，並派陳嘉祐為主席；劉湘就任蔣介石所委國民革命軍第五路總指揮；南京政府任命王伯群為代理交通部長，周佩箴為上海中央銀行行長，錢永銘為上海中央銀行副行長，同日南京中國國民黨中央政治會議議決任命錢永銘為財政部次長[1]:2702。
- 5月5日——南京中國國民黨中央常務委員及各部長聯席會議議決組織清黨委員會，並通過清黨原則6條：一、清黨時期停止入黨，二、所有黨員經三個月之審查再發黨證，三、「土豪劣紳、貪官污吏、投機分子、反動分子及一切腐化、惡化分子」混入本黨者，一律清除，四、所有黨員須每半個月向所屬黨部報告其工作，無故一月不報告工作者，黨部加以警告，三月不報告工作者，取消黨員資格，五、海軍及海外清黨辦法另定，六、任鄧澤如、吳倚滄、曾養甫、蕭佛成、段錫朋、冷欣、鄭異組織中央清黨委員會；南京中國國民黨中央常務委員會第八十八次會議議決籌設中央黨務學校，推定葉楚傖、曾養甫等為籌備員，後第九十二次中常會又議決任命蔣介石兼任校長，第九十三次中央黨部執委會派戴季陶為教務主任，羅家倫為副，丁惟汾為訓育主任，曾養甫為副，陳果夫為總務主任；劉湘奉蔣介石令出兵武漢，任命第二十軍軍長兼川鄂邊防司令楊森為前敵總指揮，率領約7個師兵力東下，是日楊森通電擁蔣反共，並於當日占領鄂西秭歸，5月7日入宜昌，將總工會、農民協會等團體解散，幹部數名被槍決或監禁；第四十三軍軍長兼第六路軍前敵總指揮李燊率在湘、鄂之黔軍4萬人進攻武漢國民政府，5月15日李自巴東電告其駐南京辦事處，稱已聯合楊森、夏鬥寅等進攻武漢，前鋒已過宜昌、沙市，6月8日李部占津市、澧縣；馮玉祥電告武漢國民政府軍事委員會：已令方振武之第一路、孫良誠之第三路、馬鴻逵之第四路、石友三之第五路、韓復榘之第六路，共精兵10餘萬出關討奉，又令張維璽之一路及劉汝明、佟麟閣、趙守鈺各獨立師，集中西安附近，陸續出關，岳維峻南路軍5萬餘人亦已出動，劉鎮華已允就東路軍總司令職即日東進，于學忠、張聯陞結合反對革命，已令孫連仲率部出老河口，務於最短期間撲滅；上海大學是日被中國國民黨查封，學生被驅逐[1]:2703-2704。
- 5月6日——武漢國民政府批准第三軍軍長朱培德辭職，以王均繼任，特任朱培德為國民革命軍第五方面軍總指揮兼國民革命軍第九軍軍長，批准第二軍軍長譚延闓辭職，以魯滌平繼任；武漢國民政府所轄第十四獨立師師長夏鬥寅由宜昌驅軍東下進攻武漢，5月13日夏鬥寅發出進兵武漢反共通電，5月14日至沙市，5月15日至嘉魚，5月16日入咸寧之汀泗橋，拆毁武昌、長沙間鐵軌8里餘，楊森軍則在江北岸配合行動，5月17日到岳口；李宗仁部第三路第二十七軍及第十軍兩個師分別由蕪湖、大通渡江，向合肥前進[1]:2705。
- 5月7日——南京政府公布《中央法制委員會組織條例》，凡12條，規定該會受中央政治會議及國民政府之命草擬並審查一切法制，5月13日南京政府任命胡漢民、丁惟汾、伍朝樞、戴季陶、鈕永建、羅家倫等為法制委員會委員；陳儀舊部新編第十五師，奉蔣介石令改編為第六軍第十九師；雲南省龍雲、胡若愚等通電反共擁蔣[1]:2705。
- 5月8日——張學良日前由鄭州至蚌埠晤張宗昌洽商河南境奉軍與安徽北部直魯軍聯絡事，入河南奉軍已由河南東部向安徽北部移動，許昌方面奉軍以為馮玉祥大舉由隴海線進取洛陽，鄭州動搖，正面又受北伐軍嚴重壓迫，是日全部向鄭州撤退[1]:2705。
- 5月9日——南京中國國民黨中央政治會議據教育行政委員會提議，決定設立中央研究院籌備處，並派蔡元培等為籌備員；南京中國國民黨中央政治會議議決將上海江灣之模範、游民兩工廠，改設國立勞動大學，並派蔡元培、李石曾、張靜江等11人為籌備委員，籌備委員會於5月13日成立；武漢國民政府任命耿丹為國民革命軍第十五軍副軍長，徐謙准辭兼革命軍事裁判所長，由江浩繼任[1]:2706。
- 5月10日——武漢國民政府軍事委員會免去楊森第二十軍軍長職，遺缺以郭汝棟繼任，另委王纘緒為第二十一軍軍長，李家鈺為第二十二軍軍長；武漢軍事委員會決定：中央軍事政治學校學生編為中央獨立師，以侯連瀛為師長，楊樹松為副師長：南京政府令准上海中央銀行副行長錢永銘辭職，遺缺由張壽鏞兼任，又准中央政治會議咨開財政部次長錢永銘未到任以前，所有部務暫由江蘇財政廳長張壽鏞代拆代行；張作霖在蘇聯大使館所拘蘇聯人員，及由濟南解京之鮑羅廷夫人等共19名，經北京當局決定移送普通法庭；廣東惠州警備司令兼第十八師師長胡謙、汕頭警備司令何輯五奉李濟深令，分別由惠陽與揭陽、棉湖進攻彭湃等建立之海陸豐蘇維埃，是日胡謙部攻入海豐，農軍一部分退守村落，一部分乘帆船10餘艘退往香港，5月23日胡謙部繼由海豐攻陸豐[1]:2706-2707。
- 5月11日——南京政府任命古應芬代理財政部長，免去陳友仁代理外交部長職，特任伍朝樞為外交部長；蔣介石派楊虎繼白崇禧任上海警備司令，令陳群主持上海政治工作；第二路前敵總指揮陳調元率所部第三十七軍由馬鞍山分乘「決川」、「浚蜀」兩艦渡江，占領西梁山，同日克和縣，魯軍第十軍杜鳳舉、第七軍許琨等部退全椒；李宗仁由蕪湖乘輪西上，次日至湖口，與朱培德晤談，對南京、武漢雙方暫緩衝突，分途北進，取得一致意見；鄂北于學忠、張聯陞軍聯合向漢口出動，是日于學忠部犯應山，前鋒攻廣水，5月12日張聯陞部3,000人侵入孝感以北之陸家山，拆毁鐵路一段，唐生智自廣水調軍一旅擊退；東路軍總政治部會同上海法捕房查封法租界徐謙所辦之法政大學[1]:2707-2708。
- 5月12日——武漢國民政府特任陳嘉祐為國民革命軍第十三軍軍長，譚道源為副軍長，張輝瓚為第二軍副軍長；白崇禧第二路楊杰部由江寧鎮、慈湖鎮分別渡江[1]:2708。
- 5月13日——李宗仁第三路第四十四軍葉開鑫部協同第二路陳調元之一部攻克安徽含山；吳佩孚率部萬餘人離開鞏縣孝義鎮繞道赴南陽依于學忠，該地附近有于學忠、田維勤、徐壽椿、郭振才、李振亞等部共5萬人，5月15日抵達登封，5月20日吳率部3,000人經葉縣、襄城抵達南陽，張聯陞、于學忠懸燈迎接[1]:2709。
- 5月14日——武漢北伐軍主力在汝南、上蔡、東西虹橋與奉軍接觸[1]:2709。
- 5月15日——廣西省政府成立，黃紹竑任主席；武漢北伐軍第三十六軍第一師占領西平，同日第十一軍第二十五師完全擊潰上蔡奉軍，俘虜5,000餘人，奪獲大炮30餘門；田維勤月初由運城至鄭州會見張學良、韓麟春，是日又由鄭州至北京謁見張作霖，表示願接受奉方改編，請接濟餉械，5月18日田赴前方遂平督師；白崇禧第二路第四十軍賀耀組部由下關、大勝關間渡江，未遇抵抗，即占領江浦，直魯軍敗退滁州[1]:2709-2710。
- 5月16日——蔣介石委周鳳歧兼任浙江省戒嚴司令，是日周在杭州就職，即日宣布戒嚴令；閻錫山應蔣介石電邀，派代表趙丕廉由上海到南京，商洽山西省軍事、政治和黨務[1]:2710。
- 5月17日——中國國民黨中央清黨委員會在南京正式成立，鄧澤如為主任委員；夏鬥寅軍進抵武昌城外之紙坊，武漢震動，武漢國民政府急派葉挺率第二十四師及中央獨立第一師進剿，並急召在九江、武穴方面之第二軍與第六軍部隊回援，時原與夏鬥寅相約內外夾攻之何鍵部已開赴河南，第十五軍劉佐龍等部亦未敢輕動；余湘三、王東原（第三十五軍教導團團長）、陶柳（第三十五軍留守處主任）、李殿臣（第八軍教導團團長）、許克祥、晏國濤和魏鎮等在許克祥團部策劃發動事變，決定由許克祥擔任指揮官，其第三十三團為主力，第三十五軍後方留守處部隊及其他駐長沙部隊配合行動，發動日期大致決定在5月21日晚，許克祥承擔軍事首難之責後，即加緊步伐，制造輿論，是日湖南方面謠言大起，軍隊以此為借口在駐扎地點布置沙包，各商店紛紛罷市，形勢緊張；陳嘉祐部協同農軍反攻坪石、樂昌，錢大鈞調兵一團由韶增援，陳部不支退郴州；白崇禧第二路軍楊杰部擊潰魯軍許琨、杜鳯舉部，克全椒，魯軍退向滁州方面，次日鄧振銓師克滁州，張宗昌因直魯軍節節失利，下令總退卻，命在蚌埠、臨淮集中[1]:2710-2711。
- 5月18日——武漢國民政府以獨立第十四師師長夏鬥寅「稱兵謀叛」，下令褫奪拿辦；南京政府任命黃郛為上海特別市市長；第八軍第一師張國威部移駐漢陽、分防兵工廠、鐵廠、黑山分廠、龜山等處，同日第二軍第六師戴岳部亦抵武昌；錢大鈞部蔡熙盛團入贛州，繳去衛隊連及一團槍械，扣留官佐10餘人，蔣介石委錢大鈞為新編第一師師長，蔡熙盛為副師長，代行師長職權；張學良離開北京赴鄭州，專任河南西部軍事指揮，河南南部方面指揮由韓麟春擔任[1]:2711-2712。
- 5月20日——武漢國民政府任命趙佳白為京漢鐵路監護司令；南京中國國民黨中央政治會議以「閩、浙、蘇等省政治監察委員徒亂行政系統，實無設立之必要」，議決取消；何應欽第一路軍衛立煌率部第十四師由下關渡江，並協同第二路軍賀耀組部自浦口，東進，次日占領瓜埠，孫傳芳軍向六合退卻，5月21日賀耀組第四十軍克六合，孫軍向揚州、天長、儀徵方向潰退；李宗仁第三路軍夏威、胡宗鐸部克定遠，魯軍程國瑞、徐源泉、許琨、劉志陸等部向鳳陽、臨淮關潰退，此役第十五軍軍長馬濟中彈陣亡（一說馬在合肥北被紅槍會擊傷不治而死），次日克鳯陽；陳嘉祐部退醴陵，駐韶桂軍陸續入湖南；劉鎮華任第二集團軍東路軍總司令後，仍盤據洛陽、新安，第二集團軍不得不施以攻擊，劉見實力消滅，是日乃通電下野，所部歸各將領自轄[1]:2713-2714。
- 5月21日——許克祥在葉琪、何鍵指揮下發動「馬日事變」，晚11時由第三十三團團長許克祥統一指揮，第三十五軍教導團團長王東原、第三十五軍留守處主任陶柳等部分途襲擊湖南省市黨部、省總工會、省農民協會、省黨校及省農民運動講習所等機關，解除農民自衛軍與糾察隊武裝，中國國民黨湖南省黨部及中國共產黨湖南省委對敵人襲擊事先未作充分準備，致使工人糾察隊和農民自衛軍完全處在被動地位，但仍作堅決抵抗，中國共產黨員、中國國民黨左派分子及工農群眾100餘人遭到捕殺，機關概被摧毁，所有監獄人犯全數釋放，此後在長沙和各縣日夜進行劫掠；夏鬥寅軍被葉挺師擊潰，武漢人心大定，宣布解嚴；南京中國國民黨中央清黨委員會通告各省市黨部，該會已開始辦公，嗣後有關清黨事宜，須向該會接洽，同日中央執行委員會頒布《清黨條例》，凡11條，該條例指出：共產分子及遇有阻撓清黨進行者，當地清黨委員會得直接通知該地軍警或行政機關緝拿，5月25日南京政府通令全國各行政機關遵行《清黨條例》；南京中國國民黨中央政治會議通過胡漢民、蔣介石、鄧澤如、閻錫山、王伯群為國民政府委員；劉興第三十六軍克郾城[1]:2715。
- 5月22日——蔣介石對東方通訊社記者稱，「夏鬥寅之起而宣言反對共產，與楊森、劉湘同受余之命令」；駐粵桂邊之第十六軍軍長范石生因滇軍已有歸附南京之表示，特電南京蔣介石，願移師北伐，「先清湘贛、繼搗燕京」；何應欽第一路軍第十七軍曹萬順部五十八團克儀徵，孫傳芳軍第八師崔錦桂部悉退揚州，孫令所部速經邵伯向高郵方面退卻；李宗仁第三路軍葉開鑫部克臨淮關，夏威、胡宗鐸部克蚌埠，張宗昌、褚玉璞部紛向徐州潰退，同日張宗昌致電北京，謂已決定將大隊撤至淮北符離集、南宿州，並商由孫傳芳迅出宿遷、睢寧，襲國軍之背[1]:2715。
- 5月23日——雲南省務委員會總裁唐繼堯在昆明病殁；何應欽第一路軍第十四軍賴世璜部熊式輝克靖江，孫傳芳部退黃橋；第十七軍曹萬順部杜起雲師克揚州，孫傳芳部分兩路退卻，一沿運河退淮陰，一自南通經如皋、東台、鹽城、阜寧退守海州；南京政府教育委員會派蔡無忌、胡剛復等接收東南大學；湖南中國國民黨右派分子在長沙戒嚴司令部成立「中國國民黨湖南救黨臨時辦公處」，推定許克祥、周榮光、王東原、李殿臣、張敬兮5人為救黨臨時主席團，5月29日正式成立救黨委員會，並發表反共就職通電[1]:2716-2717。
- 5月24日——南京中國國民黨中央執行委員會頒布《總理紀念周條例》，凡8條，規定每周月曜日（周期一）上午為舉行期，凡各級黨部、各機關、各軍隊須一律舉行；南京中國國民黨中央政治會議議決，加推馮玉祥為中央政治會議委員，以李鳴鐘代表出席；蔣介石在南京對將士訓話稱：對武漢共產黨即下討伐令；中國國民黨廣州特別委員會結束，廣州政治分會成立，李濟深任主席；武漢北伐軍第十二師協同賀龍獨立第五師占領逍遙鎮（位於臨潁東南）；唐生智電武漢國民政府，奉軍第十一軍軍長富雙英已投降，任富為第二十一師師長，歸第四軍朱暉日指揮[1]:2717-2718。
- 5月25日——何應欽第一軍第二師劉峙部克南通，午後克如皋，孫軍李寶章部向海安撤退；武漢國民政府下令討伐楊森，第二軍全部奉令出發，5月28日開始進攻，5月29日戴岳師聯合李雲杰師進攻潛江；鮑羅廷偕武漢政府特派員譚平山、陳公博、彭澤湘、周鰲山、鄧紹芬由武漢出發赴湖南查辦「馬日事變」，當晚到達岳州，得許克祥等電稱，將逮捕鮑等就地槍決，鮑等即折返武漢；李宗仁第三路軍柏文蔚部及王普部克六安；何應欽第一路軍第十四軍第二師謝杰部克泰縣，孫傳芳第十五師宋福田部向寶應、興化潰退；蔣介石使其上海學生聯合會舉行援助北伐軍大募捐，自是日起至5月30日止在上海華租兩界實行挨戶強捐，並勒逼各校全體學生一律出動[1]:2718-2719。
- 5月26日——馮玉祥部攻入洛陽，俘獲奉軍2萬人，萬福麟東遁，張治公竄南山；李宗仁第三路軍第十軍王天培部占固鎮，5月28日克宿縣[1]:2719。
- 5月27日——馮玉祥部石友三第五路軍攻占孟津，續克偃師；李宗仁第三路軍新編第十一軍馬祥斌部占領壽州、鳳台；蔣介石赴津浦鐵路沿線視察，6月3日返南京[1]:2719。
- 5月28日——武漢北伐軍占臨潁，奉軍主帥韓麟春親赴許昌指揮，從5月26日午後6時開始至是日，北伐軍第三十六軍劉興部在漯河、臨潁一帶與奉軍展開決死戰，唐生智檄調張發奎第一縱隊加入，是日大敗奉軍，占領臨潁城，第十一軍二十六師第七十七團團長中國共產黨員蔣先雲擔任正面，三次負傷不下火線，終於赴死；日本政府發表出兵山東聲明，借口濟南形勢緊張，不能依在長江沿岸各地之海軍保護僑民，決派駐滿洲部隊2,000名赴青島；第二十五軍軍長兼第六路軍總指揮周西成統率黔軍大舉出兵武漢，是日致電蔣介石，報告所部猶國才師5月25日占洪江，復向辰、潊進攻，前鋒已達安江一帶；何應欽第一路軍第一軍第二師劉峙部克東台，孫傳芳退宿遷，其第九、第十二、第十三、第五、第七各師，退鹽城、海州附近；南京組織清黨審判委員會，是日由總政治部、黃埔同學會清黨委員會、中央軍事政治學校留寧官生辦事處、江蘇第一監獄署各代表委員在第一監獄署開始審理案件；南京政府訓令：代理財政部長古應芬到任前所有部務由次長錢永銘暫行代理，錢是日到職[1]:2719-2720。
- 5月29日——山東省督辦張宗昌、省長林憲祖接到日本駐青島總領事矢田部保吉出兵山東之通知後，特電北京國務院、外交部，要求速向駐北京日使嚴重抗議，並聲明對於僑商安全始終負全責，次日張、林再電北京國務院、外交部，催請迅與日方交涉；朱培德電武漢國民政府，報告江西軍事政治不穩情形，請派陳公博、何香凝、朱霽青三人赴江西指導黨務；朱培德在江西將第三軍全部政治工作人員142名遣送出境；自「馬日事變」後，湖南省農民協會執行委員兼秘書長柳直荀到湘潭、湘鄉等縣發動和組織農軍，並在湘潭建立農軍總指揮部，準備進攻長沙，湖南省政府分兵三路進行抗拒：第三十三團許克祥部向湘潭，第三十五軍第一師第三團李仲任部沿株萍鐵路向株、醴，省防軍第二師范轉帆團由寶慶、湘鄉包圍合攻，是日三路同時動員[1]:2720-2721。
- 5月30日——張作霖親訪駐華日使芳澤，詢出兵事件，芳澤當即口頭通知日本出兵山東理由，謂「全在保僑」，同日午後芳澤至北京政府外交部將同一內容通知顧維鈞，「希望諒解」，顧表示「日本出兵，殊違常軌」，「自未可默認」；武漢中國國民黨中央派朱培德、黃實、陳其璦3人組織江西特別委員會，以朱培德為主席，執行武漢中國國民黨中央各種訓令；中國國民黨中央政治會議西安政治分會在潼關成立，並舉行首次會議，馮玉祥、于右任、楊明軒、薛篤弼、劉伯堅、郭春濤等出席；馮玉祥第二集團軍克孝義，騎兵向汜水、鄭州方面追擊，同日第三十六軍劉興部下新鄭[1]:2721-2722。
- 5月31日——日本陸軍第14師團第33旅團步兵共2,000餘名在日司令官鄉田兼吉率領下，昨日由大連分乘「長平丸」及「香港丸」出發，是晚抵達青島，次日上午8時全部登陸；日使芳澤原定今日離開北京返國，昨午忽接日本政府訓令，以中國時局緊張，暫緩回國；馮玉祥第二集團軍先遣隊騎兵於昨日抵達鄭州，是日石友三第五路軍全部抵達鄭州；張作霖因河南、安徽戰事失利，山西閰態度不明，決定放棄鄭州、開封、徐州，退守山東、直隸，入河南奉軍是晚全部退至黃河北岸，設司令部於新鄉，直魯軍開始由徐州向韓莊集中；晚，張作霖在北京召開重要軍事會議，楊宇霆、吳俊陞、張作相參加，決定任張作相為前方指揮擔任京漢線防務，吳俊陞任後方指揮以固津榆一帶防務，張作霖並電東三省軍事長官，謂前方軍事，刻趨緊迫，所有派定援軍應迅速出發，限電到後三日集中預定地點；南京政府財政委員會成立，以古應芬、錢永銘、胡漢民、蔣介石、張靜江為委員，成立會上討論財政整理及建設事項，訂於下月15日在南京召集各省財政廳長會議討論一切[1]:2722-2723。

### 6月
- 美國聖本篤會在北京所辦公教大學，改名為輔仁大學，推陳垣為校長[1]:2753。
- 徐州會議後，馮玉祥追隨蔣介石反共，將鄧小平等遣送別處[1]:2637。因中國政局發生突變，馮玉祥下令要所有在他部隊工作的共產黨員集中到開封，名曰訓練，其實是「禮送出境」[6]:6。
- 6月1日——共產國際給鮑羅廷、羅易之5月「緊急指示」傳到中國，要求實行土地革命，吸收工農領袖充實中國國民黨中央，動員2萬名左右共產黨員，加上5萬名工農革命軍組成一支可靠軍隊，組織革命法庭懲辦反動軍官等，中共中央立即舉行政治局會議進行討論，決定回電莫斯科：「命令收到，一旦可行，立即照辦。」，6月5日羅易將國際指示泄露給汪精衛，並要他「接受電報的要旨」，「否則就將國民黨一刀兩斷」，汪拒絕接受，並指責說：「你們破壞了協議。」；第三十六軍劉興部由臨潁沿京漢線向鄭州追擊前進，是日與第二集團軍會師鄭州；南京中國國民黨中央政治會議議決，國民革命軍總司令部政治部改稱總政治訓練部，吳敬恆為正主任，陳銘樞、劉文島為副主任，王昆侖為秘書長，羅家倫為編譯委員會委員長，各軍、師政治部改為軍、師政治訓練處；南京政府任命戴季陶為國立廣州中山大學校長，朱家驊為副校長；南京中國國民黨中央政治會議一百次會議議決：加推古應芬為中央政治會議委員，縣採縣長制；南京中國國民黨中央政治會議議決南京改特別市，市區包括下關，是日南京市政廳改制市政府，各局正式成立，6月6日南京政府公布《南京特別市暫行條例》；古應芬就任南京政府財政部長，並發表整理財政計劃[1]:2724-2725。
- 6月2日——晨，寧方李宗仁第三路軍前敵總指揮王天培部占領徐州，直魯軍退駐山東韓莊；何應欽第一軍第二十一師陳誠部克高郵，6月3日克界首，6月4日克寶應，孫傳芳部向宿遷、海州潰退，6月5日又克淮安；閻錫山派兵開往東天門，並派軍隊若干至運城、大同，6月5日閻電張作霖解釋派兵原因，謂「貴軍北退，誠慮臨時布防不易，派少數隊伍進駐東天門，即令停駐井陘，不再前進」；原建國豫軍總司令樊鐘秀在隨縣就任國民革命軍西路軍指揮[1]:2726。
- 6月3日——閻錫山布告取消晉綏陸軍原有編制，改稱國民革命軍，是日起山西省改懸青天白日旗；全國農協通電聲討許克祥，並請武漢國民政府立予免職查辦；何應欽第一路軍賴世璜部與劉峙部克鹽城；奉軍在新鄉召開軍事會議，決定設三道防線：第一道在衛輝，第二道在彰德，第三道在正定；南京政府批准貴州省政務委員會推選周西成為該省政府主席[1]:2727。
- 6月4日——白崇禧第二路軍第四十四軍葉開鑫部克宿遷；馮玉祥電令孫連仲部進攻鄧縣，岳維峻部由內鄉取南陽，方振武部由襄城會攻南陽；美軍陸戰隊1,500名已在天津登陸，迄6月7日止，在天津陸續登陸之美兵共達2,000人[1]:2728。
- 6月5日——武漢國民政府解除蘇聯顧問鮑羅廷、加倫等140餘人之職務；6月2日，第一縱隊司令張發奎率第四、第十一、第二十軍由臨潁出發，向東急攻開封，是日克開封城，至此黃河以南已無敵踪，6月7日張率部離開封南下回漢；山西各界2萬餘人在太原集會，大會一致公推閻錫山為國民革命軍北方總司令，並通過電請省黨部厲行清黨，及通電擁護南京國民政府等議案；晉軍前鋒已至河北省獲鹿縣，騎兵隊一部抵達攝頭鎮，閻錫山決定以徐永昌為各路總指揮，總制一切，司令部設井陘；朱培德在江西「分共」；何應欽第一路軍第十七軍杜起雲部占領漣水，孫傳芳軍彭德銓部第三團繳械投降[1]:2728-2729。
- 6月6日——武漢國民政府派第三十六軍副軍長周斕抵達湖南處理「馬日事件」；閻錫山在山西太原就任國民革命軍北方總司令職，蔣介石代表彭凌霄、馮玉祥代表劉治洲參加；武漢國民政府鑒於馮玉祥態度不定，派鄧演達至潼關謁見馮，請馮至鄭州開會，同日武漢中國國民黨中央政治會議主席團汪精衛、徐謙、譚延闓、顧孟餘、孫科等由武漢赴鄭州；據上海《民國日報》訊：南京中國國民黨中央宣傳部審查標語，取消「嚴防右傾分子」、「打倒西山會議派」、「打倒國家主義派」等口號；北京政府前總理唐紹儀在上海通電主張各方息戰，劃地分治，各修內政；楊森部自沔陽、潛江、天門分三路出動，擬切斷京漢鐵路，被第八軍擊敗，潰至潛江，6月8日進攻仙桃鎮之敵，亦被第八軍所部擊退[1]:2730。
- 6月8日——南京政府依5月30日中央政治會議之決議，訓令國民革命軍總司令部暨各省政府，於懲辦土豪劣紳之案，除當事人實係共產黨，仍歸清黨機關辦理外，事犯在4月15日以前者，概令具結保釋，事犯在4月15日清黨以後者，仍應依法辦理；閻錫山派政務處長兼警察廳長南桂馨赴北京，與張作霖商議晉奉寧三角同盟事，6月9日楊宇霆、韓麟春向南桂馨轉達奉方意見，略謂：對三民主義東北不反對，但先決條件在共同討赤，晉方既主張奉晉寧三角同盟，應先由三方面攤派隊伍會剿赤化軍，至國是問題，俟赤化敉平，聽由國人從長計議，6月10日南桂馨變更預定南京之行，遄返太原，向閻錫山報告與奉方接洽經過[1]:2731。
- 6月9日——閻錫山下令取消省長，裁撤省公署、省議會、參事會、自治籌備處、道尹、鎮守使署，決定自兼山西省政；夏鬥寅叛軍由武長鐵路東退，是日占領大治，武裝工人糾察隊抵抗；白崇禧第二路軍第四十四軍葉開鑫部克海州，孫傳芳部馮紹閔師及鄭俊彥師各一部被殲，周蔭人部由海道退青島，白寶山部李奇峰等率部投降，6月13日蔣介石令白寶山降部改編為第三十一軍，委鄭紹虔代理該軍軍長，李明揚為副軍長；高桂滋電武漢軍事委員會稱，所部克復歸德，孫殿英僅以身免，隴海鐵路東段敵已肅清，6月13日武漢國民政府任命高桂滋為暫編第十九軍軍長[1]:2732。
- 6月10日——汪精衛等與馮玉祥在鄭州舉行會議，歷時兩日，譚延闓、徐謙、孫科、顧孟餘、于右任、唐生智、王法勤、于樹德、鄧演達、張發奎、鹿鐘麟等均出席，會議結果，河南和西北軍大權交馮獨裁，武漢政府部隊則按「原定計劃」班師回武漢；據《民國日報》訊：南京中國國民黨中央執行委員會第九十五次會議議決任戴季陶為中央工人部部長；蔣介石任命夏鬥寅為新編第十軍軍長，是日夏在蘄水防次部職；孫傳芳由棗莊到濟南，與張宗昌、褚玉璞、寇英杰協商應付時局辦法[1]:2732-2733。
- 6月11日——第二集團軍第五方面軍總指揮岳維峻分兩路進攻方城、南陽，是日占領鎮平、南召；寧方第四十四軍葉開鑫部占郯城、贛榆，孫傳芳嫡系第二、第四、第八、第十四師共43個混成旅全潰，向臨沂退卻[1]:2734。
- 6月12日——汪精衛、譚延闓、孫科、顧孟餘、徐謙於鄭州會議結束後，是日返武漢，于右任附車同行；綏遠都統商震奉閻錫山命在綏遠就任北方國民革命軍第一軍軍長職，並頒令改懸青天白日旗；豫軍樊鐘秀部克棗陽[1]:2734-2735。
- 6月13日——武漢國民政府任命馮玉祥等為河南省政府委員，指定馮玉祥為主席，于右任等為陝西省政府委員，于右任為主席，劉郁芬等為甘肅省政府委員，劉郁芬為主席，又任命第二集團軍一至七方面軍總指揮為孫良誠、靳雲鶚、方振武、宋哲元、岳維峻、于右任、劉郁芬；武漢國民政府軍事委員會討論解決「馬日事變」辦法，會議根據汪精衛之綜合報告，認為鄂西、鄂北等地均在用兵，對「馬日事變」不用武力解決，以免引起糾紛，同意唐生智請求親到長沙以和平方法改組農民協會及實行鄉村自治條例等計劃，同時武漢政府批准湖南省政府代理主席兼軍事廳長張翼鵬辭職，以周斕繼任；唐生智等返抵武漢，同日武漢中央政治委員會決議，「馬日事變」交由唐生智全權處理；武漢中國國民黨中央江西特別委員會命令恢復農工活動，是日撤退駐守農會、工會之軍隊；南京中國國民黨中央政治會議決定：一、設立中華民國大學院，為全國最高學術教育行政機關，任蔡元培為院長，二、設外交委員會，推胡漢民、蔣介石、吳敬恆、李石曾、伍朝樞為委員[1]:2735-2736。
- 6月14日——夏鬥寅再次向武昌進攻，由倉子埠進迫距武昌30里之青山，另一部由駱駝湖繞攻漢陽，武漢震動；閻錫山發表北方國民革命軍各軍人選：第一軍商震，第二軍楊愛源，第三軍徐永昌，第四軍傅存懷，第五軍傅汝鈞，第六軍豐玉璽，第七軍張蔭梧，第八軍譚慶林，第九軍鄭澤生，第十軍李維新；雲南省政府主席胡若愚通電宣布解決龍雲經過，略謂：「本省前次改革政治，誤於龍雲作梗，毫不徹底，昨奉國民政府密令，已於六月十三日夜，將該員職務、武裝一併解除」，同日龍雲通電辭去本兼各職，所屬各部隊概交政府管轄指揮；湖南省政府軍事廳發出分路清鄉令15條，規定令到後10日內一律肅清，自此許克祥、周榮光等部即深入湖南各鄉縣鎮壓農民運動，無日不殺數十人，各縣原中國國民黨黨部、農民協會及各革命機關悉被摧毁[1]:2736。
- 6月15日——武漢國民政府將唐生智之第四方面軍擴充為第四集團軍，以唐生智為總司令，下轄以第八軍、第三十五軍、第三十六軍為第一方面軍，唐生智兼總指揮，以第四軍、第十一軍、第二十軍為第二方軍，張發奎為總指揮，黃琪翔為第四軍軍長，朱暉日為第十一軍軍長，賀龍為第二十軍軍長，又第一集團軍（蔣介石部）之第一、二、三、五各方面軍仍歸軍事委員會直轄；第八軍第三師李雲杰部克沙市，楊森部向宜昌方面潰退；南京中國國民黨中央黨部派蕭佛成、周啟剛、吳公義、陳肇燊、鄧丹魂組織海外清黨委員會；蔣介石總司令部特務處已由上海遷南京，另設「國民革命軍警備司令部」駐上海，是日楊虎就任上海警備司令；《中央半月刊》出版，吳敬恆主撰，該刊為南京中國國民黨中央宣傳部定期刊物[1]:2737-2738。
- 6月16日——孫傳芳、張宗昌、吳俊陞、張作相、褚玉璞、張學良、韓麟春、湯玉麟通電擁戴張作霖為海陸軍大元帥，「討赤救國」；顧維鈞通電辭職，由胡惟德代總理，王蔭泰暫代外交總長；上海開始清黨；浙江省開始清黨；湖南趙恆惕、袁華選（士權）到南京謁見蔣介石，商解決兩湖辦法；中央通訊社正式發稿，南京設總社，國內外各大埠設分社；湖南、湖北、江西三省農民協會一月來多摧殘，農民犧牲者達一萬數千人，是日全國農協臨時執行委員會常務委員譚延闓、譚平山、鄧演達、毛澤東、陸沉呈請國民政府採取措施，明令保護農工組織及工人糾察隊、農民自衛軍[1]:2738-2739。
- 6月17日——蔣介石偕馮玉祥駐南京代表李鳴鐘、方本仁等由南京抵達徐州；南京政府任命蔡元培為大學院院長，王世杰為法制局局長，李曉生為印鑄局局長[1]:2740。
- 6月18日——「中華民國軍政府」成立，張作霖在北京就任陸海軍大元帥；同日，特任潘復為國務總理，組成安國軍政府[1]:2740-2741。
- 6月19日——馮玉祥由開封抵達徐州，蔣介石率李宗仁、白崇禧等將領到車站歡迎，馮在車站發表演說，聲明唯蔣介石馬首是瞻[1]:2741。
- 6月20日——蔣介石與馮玉祥舉行徐州會議，胡漢民、吳敬恆、張靜江、李石曾、蔡元培、李烈鈞、鈕永建、黃郛等專程到徐州參加，李宗仁、白崇禧、黃紹竑、李鳴鐘、何其鞏等前敵將領亦均出席，吳敬恆主席，馮以為當面之奉魯軍乃真正敵人，宜先以全力擊滅之，武漢方面乃一家人，不宜兵戎相見，予敵以反攻機會，蔣以馮氏意見雖左，對奉魯軍閥尚能同仇敵愾，遂決定先用兵魯南，予敵人以重創，再行回師西征武漢，會期兩日；潘復通電就任安國軍政府國務總理，以夏仁虎為國務院秘書長；蔣介石委樊鐘秀為第四十五軍軍長，取消原有建國軍名義，委李紀才為暫編第二軍軍長，石德純為新編第六軍軍長，張德勝為新編第二十一軍軍長，沈明玉為新編第八軍軍長[1]:2742-2743。6月22日
- 6月21日——徐州會議繼續開會，至午散會，今日最後議決，馮表示由彼個人請武漢政府取消，與蔣介石聯名北伐，同日馮電武漢政府汪精衛、譚延闓諸人，促鮑羅廷解職歸國，勸在武漢之政府委員除願出洋休息外，餘均可合而為一，望唐生智調集所部於鄭州，協力北伐；蔣介石、馮玉祥聯名通電北伐；南京中國國民黨中央執行委員會常委及各部長聯席會議決定委任陳銘樞、何應欽、李宗仁、白崇禧、陳可鈺、曾擴情、陳立夫、馬文車、潘佑強、吳醒亞、王昆侖11人為軍隊清黨委員；北京軍政府潘復內閣首次會議，通過：簡任外交次長吳晉，軍事部參謀次長于國翰，軍事部陸軍次長楊毓珣，軍事部海軍次長溫樹德，軍事部航空次長劉光克，內務次長齊耀珹，財政次長朱有濟、段永彬、董士恩，實業次長田步蟾，農工次長劉敬宜，交通次長常蔭槐[1]:2743-2744。
- 6月22日——南京政府財政會議開幕；蔣介石派楊虎、陳群到寧波調查清黨，楊等到寧波後，即大事拘捕，前中國國民黨市黨部常務委員楊眉山、前市總工會會長王鯤被殺害；第十五軍軍長劉佐龍由漢口到南京謁見蔣介石，共商「討共」，並即日赴前線慰勞已出發之部隊；張宗昌在濟南召集金融維持緊急會議[1]:2744-2745。由馮玉祥致電汪精衛，指責武漢之恐怖政策[5]:70。
- 6月23日——南京中國國民黨中央清黨委員會電各省市速辦清黨，限派定之各省及特別市清黨委員於7月5日以前成立委員會，已成立者限同日以前報告工作，違者以懈怠工作處理；白崇禧指揮第二路軍向魯南臨沂攻擊，李宗仁指揮第三路軍之第七、第十兩軍向臨城，第三十三軍及暫編第十一軍向魚台、金鄉前進；馮玉祥部占領曹州[1]:2745-2746。
- 6月24日——南京中國國民黨中央政治會議議決任王寵惠為司法部長，改組廣東省政府；何應欽第一路軍之第十七軍自贛榆向日照前進，第十四軍由東海經沙河鎮向莒縣前進，6月28日兩軍分別攻克日照、莒縣；第二軍張輝瓚部克宜昌，楊森部潰不成軍，所部向成杰師投降，其餘紛向川邊；李宗仁第三路軍第四十軍（5月29日起歸第三路軍指揮）賀耀組部克台兒莊，程國瑞第三軍及王翰嗚第十一軍等部向嶧縣潰退，次晚又退向棗莊，賀部進克嶧縣，6月26日晨克棗莊，敵向滕縣方向；廣東北路總指揮錢大鈞由廣東至南京面謁蔣介石報告軍事[1]:2746。
- 6月25日——南京中國國民黨中央政治會議議決：一、追認閻錫山為國民革命軍北方總司令，二、在廣州之監察院即日結束，全部遷南京，三、由中央監察委員會、中央清黨委員會、司法院、總部軍法處各派一人組織特別臨時預審法庭，其組織法由中央法制委員會起草；張作霖發表「和平革新令」，稱「自今更始，一切外交內政均以民意為歸」，同日通電稱與孫中山多年交誼，宗旨本屬相同，凡屬中山同志一律友視，其有甘心赤化者，仍當貫徹初旨，問罪興討，意在與蔣介石、閻錫山反共勢力謀求妥協；方振武部克南陽，吳佩孚率部千餘人鄧縣，餘部悉降，吳抵鄧縣後，僅于學忠部聽命，張聯陞、秦建斌部均歸附馮玉祥，時孫連仲部大舉進攻，吳率部赴湖北境，準備渡漢口入四川往依楊森，張聯陞奉命截擊，7月2日吳佩孚在樊城上游30里之竹筱鋪與張聯陞軍遭遇，吳僅率其妻子及衛士數百人，其參謀長張其鍠被擊斃，于學忠易服走，吳佩孚勢力至此完全消滅，7月21日吳率部抵四川巫山，楊森親迎吳至萬縣；夏鬥寅軍為葉挺師追擊，一個團退至安徽太湖[1]:2747-2748。
- 6月26日——唐生智抵長沙查辦「馬日事變」，是日致電武漢中央，稱「馬日事變」係「工農運動領導失人，橫流潰決，迭呈恐怖。中央明令保護軍人家屬，則視同具文」，「投機分子更從而推波助瀾，尋仇報復」，「留省軍人目睹惡化，身受壓迫，乃作自決自衛之謀」，其處理辦法為：一、黨部及民眾團體停止活動，聽候改組，二、政客仇鰲、張敬兮等開除黨籍，許克祥從輕記過一次；蔣介石通電各地軍事當局，令選派參謀一員，到南京組織點驗編練委員會，並派張治中為委員長；中共江蘇省委在上海成立，陳延年任書記，同日因叛徒告密，陳延年被捕，7月4日陳延年被殺害；李宗仁第三路軍王天培部第二十九師占領韓莊，敵顧震、張繼善、劉金彪等部向臨城方面潰退，王部經沙溝直達臨城[1]:2748。
- 6月27日——武漢國民政府因馮玉祥有驅逐共產黨之提議，決定讓步：一、解散工人糾察隊，二、逼農政部長譚平山、勞工部長蘇兆徵辭職，三、停止宣傳工作；南京政府任命陳銘樞為國民革命軍總司令部政治訓練部主任；南京中國國民黨中央政治會議議決：任命原浙江省教育廳長蔣夢麟為第三中山大學校長、原江蘇省教育廳長張乃燕為第四中山大學校長，並決定大學區制先在江、浙試辦，按南京政府原定廣東省為第一大學區，湖北省為第二大學區，浙江省為第三大學區，江蘇省為第四大學區；李宗仁第三路軍第十軍第二十九師占領臨城，許琨率殘部向兗州潰退，魯軍第十二軍馬玉仁部投降，由第十軍收編，孫百萬、章斌各部亦均投降，張宗昌以直魯軍第三軍作戰不力，下令免第三軍軍長程國瑞職，調任直魯聯軍訓練副監，所部歸第五軍改編；張宗昌因韓莊、臨城已失，退至兗州南之界河設防，濟寧戰事在進行中；蔣介石電白崇禧停止進攻臨沂，調主力西上進攻武漢政府，後因白崇禧不願放棄臨沂，未實行[1]:2748-2749。
- 6月28日——第三十五軍軍長何鍵在漢口對官兵發出反共訓令，要求武漢中央與唐生智「明令與共產黨分離」，稱「此而不去，禍將不堪」；中共中央在漢口鮑羅廷住宅召開緊急會議，決定公布6月25日中華全國總工會作出之解散工人糾察隊之命令，實際編入張發奎部隊，中央機關主移武昌，與中國國民黨中央脫離接觸，並準備軍事鬥爭；馮玉祥致電河南、陝西、甘肅省政府，令其與南京一致行動：一、不准跨黨，二、共產黨跨黨領袖，一律解除職務，開除黨籍，必要時，得以嚴重監視，三、在國民革命期間，不准以共產黨名義活動，亦不准假中國國民黨名義作共產黨工作，違者按反革命條例治罪；蔣介石委馬祥斌為暫編第十軍軍長，是日馬在碭山就職，李宗仁第三路軍王天培第十軍第三十師克滕縣；馮玉祥第二集團軍占領大名，冀南、魯南已無敵踪；張宗昌、孫傳芳等在濟南舉行軍事會議，決定以許琨為前敵總司令、王棟為副司令，分守兗州、滕縣間鐵路線，以徐源泉為第二路總司令，杜鳳舉為西路總司令，膠濟鐵路方面以鄭俊彥為總司令，並派彭德銓為前敵司令[1]:2749-2750。
- 6月29日——第十六軍軍長范石生在廣西平馬通電率師入湖南「討伐湖南共黨」；南京中國國民黨中央政治會議推閻錫山為政治會議委員，先以趙丕廉代表出席；李品仙第八軍第三師克澧州，黔軍李燊部向合口潰退，熊震師在桃源重創陳渠珍部[1]:2751。
- 6月30日——中共中央召開擴大會議，通過《國共兩黨關係決議案》，決議仍然承認中國國民黨「當然處於國民革命之領導地位」，表示「工農等民眾團體均應受國民黨之領導與監督」，「工農武裝均應服從政府之管理與訓練」，「現在參加政府工作之共產黨分子，為圖減少糾紛，可以請假」；武漢國民政府改組湖南省政府，任命唐生智等為省政府委員，唐為主席兼軍事廳廳長；張宗昌以前方軍事緊急，調孫傳芳軍大部加入津浦鐵路作戰[1]:2751-2752。
- 6月下旬——馮玉祥派李嗚鐘為駐寧總代表兼軍事代表，韓竹坪為政治代表，毛以亨為財政代表[1]:2752。

### 7月
- 南京中國國民黨中央常務會議議決，工人部部長戴季陶辭職，以葉楚傖代理；共產國際執行委員會派羅明納茲及紐曼到華指導中共工作，羅易回蘇[1]:2779。
- 7月1日——雲南改懸青天白日旗；寧方賴世璜第十四軍奉第二路代總指揮白崇禧令協攻臨沂，白崇禧親率葉開鑫第四十四軍猛攻臨沂城，魯軍方永昌部乘夜屢圖突圍，均被擊退，回城固守；寧方第十軍王天培部由界河向鄒縣進展，一部由右翼四基山方面進襲曲阜；國民革命軍第二集團軍總司令馮玉祥下令各軍限7月15日全部渡黃河，7月4日孫良誠率部自鄭州正面及西路鞏縣孟津北渡，石友三率部自開封柳園口北渡，7月7日孫良誠部吉鴻昌師克新鄉，7月14日占彰德，前鋒抵直隸省境[1]:2753。
- 7月2日——南京政府訓令軍、政、司法各機關飭屬解散各地共產黨機關，並分別逮捕看管共產黨員，「毋稍寬縱」；北京軍政府發布大赦令，令稱：「各種犯囚，除傷尊罪在不赦外，其餘應照本令分別赦免減刑」，限令到七日內一律開釋，「涉及共產主義之罪犯，業經判決確定處刑，或經該管法廳裁判認為嫌疑重大者，仍暫羈押，由司法部速擬管束條例，呈候核准施行。」，7月5日北京釋放囚犯97名；孫傳芳聯軍周蔭人部師長陳以燊、陸殿臣率領3師2旅在膠州通電宣告獨立，7月3日陳受馮玉祥委為革命軍援魯總司令兼第三十九軍軍長，陸為第四十軍軍長，陳等並脅迫青島魯軍祝祥本部取一致行動，7月7日魯軍3個師集結濰縣，以褚玉璞為總指揮，進攻陳以燊部，孫傳芳亦派兵從膠濟鐵路攻陳，7月9日膠州方面陳部受日軍壓迫，卸下青天白日旗，7月12日魯軍占膠州，陳部退日照，7月14日陸殿臣部為孫傳芳收編，開濟南集合，陳部向蘇魯邊境退卻；魯軍第十二軍馬玉仁部3個團共3,500人請降無誠意，在徐州被李宗仁全部繳械遣散[1]:2754-2755。
- 7月3日——福建省政府改組，楊樹莊為主席；奉方於上月底派代表邢士廉赴山西商談合作，卑辭厚禮，仍未得與閻錫山見面，邢在山西勾留兩日，不得要領，是日自山西返北京覆命[1]:2756。
- 7月4日——漢口中國國民黨各級執監委聯席會議發表《對時局宣言》，稱：「我們要下革命的決心，謀我們的出路，打倒搗亂武漢的主謀者蔣介石，並且要使蔣介石覆沒之後，永無同樣繼起之人，換言之，不僅要打倒蔣介石個人，尤其要打倒蔣介石所代表的一切惡劣勢力及帝國主義。」；中共中央常委舉行擴大會議，討論反動到來時如何保存農村革命力量問題，陳獨秀提出，國民革命各軍招兵時，農民協會之會員和自衛武裝可應徵加入，蔡和森主張上山，毛澤東、陳獨秀也同意上山，會議在討論對付湖南反共事件時，仍然堅持聯唐（生智）反蔣之政策[1]:2756-2757。中共中央执委会扩大会议，陈独秀主张：国民革命军招兵时，农民协会的会员和自卫武装可应征加入；被紧急从湖南召回与会的毛泽东提出农民武装可以“上山”或加入同党有联系的军队中去，以保存革命的力量，不保存武力则将来一到事变我们即无办法，“上山可造成军事势力的基础”；但这个建议没被采纳[7]。南京中國國民黨中央政治會議通過蔡元培、李石曾提議，設立中央建設委員會，實現孫中山《建國方略》統一各省建設行政案，及廣州中山大學定名為國立第一中山大學案；魯軍第二十二師董鴻逵部及王冠軍旅由泗水、蒙陰間道增援臨沂，白崇禧急令第三十七軍進攻蒙陰，以第六軍第十七師接替費縣防務，是日第三十七軍第一師進抵瓦子坪（青駝寺西北），第三師到達青駝寺，第二師由費縣北進，第六軍第十七師接替費縣防務於員外莊、永康莊之線，對泗水方面警戒；第四十軍賀耀組部由曲阜繞至石門山，與第四十四軍葉開鑫部夾攻孫傳芳軍，次日午占新泰，孫部退萊蕪，張宗昌部退徂徠山[1]:2756-2757。
- 7月5日——上午8時，陳調元第三十七軍第一師抵侍郎宅北，與敵王冠軍部遭遇，激戰至下午2時，王部不支退蒙陰，一師占北桃墟，次晨一、二師會攻蒙陰，10時克之，王部向新泰潰退；日本政府決定將駐青島日軍全部開赴濟南，並由大連派兵2,000維持青島及膠濟鐵路治安，7月6日經日皇裁可，日本政府發布出動令，7月7日日本以護僑為名出兵濟南，由鄉田少將統率，共到2,000餘人，鄉田布告稱：「本軍抵境，實因保護日僑，確無干涉內爭之意；若有不逞，加累日僑，或對日軍表示敵意，定當立懲。」[1]:2758。
- 7月6日——南京政府特任胡漢民、馮玉祥、閻錫山、李烈鈞、蔣介石、楊樹莊、李濟深、何應欽、李宗仁、溫壽泉、李鳴鐘、李福林、朱培德、王天培、白崇禧、朱紹良、陳銘樞等46人為軍事委員會委員；汪精衛向武漢中央政治委員會提出「東征」案；蔣介石在上海中國國民黨歡迎會上作《關於黨務問題》演說，稱：一定要取消武漢政府，趕走共產黨，武漢軍隊重回河南前線作戰；譚平山組織「農政調查團」，率大批幹部離開漢口，轉往九江[1]:2758-2759。
- 7月7日——蔣介石在上海總商會等團體歡迎會上作《國民革命與經濟的關係》之演說，向資本家宣傳反共，稱：上海是全國經濟樞紐，「如落在共產黨人的手裡，不特經濟破產，商人不能安居樂業，全國國民亦必受其禍」，「中國沒有資本家，如果三民主義實行，那麼個個人都可有四五十萬的財產」，「不論何人的財產，在國民政府統治之下，都在保護之列」，「經濟關係國民革命的成敗，必須求其安定發展」，「希望上海工商界與國民革命站在同一條戰線，贊助政府，建設新上海」；南京中央政治會議議決任命李濟深為廣州政治分會主席；南京中央政治會議通過吳敬恆提議，凡因反對中國共產黨而被通緝之中國國民黨員，一律取消通緝；上海特別市政府成立典禮，蔣介石主持，設土地、工商、公益、工務、教育、衛生、港務、公安、公用、財政十局，市長黃郛就職；北京軍政府閣議，決裁撤京畿衛戍總司令一職，所有維持治安事宜，交由軍事、內務兩部負責辦理，派高金山接收衛戍區域防務事宜[1]:2759-2760。
- 7月8日——葉開鑫第四十四軍屢攻臨沂不下，白崇禧令陳調元第三十七軍是日自青駝寺全部撤至義堂集，楊杰第六軍第十七師主力撤至卞莊、向城一帶，賴世璜第十四軍第二師移駐李家莊，同時集合各部炮兵向臨沂射擊，援助第四十四軍攻城[1]:2761。
- 7月9日——南京政府任命商震、楊愛源、徐永昌、傅存懷、傅汝鈞、豐玉璽、譚慶林、鄭澤生、李維新分別為北方第一、第二、第三、第四、第五、第六、第八、第九、第十各軍軍長，張蔭梧為北方第七軍副軍長；南京政府令免廣東省政府委員陳樹人等本兼各職，7月11日任命李濟深等為該省政府委員；武漢國民政府任命賀錦齋為國民革命軍第二十軍第一師師長，賀龍兼國民革命軍第二十軍第二師師長；蔣介石以第四期「北伐」計劃已實現，即進行第五期計劃，決定從設立點驗編練委員會，整理各軍着手，7月18日點驗編練委員會在南京成立；拂曉，賀耀組第四十軍主力由萬里閘（位於台兒莊西魯運河）渡河攻擊魯軍徐源泉部，激戰至午，將徐部擊退，即與王天培第十軍第二十九師協同作戰，下午3時克韓莊；樂昌桂軍胡鳳璋部入湖南境，擊散農軍，占領桂陽[1]:2761-2762。
- 7月10日——賀耀組第四十軍克復嶧縣，次日下午4時王天培第十軍再克臨城，魯軍退守官橋附近之南沙河；白崇禧下令棄蒙陰、費縣，並撤臨沂之圍，抽兵南下，以作應付長江上游武漢軍之準備；馮玉祥駐晉代表劉治洲離開太原返河南，臨行語人，稱蔣、馮既已確實合作，馮業明白反共，閻錫山對軍事將有所表示[1]:2762-2763。
- 7月11日——南京中央政治會議議決加推王寵惠為國民政府委員；胡漢民在中央黨部紀念周作反共報告，稱「我們軍事政治的力量，如果不嚴重的逼迫過去，所謂真的清黨，是斷難實現於兩湖的」，要求動員全體黨員力量去「完全消滅」共產黨；南京政府任命蔣夢麟為第三中山大學校長，張乃燕為第四中山大學校長，鄭洪年為國立暨南大學校長，朱家驊為廣東省教育廳廳長；國民革命軍暫編第十五軍軍長劉伯承退出四川瀘州，是日抵達漢口[1]:2763。
- 7月12日——馮玉祥分電南京、武漢政府竭力調停，要求雙方「化除意見，努力北伐」，並稱「凡有妨礙北伐者，即是反革命」；中共中央改組，成立由周恩來、張國燾、李立三、李維漢、張太雷5人組成之臨時中央常務委員會，代行中央政治局職權，總書記陳獨秀停職；林祖涵稱疾向武漢國民政府請辭國民革命軍第六軍黨代表兼政治部主任各職[1]:2763-2764。
- 7月13日——中共中央發表《對政局宣言》，指斥武漢國民政府「公開的準備政變，以反對中國人民極大多數的利益及孫中山先生之根本主義與政策」，聲明中國共產黨「永遠為工農兵學小資產階級廣大的民眾利益而奮鬥，決不能對於國民黨中央現時這種政策負責」，決定撤回參加國民政府之共產黨員，但共產黨員不退出國民黨，不拋棄與中國國民黨合作之政策，宣布中國共產黨將繼續絕不妥協地反對帝國主義和軍閥，反對一切封建餘孽，繼續增進工人利益和解放農民之鬥爭；武漢國民政府軍事委員會政治部主任鄧演達因汪精衛集團背叛，革命形勢逆轉，無力挽回，於上月末化裝成檢查電線之工人離開漢口北上鄭州，轉西安赴蘇聯，是日發表《辭職宣言》；白崇禧致書第六軍軍長程潛，力勸「以黨國利益為前提，勿為共黨所利用」，並請一致清黨；白崇禧令賴世璜第十四軍重行圍攻臨沂，陳調元第三十七軍主力集結大店崖、傅家莊、黃土堰之線，截敵外援，7月14日起掃除敵外圍據點，7月18日夜間自東、南、西三面攻城，7月19日開始晝夜炮擊城內達3日之久，張宗昌部憑城固守，白為南下援徐州，遂於7月21日再撤臨沂之圍；晚，王天培第十軍因右翼賀耀組部側擊成功，復克滕縣，與魯軍在界河相持[1]:2764-2765。
- 7月14日——晚，武漢中國國民黨中央政治委員會主席團秘密召開「分共會議」，兼有中國國民黨籍之中國共產黨員都被排斥而不得參加，汪精衛在會議上極力主張「分共」，陳友仁代宋慶齡發言極力反對，稱：「聯俄、聯共和扶助農工三大政策是總理手定的，有了三大政策，革命才能夠發展成今天的局面，拋棄三大政策就必然要向帝國主義和蔣介石屈服。」，會議決定派重要人員赴莫斯科說明聯俄政策乃是三民主義聯合共產主義，三民主義之中國聯合共產主義之俄國，並討論「切實聯合」辧法，對於「違反主義政策」之言論行動之中國共產黨員予以制裁；宋慶齡因汪精衛集團排斥中共，寫成《為抗議違反孫中山的革命原則和政策的聲明》，7月18日在漢口《人民政壇報》公開發表；共產國際在蘇聯《真理報》上發表《關於中國革命當前形勢的決議》；馮玉祥、徐謙、孔祥熙自洛陽致電南京、武漢政府，力陳內訌妨害對外，主張召開開封會議，專議黨內問題，雙方停止向安徽、江西徵調軍隊，共圖和平，凡會議公認負咎之人，均當服從眾議下野，7月18日胡漢民、鈕永建、吳敬恆自南京覆電贊成攜手反共，惟對汪精衛等上月覆馮禡（6月22日）電中所稱「南京決難寬恕」之言及武漢倒蔣之行動表示不滿，7月22日馮玉祥再電漢口汪精衛勸和，並提開封會議辦法，7月24日汪等覆電贊同，聲明反共，願遷都南京實行寧漢合一，如寧方贊同，可在開封開預備會議，不必拘會議形式，汪並另電致馮，稱對蔣只有公憤，別無私仇，但「政府法統必以死爭」；南京中央政治會議決議：任命張靜江、蔣介石等為浙江省政府委員；南京積極備戰，李宗仁軍及王普第二十七軍過蕪湖開赴安慶，夏鬥寅回安徽太湖防次，指揮反武漢軍事，武漢軍主力在武穴[1]:2765-2766。
- 7月15日——武漢中國國民黨汪精衛集團發動「七一五分共」，召開中央常務委員會擴大會議討論「分共」，汪以政治委員會主席團名義報告《容共政策之最近經過》，悍然稱中共中央7月13日《對政局宣言》是「破壞本黨容共政策之最大表示」，中國共產黨既然退出國民政府，「則在國民革命軍中、各級政府機關中，亦無須存在」，會議通過《取締共產黨》案，正式和中國共產黨決裂，隨即在武漢大捕中國共產黨人，在育才學校、文化書社等處一日即捕20餘人，中共中央從武漢開始轉移和疏散人員，武漢中央軍事政治學校解散；武漢中國國民黨中央執委會擴大會議決議，鄧演達辭職照准，以陳公博繼鄧演演達為軍事委員會總政治部主任，以陳克文繼鄧演達代理中央農民部長，並推陳公博為軍事委員會委員；武漢政府任命葉劍英為國民革命軍第四軍參謀長，張聯陞為國民革命軍第十四軍軍長；武漢政府在工會組織中清黨，特組特務委員會，改組反級工會，並通緝前全省總工會執行委員長向忠發；孫科在漢口《民國日報》上發表《革命與民眾》一文，要求民眾堅決擁護和實現下列兩個主張：一、國民革命的領導，要統一於中國國民黨，二、革命政權之行使，要統一於武漢政府；南京政府軍事委員會改組成立，7月17日第一次會議選胡漢民、何應欽、李鳴鐘、閻錫山、楊樹蔣、李宗仁、李濟深7人為常務委員；南京紀念北伐出師，舉行閱兵式，蔣介石演說，稱：「共產黨不打倒，武漢政府不消滅，國民革命便不能成功，從今起一年中一定要打倒共產黨。」；張作霖以安國軍大元帥名義任孫傳芳、張宗昌、張學良、韓麟春、張作相、吳俊陞、褚玉璞分別為第一、第二、第三、第四、第五、第六、第七方面軍團長；閻錫山軍占領石家莊[1]:2766-2767。
- 7月16日——武漢中國國民黨中央政治委員會主席團發表聲明，指共產黨破壞聯合陣線，稱「六月初旬，政治委員會突然由某一共產黨負責同志交付一項秘密決議案，而此項決議案之內容，實不啻對本黨生命予以根本之危害」（按指羅易交與汪精衛之共產國際給中國共產黨之《緊急指示》），「中共中央執委會復聲明撤回其參加國民政府之共產黨員」，「本黨容共政策，已被破壞無餘」；武漢中國國民黨中央執行委員會向各級黨部發出兩項訓令：一、《保護共產黨員個人身體自由之訓令》，稱：共產黨員受黨內之紀律與國民黨員無異，本月15日限制共產分子之提案，並非妨害共產黨員個人身體自由，若壓迫共產黨員而妨害其身體自由，或指誣他人為共產分子，妄圖傾陷者，依法嚴辦，二、《保護農工之訓令》，稱：並不因限制共產分子而停止農工政策之活動，對於農工團體，須極力保護，對於農工利益，須加意維持，若違背黨義，少加摧殘，唯有執行革命紀律；唐生智部第三十五軍軍長何鍵宣布反共，所部占漢陽，次日又占漢口，反對鮑羅廷之傳單滿貼市中，共產黨要人均避匿，鮑羅廷昨已赴牯嶺；閻錫山到井陘，令商震沿滹沱河一帶布防[1]:2767-2768。
- 7月17日——南京政府令上海市長黃郛、警備司令楊虎審慎對外行動，防止罷工，如有不受約束，即嚴行懲辦；武漢軍事委員會對付蔣介石之軍事行動積極進行，由張發奎、程潛、朱培德、賀龍各部合組之東征軍集中江西，分由三路行動：一、由九江、湖口向安慶，二、由贛東攻浙江，三、由鄂東趨皖北，蔣系駐安徽之王普、夏鬥寅電南京告急[1]:2768-2769。
- 7月18日——南京中央政治會議決定於9月1日實行裁厘，同時宣布關稅自主，將江蘇、安徽、福建、浙江、廣東、廣西六省境內一切通過稅全裁撤，進口貨物改照國定稅率徵收，工廠制造貨物照《出廠稅條例》徵收；甘肅省政府成立，劉鬱芬為省府主席；陝西省政府改組，以石敬亭為省府主席；山本條太郎、松岡洋右分別被任為「滿鐵」正、副社長；京漢線奉軍主力撤至保、石間之定縣，7月24日復退至定縣以北，晉軍不戰占正定[1]:2769-2770。
- 7月19日——武漢政府軍事委員會訓令各軍取締共產黨，略稱：共產黨謀組織軍隊七萬人，用以消滅國民革命軍，此舉所以絕國民革命軍之生命，亦即所以絕國民黨之生命，為此各軍長官務須於最短期間，查明所屬軍隊中軍事負責及政治工作各人員，其有共產黨員已經知名者，應隨時留心查察，禁止一切秘密會議，並考核其言論行動，如有違反本黨主義及政策者，立予懲辦；李立三、鄧中夏奉中共中央命令到達九江，與譚平山、惲代英、聶榮臻、葉挺、吳玉章、林祖涵等一起會商南昌暴動事，認為「應該拋棄依張（發奎）之政策，而決定一獨立的軍事行動」，決定在軍事上趕快集中南昌，運動第二十軍實行南昌暴動，解決第三、第六、第九軍在南昌之武裝，在政治上反對武漢、南京兩政府，建立新政府；楊樹莊、李濟深等於7月10日致電唐生智等申述對蔣態度，勖以一致團結，「繼續北伐」，唐生智、朱培德、張發奎等15人於是日聯名覆電，指出蔣假除共之名，行獨裁之實，欲以一手囊括中央，成立南京政府，分裂中國國民黨，並稱「有蔣則無黨，有黨則無蔣……蔣如不去，黨必淪亡」；安國軍第七軍團長褚玉璞親督徐源泉第六軍、許琨第七軍分三路圍攻臨城，王天培第十軍棄臨城，撤至韓莊以南；張作霖任張宗昌為海軍總司令，沈鴻烈為第一艦隊（東北艦隊）司令，吳志馨為第二艦隊（渤海艦隊）司令[1]:2770。
- 7月20日——武漢政府任命王法勤為勞工部長，陳克文為農政部秘書長，暫代部務；武漢政府任命孔庚、李書城、李品仙等為湖北省政府委員，原任省府委員孫科、鄧演達等免職[1]:2771。
- 7月中旬——中國國民黨江蘇省黨部頒發第九號通令，將郭沬若永遠開除中國國民黨黨籍；武漢政府軍事委員會通過郭沬若兼任第四集團軍第二方面軍總指揮部政治部主任[1]:2771-2772。
- 7月21日——北京軍政府閣議議決，派張學良為陸軍大學監督，韓麟春為校長[1]:2772。
- 7月22日——武漢中國國民黨中央決定8月15日召開四中全會，討論政治委員會主席團所提之《統一本黨政策案》，凡未除名之執行委員均通知參加；第一路軍總指揮何應欽在上海市黨部獨立區分部全體黨員歡迎會上演說稱：「目前最要緊的工作，一、繼續北伐；二、討伐共產黨。」；武漢與南京間戰機益迫，蔣介石抽調津浦路「北伐」軍隊五萬人西迫湖口、九江，以周鳳岐、鄭紹虔各軍集中浙江衢州，威脅南昌[1]:2772。
- 7月23日——武漢中國國民黨中央執行委員會發表政治委員會之《統一本黨政策案》，稱：一、凡列名本黨之共產黨員，在本黨各級黨部、各級政府及國民革命軍中有職務者，應自即日起聲明脫離共產黨，否則一律停止職務，二、在國民革命時期內，共產黨員不得有「妨礙」國民革命之活動，並不得以本黨名義，作共產黨之工作，三、本黨黨員未經本黨中央許可，不得加入他黨，違反者以叛黨論；武漢中國國民黨中央發表《中國國民黨告國民革命軍將士書》，謂蔣介石自立中央，分裂黨國，摧殘第二方面軍，勾結帝國主義對武漢經濟封鎖，阻止第四方面軍北伐，摧殘農工，屠殺民眾，是黨國惟一敵人，號召革命軍人「專心致志」打倒蔣介石[1]:2773。
- 7月24日——直魯軍乘李宗仁、賀耀組部南調對付武漢之隙攻占徐州，王天培第十軍爭先撤退，蔣介石令賀耀組復回津浦線督師，次日蔣親率第一軍之第二十一師抵蚌埠部署反攻，並電馮玉祥派隊夾擊，7月26日蔣下達徐州作戰令，各軍限7月28日前集中兵力於八義集、任橋集、符離集、黃口附近，向徐州分進合擊；鮑羅廷在廬山居留多日，召集共產黨重要領導人瞿秋白、李立三、鄧中夏、張太雷等會議，對黨務、軍事均有秘密計劃，是日因工作完畢，返回漢口[1]:2773。
- 7月25日——南京政府任命蔣作賓、周雍能、張秋白、李宗仁、劉復、何世楨、李因、馮玉祥等為安徽省政府委員；浙江省政府成立，張靜江、蔣介石等14委員就職，下午第一次省務會議選張靜江為省府主席；陳布雷就南京中國國民黨中央執行委員會書記長職；馮玉祥在洛陽總部紀念周報告最近軍政情形，略謂石家莊以南已無奉軍，現奉方新舊派傾軋甚烈，張學良派代表攜親函到洛陽，極願讓出直隸，舉青天白日旗，彼此停戰；李品仙奉唐生智令，就任武漢警備司令[1]:2774。
- 7月26日——汪精衛準備在廬山開反共會議，通知賀龍、葉挺到廬山參加，並令所部集中德安，賀龍、葉挺、葉劍英、高語罕、廖乾吾在鄱陽湖小船上開緊急會議，研究對策，決定不去廬山，部隊亦不去德安，而按第二十四師、第二十軍順序速向南昌開進，是日賀龍第二十軍到達涂家埠；南京中國國民黨中央常務會議議決：軍隊清黨困難，停止進行；武昌第二十軍留守部失火，炮燀炸裂，駐防之張發奎第四軍與新到之何鍵第三十五軍因誤會互相炮擊終夜；陝軍麻振武部困守大荔，是日馮玉祥軍張維璽、劉汝明等部掘地道攻擊，克大荔城，麻負傷逃遁，死於途，餘眾散，多被活埋[1]:2774-2775。
- 7月27日——武漢中國國民黨中央執行委員會發表《告中國共產黨書》，指責中國共產黨不接受中國國民黨之決議和紀律，要「奪取中國國民革命的領導權」，稱如不放棄對中國國民黨之敵視態度，「不能不執行相當的紀律」；中共前敵委員會在南昌成立，以周恩來、李立三、 惲代英、彭湃4人組成，由周任書記，周在江西大旅社召開前委擴大會議，朱德、劉伯承、惲代英、彭湃、葉挺、聶榮臻及江西省黨組織負責人等均參加，討論南昌起義部署，決定7月30日晚起義，隨後成立軍事參謀團，由周恩來、賀龍、葉挺、朱德、劉伯承、賀錦齋、蔡廷鍇等人參加，以劉伯承為參謀長，賀龍為第二方面軍總指揮，葉挺為前敵總指揮；鮑羅廷離開漢口乘京漢鐵路車北上鄭州，轉道陝、蒙回蘇聯，汪精衛、譚延闓、孫科等到車站送行；武漢反共後仍有倒蔣口號，張發奎且有率部回攻廣東之謀，是日李宗仁、白崇禧、李濟深等聯名致電警告張發奎，謂張近標反共倒蔣口號，為親者所痛，仇者所快，促其勿再倒蔣，「覺悟來歸」；馮玉祥第二集團軍鄭大章部夜攻東平，魯軍未戰即退肥城；馮玉祥代表熊斌到南京，表示西北軍一致討奉反共，服從中央命令；馮玉祥、張之江、鹿鐘麟電南京，就軍事委員會委員職[1]:2775-2776。
- 7月28日——夜，汪精衛偕孫科、張發奎等離開漢口赴九江，次日到廬山，密商加緊「清共」，唐生智、朱培德、黃琪翔、金漢鼎均與會，會議決議：一、嚴令賀龍、葉挺限期將軍隊撤回九江，二、封閉九江市黨部、九江書店、九江《國民新聞報》館，並逮捕其負責人，三、第二方面軍實行「清共」，通緝惲代英、廖乾吾、高語𥤱等人；南京中國國民黨中央政治會議議決組織特種刑事臨時法庭，審判關於「反革命」及土豪劣紳之案件，並通過《特種刑事臨時法庭組織條例》，8月20日南京政府以明令公布；中國國民黨中央執行委員甘乃光前因附逆嫌疑被開除黨籍，後據查實，並未參與，是日武漢中央黨部通告所屬，恢復甘之黨籍；馮玉祥自洛陽抵達鄭州布置攻山東，即日起馮軍向徐州方面移動[1]:2776。
- 7月29日——張國燾以中共中央代表身份在九江連發兩封密電致南昌中共前委，稱「暴動要慎重」，要等他到南昌再決定是否起義，次晨張趕到南昌，在前委召開之緊急會議上提出「起義須得張（發奎）的同意」等，遭到前委周恩來、惲代英、李立三、彭湃等反對，爭論數小時未決，原定起義計劃推遲；南京中國國民黨中央清黨委員會通告各地清黨限8月底截止，軍隊除外；南京政府派何成濬到北京，與楊宇霆、韓麟春等商談南北妥協事，楊提出南北雙方在國家政治上可以合作，內部之事則各自為政，雙方不必過問，先軍事後政治，第一步商停戰辦法，第二步定合作方案，何對此無負責表示，談判無結果，8月1日何離開北京赴大同；褚玉璞、孫傳芳抵達徐州督師，直魯軍第一、第五、第六、第七各軍及孫傳芳聯軍第四、第七、第八、第十各師已抵徐集中；馮玉祥軍孫良誠部先遣隊抵達石家莊[1]:2776-2777。
- 7月30日——渤海艦隊（第二艦隊）司令吳志馨被東北艦隊（第一艦隊）司令沈鴻烈在青島拘捕，「肇和」、「華甲」兩艦艦長同時被扣；李征5月前受蔣介石電請斡旋南北和平，是日李到濟南與張宗昌密商南北妥協[1]:2778。
- 7月31日——晨，南昌中共前委繼續開會，經數小時辯論，張國燾最後表示服從多數，會議決定8月1日上午4時舉行南昌起義，後因叛徒告密，前委決定從晚9時開始全城戒嚴，起義時間提前兩小時；潘復奉張作霖命，是日往濟南與張宗昌商洽軍事，並徵求對方時局意見，8月2日潘返北京報告，謂「徐州現有兵力達十萬，布防已妥，黨軍反攻，可以無虞，張且表示對軍事進止，悉聽政府命令」；胡漢民電廣東邀唐紹儀去南京商外交[1]:2778。

### 8月
- 8月1日——周恩來、賀龍、葉挺、朱德、劉伯承率領北伐軍2萬餘人在南昌舉行武裝起義，參加起義部隊有朱德第九軍軍官教導團和南昌公安局2個警察隊，賀龍之第二十軍，葉挺之第二十四師和蔡廷鍇之第十師等，凌晨1時開始，戰鬥主要在鼓樓、貢院街、天主堂等地發生，敵軍6個團約6,000餘人，經過5個小時激戰，至黎明，戰鬥勝利結束，殲敵朱培德1個警衛團，王均第三軍之第二十三、第二十四2個團及1個憲兵營，金漢鼎第九軍之第七十九團、第八十團之大部和程潛第六軍之第五十七團，起義軍占領南昌城，中午聶榮臻率周士第第二十五師第七十三團全部和第七十四、第七十五團各一部在馬回嶺起義，向南昌進發，在德安將尾追之敵第二十五師師長李漢魂所率衛隊包圍繳械，次日入南昌，與市內起義部隊會師；中共前委在南昌召開有中國共產黨員和中國國民黨左派人士參加之「國民黨中央委員及各省區特別市和海外各黨部代表聯席會議」，成立「中國國民黨革命委員會」，推舉宋慶齡、鄧演達、張發奎、譚平山、于右任、陳友仁、何香凝、吳玉章、彭澤民、林祖涵、賀龍、郭沫若、蘇兆徵、江浩、黃琪翔、惲代英、朱暉日、葉挺、周恩來、張國燾、彭湃、張曙時、李立三、經亨頤、徐特立25人為委員，並以宋慶齡、鄧演達、譚平山、張發奎、賀龍、郭沬若、惲代英7人組成主席團，會議通過《聯席會議宣聲》及《中央委員宣言》等文件；南京《革命軍日報》記者訪馮玉祥之代表熊斌、王彭年，王稱馮已決定服從南京命令，與蔣介石一致「討共北伐」；廣東省政府改組成立，李濟深仍任省政府主席；蔣介石督師反攻徐州，是日李宗仁第三路左翼第十軍王天培部於蕭縣東北之毛莊、姚樓一帶與魯軍接觸，逐次擊退敵人，占領九里山、臥牛山及雲龍山附近一帶高地，其第三十師直薄徐州城下，第二十八師攻占津浦、隴海兩車站，自西北面圍攻徐城，第三路右翼第四十軍賀耀組部拂曉攻占顏山高地，續向十里堡攻擊，被高家營附近之敵所阻[1]:2779-2782。
- 8月2日——下午，南昌各界在貢院側舉行群眾大會，慶祝「八一」起義勝利和革命委員會成立，革命委員宣誓就職，到數萬人；武漢政府下令進攻南昌起義軍，令稱：賀龍、葉挺即褫軍職，照「謀叛律」治罪，張發奎初抵九江，即逢事變，從寬免予置議，着即飭部趕緊「進剿」，朱培德即飭駐贛東南各處駐軍嚴密兜截，唐生智抽調湖南、湖北駐軍合力「圍剿」，同日張發奎軍與起義軍在南潯鐵路沿線激戰；南京中國國民黨中常會議決，以劉紀文、靳鶴聲、甘家馨、洪軌、周曙山、陳煥東、劉季洪、羅家倫、羅芳炯9人為南京特別市黨部執行委員，以陳銘樞、陳立夫、黃居素、葉楚傖、鈕永建5人為監察委員；中國國民黨革命委員會主席團任命吳玉章為該會秘書長，劉伯承為參謀長，林祖涵為財務委員會主席，郭沫若為宣傳委員會主席、未到任前由惲代英代理，張國燾為農工委員會主席，李立三為政治保衛處處長；中國國民黨革命委員會任命賀龍兼代國民革命軍第四集團軍第二方面軍總指揮，黃琪翔任前敵總指揮、未到任前葉挺代，郭沫若任總政治部主任、未到任前章伯鈞副主任代，下轄3個軍：賀龍兼第二十軍軍長、黨代表廖乾吾，葉挺兼第十一軍軍長、黨代表聶榮臻，韋杵為第九軍軍長、朱德為副軍長，周逸群為國民革命軍第二十軍第三師師長，總共16個團4個營，共3萬餘人；胡漢民、鈕永建、吳稚暉、李烈鈞覆馮玉祥轉漢敬（7月24日）電，謂「汪精衛前存意氣，故未能開誠相商，只須實踐四月開執監大會之宿諾，則其重要分子來柄大權，亦所希望」，次日汪精衛、譚延闓、孫科、唐生智、程潛等聯名電馮表白徹底反共，謂已通告於一個月內開執監會議，「俾進行討共及對北戰事」，8月8日李宗仁、蔣介石、胡漢民等11人電謝馮玉祥，寧漢妥協成立[1]:2782-2783。
- 8月3日——汪精衛等電馮玉祥，表示願與寧方一致努力，消滅共產黨，汪稱：如寧方「果能尊重中央，南討共賊，北伐奉魯」，他個人之進退，無關輕重；中央中央發布《湘鄂贛粵四省秋收暴動大綱》，要求四省於秋收期間，以農會為中心，團結一切接近農民之會門力量實行暴動，奪取鄉村政權歸農會，殲滅土豪劣紳及一切反革命派，沒收其財產，實行土地革命，對反動政府抗納捐稅；南昌起義部隊開始撤離南昌，南征入廣東，部隊分兩路南下，以朱德率領之第九軍為第一縱隊先遣隊，以蔡廷鍇第十師為第二縱隊，8月4日葉挺率第二十四師向撫州出發，8月5日革命委員會各機關，直屬部隊，賀龍第二十軍全部離開南昌，8月6日警衛隊南下，8月7日周士第二十五師最後撤離，向撫州出發；唐生智、朱培德、程潛自武漢電何應欽、白崇禧、李宗仁、李濟深、黃紹竑，請「合力堵截」賀（龍）、葉（挺）軍；寧方李宗仁第三路軍攻徐州失利，左翼王天培第十軍撤離津浦鐵路，退蕭縣，右翼柏文蔚第三十三軍退保淮河[1]:2783-2785。
- 8月4日——武漢、南京兩政府迅速調集部隊進攻南昌起義軍，是日張發奎在德安附近與起義軍開火，並將該地占領，張部軍隊數千人從武漢開抵九江，黃紹竑部韋雲淞、黃旭初兩旅奉命集中南雄，長沙衛戍司令張國威派隊將葉、賀兩部在湖南機關解散，並俘葉部新兵120餘名，次日朱培德由武漢到九江，與張發奎、黃琪翔商攻南昌，張發奎先頭部隊抵涂家埠，進攻南昌，錢大鈞部自南雄至贛州駐扎，連營數百里，堵截起義軍南下；起義軍第十師師長蔡廷鍇在進賢被第二十八團團長陳芝馨說動脫離起義隊伍，是日率第二十八、第二十九兩團出進賢東門三里許停駐，將共產黨在該師之主力范孟聲（亦名范藎）第三十團解決，旋開赴閩浙邊受陳銘樞收撫；蔣介石在蚌埠電胡漢民轉監察委員吳敬恆，謂：「時局重要，除開軍事委員會全體會議外，可否同時召開中央執監委聯席會議，解決一切重要問題，請於本月十二日以前召集如何？」；汪精衛致書西山會議派許崇智，對容共表示認錯，並對許頗多推多推崇，要其「出而負責，置黨於最安全之地」；武漢政府任命張肇元為財政部次長，並署理財政部長；馮玉祥軍奉蔣介石命令攻徐州，以鹿鐘麟為東路軍總司令，率楊虎城軍及新編之李元藻、王鴻恩、王鈺芬、常好仁各師約2.5萬人，日夜兼程自陝州、豫南駐地出發，是日抵達徐州城郊，與直魯軍徐源泉部相持於馬牧集、楊集之間，但蔣介石因攻徐受挫，已於前一日決心撤兵[1]:2785。
- 8月5日——南京政府通令各機關，取消莫斯科孫逸仙大學名目，全國不得再送學生前往；武漢政府指共產黨為民眾仇敵，決以武力鎮壓共產黨活動，是日衛戍司令李品仙布告，宣布共產黨「罪狀」，借以大捕共產黨，並槍殺多人；第二路軍白崇禧部在隴海東段戰鬥失利，脫離戰場南撤，8月7日撤至睢寧、宿遷；蔣介石於蚌埠策定淮河及江北防守計劃，是日對淮河、運河地區下達防禦令，各區分右左兩地區，依據淮河之線及淮河之線及淮陰、阜寧兩據點扼要固守[1]:2786-2787。
- 8月6日——張發奎傳檄進攻南昌起義軍，次晨最後一批起義軍自南昌撤走，下午張之第四軍第二十五師李漢魂部及第十二師繆培南部、第十一軍第二十六師許志銳部開入南昌城，8月8日張率本部進城；張發奎在九江大捕共產黨人，九江市黨部、總工會、勞動組合之主要領導人等70餘人悉被捕，8月9日共產黨員26名在九江被殺害；南昌起義軍陸續到達撫州，楊如軒、楊池生部不戰而逃，當地工農群眾及青年學生400餘人參加起義軍，8月12日前後起義軍離撫城，王均第三軍會同張發奎部至宜黃堵截；馮玉祥軍鄭大章部騎兵軍自菏泽市取道金鄉、巨野進攻濟寧，是日將濟寧包圍，經直魯聯軍調集大軍應援，內外夾擊，鄭部乃於8月8日撤退至荷澤附近，濟寧圍解[1]:2787。
- 8月7日——武漢政府軍委總政治部發表《為討蔣告九江民眾書》，稱討伐蔣介石是革命勢力和反革命勢力之決鬥，為打倒新軍閥，為提高黨之威權，為解放東南民眾，非打倒蔣介石不可；汪精衛在中國國民黨湖北特委會臨時宣傳大會上作反共演說，稱：「我們今日已經到了決鬥時期，要和共產黨，和一切假革命派決一死戰。」；中共中央在漢口召開緊急會議（即「八七」會議），出席會議有中央委員12人，候補中央委員3人，共青團中央委員5人，地方代表2人，共產國際代表羅明納茲和中共中央秘書處負責人也參加會議，陳獨秀未能與會，瞿秋白、李維漢主持會議，會議在共產國際之幫助下，總結大革命失敗之經驗教訓，就國共兩黨關係、土地革命、武裝鬥爭等問題進行討論，會議堅決糾正以陳獨秀為代表之右傾投降主義，確定實行土地革命和武裝反抗中國國民黨之總方針，並把發動農民舉行秋收起義作為中共當前之主要任務，選舉中央臨時政治局，瞿秋白、李維漢、蘇兆徵、向忠發、羅亦農、顧順章、王荷波、彭湃、任弼時9人為委員，周恩來、鄧中夏、毛澤東、彭公達、李立三、張太雷、張國燾7人為候補委員[1]:2788。
- 8月8日——武漢中國國民黨中央政治委員會第四十四次會議議決，開除跨黨中國共產黨員之中國國民黨黨籍：一、由中央黨部下令，凡列名南昌革命委員會之跨黨黨員譚平山、林祖涵、吳玉章、惲代英、高語罕，開除黨籍，並免職通緝拿辦，二、列名中國國民黨執監及候補執監委員之跨黨黨員楊匏安、毛澤東、董用威、鄧穎超、許甦魂、韓麟符、于樹德、江浩、夏曦等，一律開除黨籍並免職；李宗仁、白崇禧、何應欽、蔣介石、胡漢民、李烈鈞等電武漢汪精衛、譚延闓等，謂「伏讀江（8月3日）電，喜極而涕」，「前電明令，共黨全退出黨部，則黨只有整個善後，並無兩派爭執，開一中央全會，以促大會之進行，早望徹底整理，自亦宜之。然南京集會，漢上同志早有決議，翹請漢同志，及早蒞臨，以踐夙諾」；孫傳芳、張宗昌軍由徐州分兩路南下：中路占固鎮，向蚌埠推進，東路由宿遷向江北發展，賀耀組第四十四軍等撤至淮河南岸[1]:2789。
- 8月9日——中共中央臨時政治局第一次會議，選舉瞿秋白、蘇兆徵、李維漢為臨時中央政治局常務委員；武漢汪精衛等通電全體中國國民黨員，首述反共經過，繼謂中國國民黨之危機，因反共已去其一，惟分裂不可不及時解決，決於一個月內召開四中全會，解決黨內糾紛，8月11日武漢中國國民黨中央執委會通告各執行委員，預定本月15日召集之四中全會，延期至9月15日在南京舉行；第九軍軍長金漢鼎、第十一軍軍長朱暉日到南昌，布告「討共」，同日第十六軍軍長范石生抵韶關，旋赴樂昌督師，出發湘邊「討共」；孫傳芳部第二、第四、第八、第九各師迫近淮河北岸，主力向懷遠附近之柏文蔚第三十三軍第二師陣地猛攻，相持至8月10日午後，占懷遠，第三十三軍第二師退至淮河東岸冷水店附近[1]:2789-2790。
- 8月10日——安徽省政府成立，管鵬為省政府主席；安國軍第三軍團長張學良在北京對記者談南北妥協稱：「雙方雖有此願望，然商談以來，皆係私人資格出面斡旋，以期接近之後再為正式談判。」；蔣介石將前方作戰部隊撤至浦口、泰州、揚州等地整頓，另抽調第一、第七、第十五各軍抵禦南下之孫（傳芳）軍；李濟深、黃紹竑聯名通電分別就第八路軍總指揮及代理總指揮職，並宣布進兵湖南、江西「討共」[1]:2791-2792。
- 8月11日——馮玉祥電南京李宗仁等，建議在安慶召開中央執監會預備會或籌備會，進行「寧漢合作」，8月12日李宗仁等覆電同意在安慶開籌備會，「先聚一堂，融洽感情」，蔣介石亦署名；張作霖特任褚玉璞督辦直隸軍務善後事宜[1]:2792。
- 8月12日——南京中國國民黨中央執監委會議，蔣介石以北伐受挫，寧漢謀和之壓力，提出辭國民革命軍總司令職，軍事方面交何應欽，李宗仁、白崇禧三總指揮負責，晚11時30分偕白崇禧、黃郛暨隨員、衛隊離開南京赴上海；李宗仁、白崇禧自南京聯名通電汪精衛、譚延闓、唐生智、程潛、朱培德、張發奎、陳公博等創議寧漢聯合，內稱：諸公毅然清黨「討共」，「已與寧方一致，其他黨內問題自可迎刃而解，而介公蔣介石以其所抱清黨去鮑羅廷目的已達，對於總攬戎機之權，急須卸脫仔肩，離寧休養，所有總司令之職權，交軍事委員會接收」，「黨內政治問題，亟須推誠計議，迅謀解決，請速電示進行方針，以便合寧漢全力一致北伐」；津浦鐵路賀耀組第四十軍等部因受孫傳芳部自懷遠及五河兩翼側背之威脅，是夜由淮河陣地撤退，第四十軍及第二十一師經定遠趨含山，第三十三軍趨合肥；孫傳芳先頭部隊到達西壩，白崇禧第二路軍已全部撤離淮陰，第一路軍何應欽令第一軍之第二師、第六軍之第十九師及第十七軍在寶應湖以東地區作攻勢防禦，第一軍之第二十二師駐守六合附近，第十一軍於鹽城附近作堅固防禦[1]:2792-2793。
- 8月13日——蔣介石在上海通電宣布下野，蔣氏辭職宣言，申述反共經過，並期望同志實行三事：寧漢合作，併力北伐，徹底清黨，並謂：「即應自劾而歸去，解除職權，以謝天下。」，同日下午乘輪赴寧波轉奉化原籍；南京政府外交部發表宣言，廢除北京政府與各國所訂不平等條約，略謂：「凡經前北京政府與各國所訂各種不平等條約，現今再無存在之理由，當由國民政府以正當之手續，概予廢除。至此等條約中規定修改期限而現已期滿者，更應即予終止，由國民政府與關係各國，分別改訂新約。嗣後任何條約協定，非經國民政府締結，概不發生效力。」；武漢政府外交部長陳友仁反對寧漢合作，是日借赴日內瓦國際聯盟為名離漢；武漢政府令免魏益三第三十軍軍長職，調任軍委會參贊，以該軍副軍長彭振國代理軍長，魏知有變，旋即率部數團向安徽境避去，橫店、黃陂魏部被唐生智部第三十六軍繳械，餘部悉被彭振國收編；滬商贊助武漢政府遷寧，是日各銀行商號撥款200萬元，作新政府經費；孫傳芳軍占淮陰，先頭部隊到淮安，白崇禧第二路軍紛退揚州，同日孫軍第二師李寶章部到蚌埠[1]:2793-2794。
- 8月14日——白崇禧、夏威、胡宗鐸電汪精衛、譚延闓、唐生智等商寧漢合作，內稱蔣已離寧赴滬，總司令職權交軍委會接收，現雙方所爭持者皆不成問題，至因爭持期間所發生之諸問題而必須先解決者，仍由代表赴潯面商；南京中國國民黨中央委員胡漢民、張靜江、蔡元培、吳敬恆、李石曾等到上海挽留蔣介石，蔣已返奉化，胡等亦繼蔣而辭職，同日胡等電馮玉祥謂，「夫議而必至於會，會且必赴各非所居之安慶，則雙方尚有不可思議之小隔閡可知。……雖弟等自信至議席讓步，然何如介兄（蔣介石）早讓之直捷」，「故現亦幡然改其安慶之行，一了即百了」，並謔馮「一柱擎天」；馮玉祥接李烈鈞報告蔣介石辭職電，即覆電李烈鈞轉蔣挽留，「務請刻日還寧，主持大計」，並稱：「如必欲退休，忍將垂成之業，付諸東流，則本人自揣智力，不及萬一，亦惟有一同退隱。」；孫傳芳部第七師自淮陰南下，迫近寶應，南京第一路軍總指揮何應欽一面嚴令第十九師固守寶應附近之黃埔鎮陣地，一面電令揚州第十四軍確實占領天長、六合[1]:2794-2795。
- 8月15日——南京軍政要員集議挽留蔣介石、胡漢民等，並決定由中央執監委員、中央黨部各部長，政治會議委員，政府委員、部長，軍委會常委等組織聯席會議，推李烈鈞為主席，決定大計；武漢汪精衛、譚延闓迭接南京要求合作電報，是日覆電請李宗仁等赴九江協議；汪精衛在武漢中國國民黨中央黨部總理紀念周作報告，稱「中央黨部與國民政府，都只有一個，誰亦不能任意把持……我們堅持我們主張，務必達到提高黨權的威權」，武漢政府早已決定要遷往南京；李濟深、黃紹竑聯名發出兩電：一致馮玉祥，望支持寧漢合作，一勸武漢要員與南京雙方以誠相見，共除共產黨及奉魯軍閥；直魯聯軍第十三軍軍長劉志陸率部取道巨野，會合第二十四軍潘鴻鈞部及騎兵團等進攻荷澤馮玉祥軍鄭大章部，8月17日占新集，8月19日夜占荷澤；津浦鐵路孫傳芳部迫近滁州[1]:2795-2796。
- 8月16日——武漢政府任命第三十五軍軍長何鍵為第四集團軍江左軍前敵總指揮，第三十六軍軍長劉興為江右軍前敵總指揮；南京政府下令改革司法制度，自10月1日起一律裁撤檢察廳（將原有檢察官酌置各該級法院內仍行使檢察職權），將各省高等審判廳改稱高等法院，其分廳改稱為分院，地方審判廳改稱地方法院，其已設地方分廳分庭者亦照改；武漢政府交通部長孫科電令上海各航業公司刻日恢復滬漢航行；安國軍大元帥張作霖下令取締排日；陳銘樞電南京政府軍委會請辭總政治部訓練部主任職，次日又電辭第十一軍軍長職；南京楊杰第六軍第十九師余憲文部在寶應以北之涇河鎮為孫傳芳部所敗，向界首退卻[1]:2796-2797。
- 8月17日——南京政府軍事委員會以各軍轉戰過久，疲困不堪，需有長時期休整，而敵追踪即至，寧漢合作又難實現，是日將江北前方所有部隊撤至長江南岸，憑江扼守，孫傳芳軍旋即跟踪追至江北沿岸，占領和縣、含山、六合、揚州、泰興等縣，徵集船隻，企圖渡江，午刻孫軍前鋒一個旅抵達浦口江邊，晚後續部隊開到，開始攻擊南京，與獅子山守軍隔江互相炮擊；南京政府通電各軍長官，在蔣介石未回以前，所有總司令職權交軍事委員會負責執行，至一切行政事務，概由南京政府負責辦理；南京中國國民黨中央黨部決議，挽留蔣（介石）、胡（漢民）及吳（敬恆）、張（靜江）、蔡（元培）、李（石曾）諸委員回南京，推定劉霆、潘佑強分別上海、寧波勸駕，次日南京政府明令留蔣，李宗仁、何應欽、白崇禧聯名函胡等再出視事[1]:2797。越南排华骚乱至21日止。
- 8月18日——南京中國國民黨中央政治會議議決，要求武漢繼續清黨，將中央黨部、國民政府照在廣州未遷移前狀態改組；中共湖南省委在長沙北郊沈家大屋召開會議，討論和制定秋收起義計劃，決定以共產黨之名義組織工農革命軍，沒收地主土地財產分給農民，廢除苛捐雜稅，建立工農民主政府，並決定成立領導秋收起義之黨之前敵委員會，以毛澤東為書記，以長沙為中心，在湘潭、寧鄉、醴陵、瀏陽、平江、安源、岳州七處同時發動起義；武漢政府以暫編第十五軍軍長劉伯承在南昌起義時就起義軍參謀團參謀長職，着即免職拿辦，任命黃慕顏署理暫編第十五軍軍長；張發奎派軍長朱暉日到廣東會商堵擊賀龍、葉挺軍事計劃，是日朱抵廣州，旋赴梧晤商李濟深；北京軍政府閣議議決簡任湯玉麟為熱河都統，高維岳為察哈爾都統[1]:2798。
- 8月19日——武漢政府依據中國國民黨中央執委會擴大會議決議，通電宣布遷都南京，並以中央執委會名義發表《遷都南京宣言》，稱：「今者蔣中正既解除兵權，以聽命於黨，李宗仁等復環請中央黨部及國民政府即由武漢遷都南京，以實行四月初旬之決議，而亟謀全黨之統一」，經中央執委會擴大會議決議，中央黨部及國民政府克日遷都南京，並以黨員應服從黨紀，抵抗帝國主義侵略，肅清軍閥，合力鏟除共產黨，以黨治軍等四端相勉勵；武漢中國國民黨中央執行委員會第二十五次擴大會議通過汪精衛提議，將中央前次對於胡漢民、蔡元培、吳敬恆、李濟深、張靜江、蔣介石、古應芬、蕭佛成、陳果夫等開除黨籍之處分撤銷，俟四中全會解決；汪精衛、譚延闓電南京李宗仁、何應欽、白崇禧，促寧方一意渡江作戰，聲明東下諸軍「只有急難之誼，並無他圖」；南京政府軍事委員會任命白崇禧為淞滬衛戍司令[1]:2798-2799。
- 8月20日——晚，汪精衛、譚延闓、孫科、唐生智、于右任、顧孟餘等乘輪東下，次晨抵九江，下午至廬山舉行軍事會議，與前方軍事領袖程潛等會商軍事及政府遷南京等問題；南京政府特任薛篤弼為民政部長；南京中國國民黨中央政治會議議決，張靜江未回任前，由周鳯岐暫代省政府主席；武漢東征部隊陳嘉祐第十三軍前鋒抵達湖口；渤海艦隊「海圻」、「肇和」、「海琛」等七艦奉張宗昌命秘密南下，是晨駛進吳淞口，向吳淞要塞炮台轟擊，經炮台開炮還擊，互戰半小時後，相率逃出海口[1]:2799。
- 8月21日——南京軍事委員會決定裁並軍隊，裁撤不重要軍事機關，歸併雜色軍隊，縮小政治部範圍或取消政治部，整頓兵站，以節省經費；蔣介石在奉化溪口接見美國記者卡登堡等，當記者問及仍否繼續國民革命時，蔣答：「今雖下野，黨員資格仍舊存在，當然不能脫離革命關係」，並對記者微露出洋游歷之意；何鍵第三十五軍抵達安慶，原駐安慶之蔣系王普、夏鬥寅兩軍讓出駐地，開赴大通，安徽省政府、省黨部遷往蕪湖，8月25日唐生智抵達安慶指揮軍事；西山會議派張繼就寧漢合作問題致電南京李烈鈞、何應欽、李宗仁等，略謂：「值此危疑震撼之際，團結內部，實為唯一要圖，其辦法似宜統一漢、寧、滬三黨部合組，南京、武漢兩政府同屬一家，無正統與非正統之可爭，先後反共，更無誰勝誰負之可夸」，「精衛對內外皆失信仰，暫避要路，東南大局更有賴焉。」[1]:2799-2800
- 8月22日——南京代表李宗仁抵達九江，旋赴廬山與汪精衛會談寧漢合作，譚延闓、孫科、陳公博、唐生智、朱培德等均參加，會議決定：譚、孫8月23日先偕李宗仁赴南京詳商一切，武漢東征軍暫行停止前進，武漢中央黨部、政府、軍委會一星期內遷南京，南京拱衛暫令第七軍負責，前方軍隊限即日肅清津浦鐵路南段；武漢中國國民黨中央政治委員會主席團決議，設立武漢政治分會，以指導黨務、政治、軍事，並特派唐生智、顧孟餘等為武漢政治分會委員；白崇禧在上海宣布，依南京第一〇二次政治會議議決整頓上海，其中關於軍事者九條：除專設防守長官外，總指揮部及其他軍事機關分別裁併遷移，特務處調南京，東路軍前敵政治部取消，各軍政治部不得干政，義勇隊及警備司令等名目均取消，除防守司令及公安局兩機關外不得任意捕人等，楊虎、陳群畏罪逃避，楊部警備隊被改編[1]:2800。
- 8月23日——何應欽第一軍開滬寧鐵路，其第二師劉峙部在常州將劉寶題新編第三軍軍部包圍繳械，劉亦被捕；孫傳芳軍進攻南京，浦口、南京間炮戰激烈，下午孫傳芳部用榴霰彈轟擊，下關車站站長室及貨棧被焚毁；北京軍政府閣議議決，特派王景岐充國際聯盟代表，並代理行政院代表；渤海艦隊又襲吳淞，是晚駛近吳淞口外40里許，知陸上有備即離去[1]:2801。
- 8月24日——孫傳芳軍兩次偷渡長江，拂曉孫軍約1團於大勝關上游兔耳磯（屬和縣）方偷渡，被胡宗鐸第十九軍第一師守兵開炮擊退，午江寧鎮采石磯對岸烏江鎮孫軍乘民船數十艘自駐馬河入江向南疾駛，又被守兵、軍艦協同擊退；程潛第六軍由九江開往湖口[1]:2801-2802。
- 8月25日——下午，賀龍第二十軍在瑞金以北30里之壬田市與敵左翼軍錢大鈞部第五十、第六十兩個團遭遇，激戰至次晨，敵向會昌方面潰退，8月26日革命委員會及後衛全部到達瑞金城，教導團第一、第二總隊追敵至距瑞金50里之謝坊為止；江西省黨部改組，江西特別委員會即撤銷；葉楚傖電南京政府、中央黨部辭黨政本兼各職；南京代表方聲濤離開鄭州赴山西，馮玉祥派劉治洲為代表與方偕行，敦促閻錫山出兵攻奉，同日張宗昌派李鳯山到晉商晉奉合作，奉方承認晉不易幟，希望晉方撤防石家莊，准德州、保定等地奉魯軍由該處通過進攻河南馮玉祥，晉方表示石家莊讓防事可辦到[1]:2802。
- 8月26日——晨3時許，孫傳芳軍段承澤等3個師，乘霧夜由長江北岸望江亭、劃子口、大河口3處向烏龍山、栖霞山及龍潭一帶強渡，占領栖霞山、龍潭車站，滬寧交通斷絕，情勢危急，何應欽第一軍會同李宗仁第七軍由南京、鎮江夾擊，並由陳紹寬率海軍在江面截擊，激戰一晝夜，8月27日將栖霞山孫軍擊潰繳械，奪回栖霞山及南北象山高地，龍潭孫軍仍據江岸抗爭，並有大部隊陸續渡江增援；南京政府任命張定璠為上海特別市市長，原任黃郛托病辭職[1]:2802-2803。
- 8月27日——宋慶齡自上月離開漢口經上海，是日偕陳友仁抵達海參威，旋赴莫斯科；是日至9月3日，第八屆遠東運動會在上海舉行，中國得足球、排球、網球三項錦標，日本得田徑、全能運動、棒球三項錦標，菲律賓得游泳、籃球兩項錦標，日本得總錦標[1]:2803-2804。
- 8月28日——馮玉祥致電閻錫山，表示決無圖晉之心，並稱已派劉治洲入晉面商對奉方策；沈鴻烈整頓魯海軍，改委渤海艦隊各艦長，並將官兵分別裁汰編練，其與前次風潮有牽連者均被懲辦[1]:2804。
- 8月29日——孫傳芳五省聯軍10個師4個混成旅約5萬餘人，聚集龍潭一隅，向何應欽第一軍陣地猛烈進攻，南京軍委會令何應欽、李宗仁、白崇禧分別率第一、第七兩軍主力及第十九軍第一師反攻，以第四十軍等分兵應援，8月30日第七軍第一、第三兩師和第十九軍第一、第二兩師在夏威、胡宗鐸指揮下，自栖霞山向東進攻，何應欽指揮第一軍第二、第二十二、第十四師之一部自東陽鎮出發，會攻龍潭，與逆襲之孫軍激戰終日，至下午5時克龍潭；何鍵暨程潛部向津浦線側擊，浦口孫傳芳軍開始退卻；南京政府任命張仲蘇為國立同濟大學校長[1]:2804。
- 8月30日——錢大鈞部9個團集結會昌一帶，構築工事防守，桂軍黃紹竑部約7個團集結白鵝墟附近，與會昌成犄角之勢，企圖堵擊南昌起義軍，是日起義軍向會昌總攻擊，首由朱德指揮之教導團和第二十軍第三師第六團向城東北之敵進攻，後葉挺第十一軍第二十四師和第二十五師趕到，向城西北敵之陣地進攻，激戰至下午4時，起義軍占領會昌城，敵南路總指揮錢大鈞率部向筠門嶺方向，9月2日葉挺部又擊潰援敵黃紹竑部2,000餘人，敵退洛口墟，葉部傷亡200餘人；北京軍政府交通部令派程崇為唐山交通大學校長[1]:2805。
- 8月31日——龍潭大捷，晨5時孫傳芳部猛攻龍潭水泥廠及龍潭車站，何應欽、白崇禧於龍潭下令第一、第七、第十九等軍協同反擊，孫軍除一部由柴洲等地渡江北竄外，其餘均被繳械俘虜，此役雙方出動兵力15萬之多，成為北伐以來一場大血戰，寧方俘虜孫部官兵3萬餘人，高級軍官數十名，繳械4萬餘支，孫部死亡及溺斃萬餘人，第一、第七兩軍傷亡亦達8,000餘人[1]:2806。

### 9月
- 中共瓊崖特委領導瓊崖起義，在中共瓊崖特委書記楊善集及馮平、王文明、馮白駒等領導下，在安定、瓊山、萬寧、陵水、樂會、文昌、瓊東、儋縣、臨高等地先後發動起義，起義後創建工農革命軍，開展游擊戰爭，建立瓊崖革命根據地，1928年8月中旬成立瓊崖蘇維埃政府，王文明為主席；白崇禧任南京中央軍事政治學校校長[1]:2829。
- 9月1日——南京政府外交部致電上海外交交涉公署，以英艦連日無端炮擊烏龍山、幕府山等炮台，令速向英領事嚴重抗議；南京政府傳令嘉獎龍潭戰役有功將士，稱：「總指揮李宗仁、何應欽、白崇禧，海軍司令陳紹寬等調度有方，各軍將士忠勇效命，得於最短期間，俘敵五萬餘人，繳械四萬餘支，孫逆僅以身免，黨國轉危為安，言念殊勳，洵堪嘉慰。」；午後，奉軍渤海艦隊「海圻」、「海琛」等4艦駛至吳淞口外鴨嘴沙，探得有備未進，夜經川沙海面，與防軍開炮互擊，旋即逃逸，9月3日下午「海圻」等4艦又駛近吳淞轟擊炮台，雙方各發20餘炮，為防軍擊退；第十一軍軍長陳銘樞致電南京政府稱，9月2日扶病東渡就醫，軍長職務交由副軍長蔣光鼎代理；唐生智電漢報告已抵安慶，並稱安徽省政府組織完竣，軍旅布置就緒，同日何鍵奉唐命出任安徽省政府主席；孫傳芳軍渡江進攻南京時，曾有日輪兩艘停泊烏龍、幕府兩山間之江心洲江面，掩護孫軍偷渡，經交涉員涉郭泰祺向日總領事矢田七太郎（日语：矢田七太郎）交涉；漢口《中央日報》是日起停刊[1]:2806-2807。
- 9月2日——南京政府軍事委員會電令第一、第三兩路軍一部渡江肅清江南，同時命第十八軍軍長楊杰、第四十軍軍長賀耀組、第三十三軍軍長柏文蔚等分途渡江北追，並命海軍派艦游弋於和州、采石、南京、鎮江、江陰、南通一帶江面，掩護陸軍渡江；孫傳芳在懷遠與何鍵軍激戰，同日魯軍前敵總司令許琨由濟南赴蚌埠，與孫傳芳協商軍事；張作霖、張宗昌為實施攻河南計劃，是日再派常運衡赴太原與閻錫山接洽，9月4日常抵太原，閻稱病不見；賀龍第二十軍南昌起義先頭部隊由瑞金向長汀開拔，9月5日大部到達長汀[1]:2808。
- 9月3日——南京開祝捷及挽蔣大會，到各機關團體代表3萬餘人，通過提案多件：通電挽留中央五委員及蔣介石、電請全國嚴厲清共、請中央監委會清除中央執委會之共產分子、請中央於12月10日以前開中國國民黨第三次全國代表大會等；北京大元帥府軍事會議討論孫傳芳渡江失敗後對付時局之方針，決定對河南暫取守勢，將孫軍主力撤至蚌埠，許琨、王棟兩軍由褚玉璞指揮，向徐州、蚌埠增援，以備由安慶入侵之敵，務固守長江以北之安徽、江蘇[1]:2808-2809。
- 9月5日——寧漢合作大致商妥，是日汪精衛偕顧孟餘、徐謙、陳公博、何香凝、朱培德等自九江抵達南京，惟南京遍貼反汪標語，同日武漢代表譚延闓、孫科自南京赴上海，與胡漢民等協商合作辦法；拂曉，寧方右翼軍左縱隊楊杰第十八軍由大港鎮及鎮江渡江，驅逐孫傳芳警戒部隊，9月7日占泰州、揚州、仙女廟等地，9月8日克邵伯，9月9日克高郵，9月10日占寶應，9月11、12兩日緊躡敵軍梁鴻恩、陸殿臣兩部之後，破敵於淮安、淮陰一帶，克淮陰，敵向宿遷方向潰退，9月14日先後克漣水、泗陽等地，按：蔣介石將程潛駐南京附近之第六軍第十七、第十九兩個師繳械後，另撥浙軍第十九軍余憲文師，重建第六軍，委楊杰為軍長，以後楊之第六軍改番號為第十八軍，程潛在江西收容殘部仍建第六軍，程為軍長，後被李宗仁繳械；葉挺第十一軍南昌起義軍大部由會昌回到瑞金，9月7日先頭部隊由瑞金向長汀開拔，9月9日到達長汀[1]:2810-2811。
- 9月6日——宋慶齡偕陳友仁抵達莫斯科，蘇聯外交人民委員會代表及莫斯科工人代表等到車站歡迎，宋發表聲明，對蘇聯人民給予中國革命之幫助表示感謝，並對列寧格勒《真理報》發表聲明，表示將同蘇聯工人「繼續並肩作戰，打跨我們的共同敵人——世界帝國主義和一切反動勢力」；拂曉，寧方新編第十軍夏鬥寅部由采石附近渡江，占和縣，同時賀耀組第四十軍之先頭部隊由浦口渡江，占浦鎮，9月10日第十軍楊勝治部占全椒，第四十軍進至花旗營，兩軍協力向滁州之敵攻擊，9月14日占滁州，孫傳芳部退明光；寧方右翼軍中央縱隊之賴世璜第十四軍由江陰渡江至靖江，9月8日以主力經姜堰，以一部經泰興向泰州前進，嗣向邵伯、高郵、寶應，於9月16日到達淮安；唐生智部第三十六軍軍長劉興率部由大通入駐蕪湖[1]:2811。
- 9月7日——馮玉祥電責靳雲鶚勾結孫傳芳、張宗昌等畜謀反動，免其第二方面軍總指揮職，以馬吉第、秦德純代總、副指揮，是日靳覆電稱：「此次駐軍京漢，不即東進，係遵國民政府迭次密令，防止我公異圖，鞏固黨國根本。」，同日馮軍開始攻擊靳軍，第一方面軍孫良誠由北向南，第二方面軍孫連仲由南向北夾擊；唐生智部何鍵第三十五軍由和縣側攻津浦線，斷孫傳芳軍歸路，孫軍不戰退蚌埠；黃琪翔代張發奎率第四軍及第十一軍餘部回廣東，是日抵達贛州，次日向南雄進發；譚延闓、孫科等在上海力勸胡漢民、蔡元培、張靜江等回南京復職，胡等以「於大局無裨」為詞表示拒絕；閻錫山在太原舉行軍事會議，決定暫時維持石家莊防務，對馮、奉兩方仍照常聯絡；廣東陸豐農軍攻克大安，次日直取陸豐縣城[1]:2812。
- 9月8日——晚，南京政府軍事委員會李宗仁等設宴歡迎武漢抵寧中委，汪精衛演說，稱寧漢分裂是由於「工作上之注意點有所分岐」，「一方注意於清黨，一方注意於提高黨權」，並稱今日必須團結，「要以十二分的誠意和十二分的勇氣，來糾正既往，補救現在，開濟將來」；南京政府軍事委員會密令第一路總指揮何應欽，以第十四軍軍長賴世璜屢次作戰，畏葸不前，對於該軍餉糈尤多克扣，應即免職拿辦，軍長職務由該軍參謀長劉士毅暫代，9月14日賴在滬北站被第一軍憲兵扣留，旋解龍華淞滬衛戍司令部禁押，12月31日南京軍委會下令將賴槍決；黃紹竑抵達韶關，指揮各軍入江西堵截南下葉、賀起義軍，陳濟棠率第十一師及第三十三師兩團趨潮梅「圍剿」起義軍，並派「飛鷹」等艦由水路進攻；馮玉祥、靳電鶚兩軍在許昌開戰，駐馬店、確山方面之馮軍孫連仲部與靳軍有小接觸，靳在郾城，擁兵約4萬，9月9日晚郾城靳軍北上至臨潁，馮軍被迫退至許昌，9月10日靳軍馬吉第師在臨潁北大石橋與馮軍交戰；海豐農民軍克青坑，次日驅逐梅隴敵團隊，公平駐軍一連投降，至此海陸豐除海豐城以外，皆為農軍克復，敵千餘人集中海豐縣城固守待援；北京軍政府教育部通令各校禁用白話文[1]:2812-2813。
- 9月9日——湘贛邊界爆發秋收起義，由中共中央特派員毛澤東和中共湖南省委領導，原武漢國民政府警衛團，平江、瀏陽農民軍和安源之工人武裝等參加，起義部隊編成工農革命軍第一軍第一師，盧德銘任總指揮，余度任師長，毛澤東任中共前敵委員會書記，下轄4個團，是日起義鐵路工人和農民按計劃破壞粵漢線岳陽至黃沙街、長沙至株洲兩段鐵路，切斷敵交通運輸，第一團從江西修水出發，向長壽街進攻，9月10日克朱溪廠，旋越湘贛邊界，續克湖南平江縣龍門廠，時原收編之土匪武裝邱國軒第四團在金坪圩叛變，一團背腹受敵，激戰兩小時，傷亡200多人，被迫向瀏陽方向轉移；汪精衛、譚延闓、李宗仁、白崇禧、孫科、朱培德、李烈鈞、陳公博、甘乃光等為挽五中委回任，並與在上海執監委交換團結意見，是日自南京到上海，汪在北站接見記者，稱漢寧兩派在軍事方面現已一致，政治方面亦非一致不可，兩派合作已不成問題；寧方右翼軍右縱隊（第三十一軍之張中立第九十二師）於江陰南星鎮一帶渡江，循水道經南通、如皋，9月11日晚到達海安，9月13日拂曉到達鹽城，9月14日克阜寧，敵向東坎（今屬濱海縣）退走[1]:2813-2814。
- 9月10日——蔣介石在奉化雪竇寺對《大陸報》記者談稱，擬作海外游五年，考察各國政治經濟生活，並稱將來中國必循共和之道發展，此後即共產黨之名稱，亦必不令其再見於中國史乘，中國將來之發展，必循美國之途，俄國既不可恃，中國必視美國為惟一之良友；汪精衛在上海對《申報》記者發表談話，稱頌蔣反共「有先見之明」，並稱自己「自從五月間奮鬥起，一直到現在為止，都是主張分共的」，又稱彼此「反共之方法與政策不同，以致把黨分裂」，「關於政治問題，在軍事時期，不得不題高黨權，實行以黨治軍，以黨治國」；汪精衛等電奉化蔣介石到上海「會商黨國大計」；上海海陸軍要員楊樹莊、周鳳歧等歡宴汪精衛，會場揭「國民黨大團結」之標語，蔡元培演說，主張寧漢合作，「燒去舊帳，從新做起」；夜，工農革命軍第二團王新亞部在安源起義﹐次晨趕到萍鄉外圍，強攻縣城，戰鬥一天多未下，敵從宜春增派援兵，中午二團停攻萍鄉，改攻老關，占領之，9月12日在農軍配合下攻占醴陵城，9月15日晨占瀏陽縣城，9月16日陷入優勢敵人（張國威部）重圍，在突圍中大部損失，瀏陽復失；寧方左翼軍柏文蔚第三十三軍得農軍紅槍會五六千人之助，圍攻定遠孫傳芳軍，血戰至次晨，孫軍潰散，第三十三軍入定遠城[1]:2814-2815。
- 9月11日——中國國民黨漢、寧、滬（西山會議派）三方中央要員在上海戈登路開談話會，商統一黨務及寧、漢政府合併改組辦法，汪精衛、譚延闓、孫科、伍朝樞、李烈鈞、褚民誼、李宗仁、程潛、張靜江、蔡元培、楊樹莊、李石曾、于右任、葉楚傖、鄒魯、張繼、謝持、覃振、許崇智、王作群、居正21人出席，推譚延闓為主席，胡漢民、吳敬恆、蔣介石、陳公博、顧孟餘拒不出席，會議連開三日，辯論甚烈，寧派力主非汪下野無以平黨員之憤，汪決暫退，會議決定：一、由寧、滬、漢三方面各推委員6人（另候補委員各3人）及共推委員14人合組中央特別委員會，為行使黨務政治之最高機關，二、中央政治委員會及中央政治會議暫撤銷，三、寧、漢兩政府合併改組，由特別委員會另選國民政府委員，並委派軍事委員會委員暨各部部長，四、特別委員會除行使中央執行委員會職權外，應負責統一各地方之中國國民黨黨部，並於3個月內籌開第三次全國代表大會，解決黨內糾紛，五、推汪精衛、譚延闓、蔡元培、謝持起草統一宣言，六、推張繼、于右任、何香凝、李石曾、蔡元培5人代行監察委員職權，因寧、滬兩方否認三月間武漢召開之第三次全體會議為合法，遂改四中全會為中央執監委員臨時會議；隴海鐵路魯軍前鋒張敬堯第二軍在劉堤圈（屬河南省虞城縣）與馮玉祥軍發生激戰，馮軍向野雞崗撤退；工農革命軍第三團在毛澤東領導下，在銅鼓起義，占白沙鎮，次日占瀏陽東門市，9月14日被唐生智部新編第八軍兩個團及地主武裝包圍夾擊，激戰6小時後，向瀏陽上坪撤退；唐生智自安慶抵達蕪湖，獲悉馮玉祥、靳雲鶚發生衝突，是日即由蕪湖折回漢口出任調停[1]:2815-2816。
- 9月12日——湖南省政府代主席周斕與長沙衛戍司令張國威制訂「會剿」由安源入醴陵之工農革命軍計劃：一、令張（國威）師所部譚（崇酇）團從姚家壩向陽三石前進，二、令獨立團長羅定派隊向醴陵包圍，斷其後路，三、派第三十五軍教導團團長王東原率一大隊由西鄉神福港前進，夾攻革命軍，9月13日晚譚、羅兩部到達姚家壩與老關，立即與工農革命軍接觸，相持至9月14日，譚、羅兩部陷醴陵；賀龍第二十軍攻抵上杭，閩西南之連城、寧化、清流、永定、龍岩、長汀、武平一帶均為起義軍所占領；程潛應南京軍事委員會之邀抵達上海，與何應欽、白崇禧、李宗仁會商進攻徐州計劃；魯軍總司令張宗昌電徐州前敵總指揮部委任攻河南各路指揮：第一路張敬堯、第二路徐源泉、第三路程國瑞[1]:2816。
- 9月13日——汪精衛偕顧孟餘秘密離開上海赴牯嶺，行前顧致書南京中央黨部稱：「此次東下，係專為出席第四次中央執監會議而來，現聞在滬同志多主張暫時不開此次會議，此外其他會議，孟餘已無參加之必要。」，汪電中執委會並通電全黨，自認對共產黨「防制過遲」，自動下野，並聽候處分；武漢政府停止辦公，結束一切，遷寧第一批人員已於昨日出發[1]:2817。
- 9月14日——唐生智在漢口召集重要軍官會議，協商省防問題，並決定暫緩北伐，以鞏固湖南、湖北、安徽三省防務為目的，由唐任三省聯軍總司令，何鍵、劉興、周斕任副司令；第十五軍軍長黃紹竑由韶關入江西，是日抵達信豐，9月17日赴雩都指揮各軍入福建，追擊賀、葉起義軍，蔡廷鍇第十師由蔣光鼐接統，由雩都（今于都）、瑞金兼程入福建邊夾擊賀、葉起義軍；毛澤東在瀏陽上坪以前委書記名義通知秋收起義各部隊到瀏陽文家市集合，9月19日各路起義部隊約1,500人在文家市會師，次日離開文家市，向羅霄山脈中段進軍，9月25日克蓮花縣城，9月29日到達江西永新縣三灣村，進行「三灣改編」，確立共產黨對軍隊之絕對領導，部隊縮編成一個團，改稱工農革命軍第一軍第一師第一團，人數不足一千；陳公博因第四次全體執監會議改為中央執監委員臨時會議，致函唐生智轉中央，聲明及時引退，並即日離開上海赴廣東；靳雲鶚軍秦德純、馬吉第兩部被馮玉祥軍韓復榘、石友三部壓迫，是日自許昌大石橋退至郾城，繼又向上蔡退卻；陳濟棠在惠州就任代理第八路軍前敵總指揮[1]:2817-2818。
- 9月15日——中國國民黨中央執監委員臨時聯席會議在南京舉行，寧、漢、滬（西山會議派）三方代表20人出席，譚延闓主席，恢復王寵惠黨籍，設「中國國民黨中央特別委員會」，推定委員32人，以張繼、于右任等五人代行監察委員職權，對汪精衛自請處分案，決定應無庸議，並決定勸汪、蔣及胡漢民等速出任事；唐生智自武漢通電勸馮（玉祥）、靳（雲鶚）息爭，稱靳「去歲反吳，今年討奉，艱苦卓絕，再接再厲，皆忠實同志，黨國干城」；唐生智調李品仙第八軍第二師吳尚部及中央警備第一師戴鬥垣部至武勝關，次日信陽馮玉祥軍忽自動向明港、確山撤退，唐軍入信陽[1]:2818-2819。
- 9月16日——寧、漢、滬三方合組之中國國民黨中央特別委員會在南京成立，即開第一次大會，決議要案多件：一、發表修正後之國民黨宣言，二、改組中央黨部，設秘書處及組織、宣傳、工人、農民、商民、青年、婦女、海外八部，三、改組國民政府，設內政、外交、財政、司法、農工、實業、交通七部及大學院與軍事委員會，四、設置監察院，五、推譚延闓、于右任、張靜江、李烈鈞、張繼、謝持、李宗仁、白崇禧、朱培德、程潛、楊樹莊等11人協商中央黨部、國民政府及軍事委員會人選[1]:2819。
- 9月17日——中國國民黨中央特別委員會開第二次會議，討論改組國民政府及軍事委員會案，議決推丁惟汾、于右任等47人為國民政府委員，以汪精衛、胡漢民、李烈鈞、蔡元培、譚延闓5人為常務委員，于右任等67人為軍事委員會委員，以蔣介石、胡漢民、譚延闓、何應欽、汪精衛、李宗仁、白崇禧、馮玉祥、閻錫山、朱培德、程潛、唐生智、李濟深、楊樹莊14人為主席團，通過大學院院長、各部部長名單；南京政府致電慰留蔣介石，促其「克速回寧，完成北伐使命」；徐謙為南京疑其「附共」交中監委審查事通電自辯，謂「謙在武漢分共政策未宣布前，主張分共甚力」，曾反對鮑羅廷，且對南京「主張調和，力阻東征」；武漢軍事委員會以第二十一師（按係奉軍富雙英舊部改編）「謀叛有據」，令江右軍總指揮劉興迅即給資遣散，該師師長郭廣炎、副師長周堉調漢口，9月21日該師在蕪湖被繳械遣散；海豐、陸豐兩縣農民發動第二次武裝起義，以劉琴西為工農革命軍總指揮，林道文為大隊長，是日攻克海豐城，重建人民政權，並採取沒收官僚、地主之工商企業，鎮壓反革命分子等措施，9月25日在敵陳學順補充團和戴可雄之保安隊、民團反攻下撤出縣城，轉入中峒革命根據地；南昌起義軍主力已由福建入廣東，粵軍第八路代總指揮黃紹竑急令右翼東路兩軍速向貝嶺、興寧進出，然後各軍並進，向海邊壓迫包圍，加以殲滅；馮玉祥電中國國民黨中央執委會、國民政府稱，靳雲鶚「抗命通敵，破壞革命，背叛黨國」，請明令通緝，以儆反側，10月6日國民政府據馮電下令將靳褫職，並嚴緝究辦；駐紮順德一帶之晉軍是夜開始撤退，聲言「讓防」，大部集中高邑，準備北退[1]:2819-2820。
- 9月18日——張發奎第二方面軍前隊黃琪翔部六七千人到達韶關，餘數萬人陸續回廣東，張發奎經香港休養，由黃琪翔暫代第二方面軍總指揮；南昌起義軍賀龍部攻入大埔，旋沿韓江直下，9月19日占三河壩，葉挺部亦於次日到達，隨後分兵，由朱德率第九軍教導團和第十一軍第二十五師扼守三河壩，總指揮部率主力續向潮汕前進，在三河壩、𨻧隍間擊退潮梅警備司令王俊部4個團，9月23日克潮安，王俊率部分路向湯坑退卻，農軍千餘人入據汕頭市，9月24日南昌起義軍先頭部隊進入汕頭；雲南唐繼虞軍一部攻擊呈貢，9月21日黎明攻至省城昆明，龍雲軍據城鏖戰一晝夜，次晨唐部向西退卻[1]:2820-2821。
- 9月19日——中國國民黨中央特別委員會開第三次大會，張繼主席，決定：一、推汪精衛、蔡元培、謝持為常務委員，葉楚傖為秘書長，推定中央黨部各部委員：組織汪精衛、陳樹人、謝持等8人，宣傳戴季陶、顧孟餘、胡漢民等8人，工人陳公博、居正等4人，農民甘乃光、陳果夫等5人，商民褚民誼等5人，青年傅汝霖、鄒魯等4人，婦女何香凝、陳璧君等6人，海外鄧澤如、林森等4人，二、中央政治委員會（或稱政治會議）及各地政治分會一律取消，其職權分別由中央黨部、省黨部、國民政府、省政府執行，各地政治分會限10月1日前取消，三、以前各級黨部及國民政府（指寧、漢、滬三中央黨部及寧、漢兩政府）立即合併於新組織之中央黨部及國民政府，所屬機關立即移交；中共中央由武漢遷回上海，同日中共臨時中央政治局在上海舉行會議，通過《關於「左派國民黨」及蘇維埃口號問題決議案》，提出在革命鬥爭新高潮中成立蘇維埃；廣西省政府主席黃紹竑請假離省三月，經省政府委員會公推伍廷颺代理主席，是日伍在南寧就職；馮玉祥下令通緝靳雲鶚，並派東路軍鄭金聲自陳留進攻周家口（即周口，在商水縣北部），中路石友三及鄭大章騎兵師由郾城進攻上蔡，截擊靳軍後路，9月20日上蔡靳軍一旅為馮軍繳械，餘部逃汝南[1]:2821-2822。
- 9月20日——中國國民黨中央特別委員會產生之國民政府委員及軍事委員會委員同時在南京舉行就職禮，張繼代表中央特別委員會致訓詞後授印，蔡元培代表國民政府委員接印，並致答詞，接著蔡元培代表中央特別委員會向軍委會訓詞，伍朝樞代表國民政府向軍事委員會授印，程潛接印並致答詞，至此，滬、漢、寧三方合流之國民政府產生，武漢政府正式結束；國民政府發表成立宣言，其要旨如下：一、繼續北伐，二、力求貫徹廢除不平等條約主張，三、「肅清」共黨，四、建設「革命」秩序，厲行「革命」紀律，五、實行總理建國方略、建國大綱之建設程序，實行平均地權，節制資本，並建設國家資本，六、掃除文武官吏貪污腐敗積習；何應欽奉軍事委員會令，將駐無錫、松江、杭州三地之白寶山舊部：第三十一軍之蔣毅、第九十三師李奇峰、第九十一師繳械，稱其有勾結孫傳芳情事[1]:2822。
- 9月中旬——武漢政府軍事委員會准李宗仁辭第七軍軍長兼職，以夏威繼任，第七軍留廣西後方之第三師改編為第十五軍，任黃紹竑為軍長[1]:2823。
- 9月21日——汪精衛、顧孟餘、唐生智等返漢，依據上月22日中國國民黨武漢中央政治委員會之議決案，於是日成立中央政治委員會武漢分會，與南京對峙，指定委員23人，以唐生智、顧孟餘、陳公博、孔庚、鄧壽荃5人為常務委員[1]:2823。中共中央召開政治局常委會議，決定中共中央遷往上海；10月，中共中央秘密遷往上海[8]:100。
- 9月22日——國民政府第二次會議議決，設財政監理委員會及外交委員會；江西省政府主席朱培德呈請辭職，10月5日國民政府指令慰留；閻錫山委前第六旅旅長高鴻文為第十六師師長，綏遠都統商震為左路總指揮[1]:2823-2824。
- 9月23日——蔣介石自寧波抵達上海，與胡漢民、吳敬恆等會晤，表示小住數日即出洋，浙江省政府委員會議決撥蔣出洋旅費5萬元[1]:2824。
- 9月24日——國民政府軍事委員會為對付唐生智東下，決定向安徽三路進兵，將唐軍逐出安徽境：中路由李宗仁、賀耀組、葉開鑫三軍擔任，南路由陳調元、王普兩軍擔任，聯絡朱培德第三軍攻九江，北路由柏文蔚、張克瑤、王天錫三軍擔任，程潛、白崇禧兩軍擔任後方應援；第二路總指揮白崇禧由南京到上海挽留蔣介石，國民政府委員蔡元培、褚民誼等12人亦因挽蔣及胡漢民等到上海，蔣出洋意甚堅決，無法相強；黃紹竑抵達梅縣，指揮所部向大埔前進，同日薛岳、黃旭初部占大埔；石家莊晉軍徐永昌部主力自是日至9月26日，撤至獲鹿及井陘[1]:2824-2825。
- 9月25日——汪精衛通電中國國民黨各級黨部、各報館，稱「政府職務雖已解除，黨員責任未敢放棄」，表示仍願「以黨員資格，奔走各方」，同日汪電黃琪翔，稱當回廣東候命，「為指臂之助」；粵第八路軍於梅縣附近集中完畢，代總指揮黃紹竑下令東路軍以一部進占豐順城，主力進占湯沆，與中央軍聯繫後，向白坟鋪、潮安進攻，中央軍與東路軍取得聯繫後，由黃金市進攻𨻧陽，渡過韓江左岸，斷南昌起義軍退路，右翼軍務於9月29日到達新渡墟，渡過韓江左岸，斷起義軍退路，潮梅軍務於9月27日向揭陽進攻，阻斷起義軍陸豐、海豐之通路[1]:2825。
- 9月26日——何應欽通電即日起解除第一軍軍長兼職，專任第一路總指揮，並稱第一軍部隊有10師以上，已奉准編為3軍，以劉峙為第一軍軍長，顧祝同為第九軍軍長，錢大鈞為第三十二軍軍長；南昌起義軍在潮汕休整3日，是日第二次分兵：第二十軍第三師由師長周逸群率領警備潮汕，第十一軍第二十四師、第二十軍第一師會合彭湃東江工農自衛軍集中揭陽城，敵潮梅軍退豐順附近；張宗昌在濟南開軍事會議，決定由邯鄲、曹州、隴海三路大舉攻河南，每路配兵3萬；南京國立第四中山大學正式成立，開始授課，10月7日補行開學典禮[1]:2825-2826。
- 9月27日——中央特別委員會第四次會議議決，廢止中央財務委員會，改中央黨部農民部為農人部，商民部為商人部；中國國民黨武漢政治分會由唐生智、顧孟餘、孔庚、鄧壽荃、陳公博5人以常委名義，委任何鍵為安徽省政府代理主席；粵第八路軍代總指揮黃紹竑令中央、東路兩軍同時向揭陽進攻，右翼軍進攻三河壩，潮梅軍於湯坑附近集結後，向揭陽進攻；晉、奉形勢驟變，晉軍商震部乘奉軍不備，拆毁京綏鐵路軌，阻斷張家口與京綏鐵路西段交通，其前衛在柴溝堡西直隸、山西省界處，與奉軍于珍部衝突[1]:2826-2827。
- 9月28日——晨，蔣介石一行10人自上海搭日輪「上海丸」赴日本，次日抵日本長崎，發表談話稱：「此次來日，乃欲觀察及研究十三年以來進步足以驚人之日本，以定未來之計劃……並願藉此與日本名流相晉接。」；第二集團軍總司令部通電稱，張樹聲在江蘇、安徽一帶組織軍隊，委任軍長至34人之多，極招搖之能事，特免除張所有職務；周鳳歧南京國民政府辭浙江省政府主席兼軍事廳長各職，9月29日又電軍事委員會辭第二十六軍軍長職；南昌起義軍賀龍主力第二十軍第一師及葉挺第十一軍第二十四師向湯坑攻擊前進，第二十軍第二師為後續部隊，行至湯坑附近與王俊潮梅警備旅、陳濟棠第十一師、薛岳新編第二師等接戰，經過兩日夜鏖戰，至9月30日起義軍彈藥將盡，損失過半，退揭陽，晚揭陽復入敵手；粵海軍「飛鷹」、「民生」兩艦在英、日、美、法等軍艦配合下在汕頭登陸襲擊南昌起義軍，被警衛團擊退；上海各報登載蔣介石答覆對其家事來書質疑之啟事，稱：「民國十年原配毛氏與中正正式離婚，其他二氏本無婚約，現已與中正脫離關係，現在除家有二子外，並無妻女。」[1]:2827-2828
- 9月29日——閻錫山電國民政府報告誓師討奉，同日晉、奉戰事開始，晉軍分兩路向奉軍進攻：右路軍由閻親自指揮，沿京漢鐵路前進，第二、第三聯合軍由獲鹿、平山一帶進至滹沱河南岸，次日第二軍於滹沱河北就攻擊準備位置，第三軍在平山以北地區集結，左路軍以商震為總指揮，率第一軍、第九、第七聯合軍沿京綏鐵路方面進攻，是日下午先後占領豐鎮及平地泉，奉軍檢閱使于珍及特派員趙倜在豐鎮為商震截獲；中國國民黨武漢政治分會成立後，汪精衛由漢口回牯嶺，是日孫科派曾仲鳴赴九江勸汪回南京[1]:2828。
- 9月30日——傍晚，黃紹竑部攻陷潮安，南昌起義軍因潮汕聯繫被隔斷，汕頭失掉保護，為避免損失，於是晚主動撤出汕頭，向流沙方面轉移；奉方以與閻錫山開戰不利，是日由張學良電閻言和，提出釋放于珍，停止軍事行動，將晉軍撤回原地，修復商震拆毁之路軌等和平條件，閻答稱兩軍衝突係起於商震之誤解，奉方要求決全面容納[1]:2828-2829。
- 9月下旬——何香凝辭中央特別委員會委員，離開南京赴日本休養；軍事委員會改編第十八軍、第十九兩軍，委楊杰為第十八軍軍長，郝國璽為副，胡宗鐸為第十九軍軍長，第十九軍由第七軍之一部及劉佐龍之第十五軍第二師所編成，第十八軍係第六軍第十九師擴編[1]:2829。

### 10月
- 中華民國大學院在南京成立，繼教育行政委員會辦理全國教育行政事宜，並負學術機關之管理，擴充等責，教育行政委員會同時結束[1]:2849。
- 10月1日——國民政府財政部和孫科、外交部長伍朝樞、交通部長王伯群、司法部長王寵惠、大學院長蔡元培在南京宣誓就職；李濟深之第八路軍總指揮部在廣州正式成立，後方總司令部同時結束，後方總司令部原屬之軍隊及軍事機關並張發奎第二方面軍概歸第八路總指揮部統轄；馮玉祥與閻錫山議定，以閻牽制奉軍，由馮全力攻魯，是日閻下令對奉軍總攻擊，京綏鐵路奉軍10月3日全線被晉軍擊破，放棄張家口，向宣化退卻；京漢鐵路晉軍第二軍在滹沱河開始攻擊，下午1時占正定城，10月5日下午第二、第三聯合軍占新樂城，入夜第二軍先頭部隊占定縣，並在望都附近與奉軍激戰，第十軍騎兵第四旅於同日攻占安國縣城；北京大元帥府決定，京綏鐵路以張作相為總指揮，湯玉麟副之，京漢鐵路以張學良為總指揮，韓麟春副之；南昌起義軍在距揭陽約40里之炮台渡過榕江，次日至貴嶼，10月3日到達普寧縣流沙鎮附近之烏石，遭陳濟棠第十一師和徐景唐第十三師伏擊，起義軍第一、第二師與革命委員會機關被打散，突圍部隊千餘人由董朗和顏昌頤率領，於10月7日到達陸豐，與當地農軍會合，後建立紅二師；梅縣方面第三十二師錢大鈞部沿韓江北岸向三河壩起義軍朱德部第二十五師發起進攻，激戰終日，次日占三河壩，起義軍渡江占三河壩對面之高地，隔江對峙；南京軍事委員會裁併不足額之軍隊，第十四軍（賴世璜舊部）被編為中央獨立第一師，以熊式輝為師長，第二十七軍（王普部）改編為獨立第三師，以徐璉為師長[1]:2830-2831。
- 10月2日——孫科、伍朝樞由南京前往牯嶺勸汪精衛復職，同日汪電南京譚延闓、蔡元培、李宗仁等稱：「政府職務，雖已辭謝，黨員責任，未敢放棄，擬以黨員資格奔走各方。」；唐生智將截獲之「決川」等艦編為長江第一艦隊，以丁延齡任隊長；新編第二師師長薛岳率2,000心入汕頭，次日黃紹竑、王俊亦到，即召集軍事會議，決定由薛派兩團向澄海、揭陽追擊南昌起義軍，王派一團入潮陽，王復任潮梅警備司令；張作霖通電討伐閻錫山，歷數閻無端興戎之罪，謂為維持大局，不得已飭軍討伐，倘閻能悔過息兵，仍當寬其既往，10月4日對閻下討伐令；張作霖任吳俊陞為東三省邊防司令兼保安總司令[1]:2831。
- 10月3日——南京中央特別委員會第五次會議通過《黨員統一登記條例》；張作霖特任劉尚清為奉天省長，原任莫德惠調任農工總長；朱德率起義軍第二十五師在三河壩與敵錢大鈞部10個團激戰三晝夜，殲敵千餘人，於是夜率2,000人突圍撤出戰鬥；工農革命軍到達寧岡縣古城，毛澤東在文昌宮主持召開前敵委員會擴大會議，總結秋收起義經驗，討論在井岡山開展游擊戰爭、建立革命根據地問題，10月7日進抵茅坪，10月27日到達井岡山中心茨坪，和當地之農民革命武裝王佐、袁文才部滙合，開始建立井岡山革命根據地；靳雲鶚軍殘部于學忠、劉培緒兩師退集鳯陽，是日為直魯聯軍第十五軍軍長陳文釗收編，即以此成立第十五軍；蔣介石到神戶，即與宋子文同赴有馬溫泉見宋母，請其允諾與宋美齡之婚事，宋母允其所請[1]:2831-2832。
- 10月4日——國民政府下令討奉，令稱：「北京偽政府，倒行逆施，穢德彰聞，久為人民所痛惡。自張作霖竊躆幽燕，益復勾結殘寇，擾害閭閻，惡焰彌天，怨聲載道。其爪牙孫傳芳、張宗昌，負隅海岱，圖抗義軍，日暮途窮，凶氛猶熾，致使大江以北，廬舍蕩然，火熱水深，民不堪命」，「凡我將士，咸應發揚蹈厲，戮力同心，直指朔方，殄滅巨憝。」，10月7日國民政府令軍事委員會籌劃克日出師「北伐」，策應晉軍；國民政府議決接濟馮玉祥軍餉100萬元，由財政部撥付；閻錫山通電向張作霖宣戰，責張為華北和平之擾亂者，且妨礙新中國之建設，號召奉軍士兵協力討張；晉軍李生達第十五師由蔚縣進至宣化以南，奉軍放棄宣化退守懷來，次日晉軍第十五師協同第五師及左翼占領張家口、萬全、宣化一帶[1]:2832。
- 10月5日——國民政府任命蔡元培、何應欽等為浙江省政府委員，以何應欽為主席；國民政府任命鄭洪年、張壽鏞為財政部次長，張仍兼江蘇財政廳長；前王普第二十七軍改編之獨立第三師約5,000人，在南京下關附近被第七軍李宗仁部包圍繳械，軍事委員會宣布該師暗通孫傳芳軍；閻錫山致電張作霖稱，兵戎相見，實違初心，苟有解決途徑，仍當開誠相與，10月7日張覆電稱，既相見以兵戎，成敗利鈍，惟力是視，背叛共和，拔五色幟而易赤幟，謂為順應潮流，不敢奉命[1]:2832-2833。
- 10月6日——南京軍事委員會議決分別電勉閻錫山、馮玉祥、唐生智協力進攻張作霖，謂該會決定一律動員，大舉北伐，務希督飭所部努力前驅，以成革命大業；前武漢政府蘇聯軍事總顧問加倫及其夫人並隨員一名，已得到日本政府准許，是日由上海啟程經日本回國；清晨，朱德率南昌起義軍第二十五師約2,000人撤出三河壩，南下接應潮、汕方面起義軍，在饒平與潮汕起義軍約200人會合[1]:2833。
- 10月7日——國民政府議決任命劉峙、錢大鈞、顧祝同、黃琪翔為軍事委員會委員，准裁撤江蘇軍事廳，並免何應欽所兼廳長職；朱德率領第二十五師、第九軍教導團及從潮汕撤出之第三師一部約2,500人，從饒平出發，向平和方向轉移，10月16日到達福建、江西交界之武平，10月17日在武平擊退尾追之錢大鈞部兩個團之進攻，朱部損失亦重，僅存兵力約1,500人；軍事委員會令將第十八軍改編為4個團，撥歸程潛節制，仍在揚州原地擔任警戒，該軍軍長楊杰已通電辭職；張宗昌連日與孫傳芳、褚玉璞、張敬堯、程國瑞等在濟南開軍事會議，集議隴海、津浦兩路軍事，是日決定孫傳芳軍扼守津浦鐵路，所有津浦鐵路及東路直魯軍盡調魯西及隴海沿線，以備大舉對豫[1]:2834。
- 10月8日——軍事委員會議決軍隊編制案，以軍為單位，軍之上分路，各路負責者總指揮，以數目字表示之，軍之編制，每軍三師，一教導團，一騎兵隊，一炮兵團，一工兵營，一通信隊，一憲兵隊，一軍樂隊，師分兩種：甲種四團，乙種三團，一特務營，一炮兵營，一團三營，一迫擊炮連，一機槍連，一衛生隊，每營四連；第二十六軍軍長周鳳歧、副軍長斯烈相繼辭職，南京軍事委員會委陳焯繼任該軍副軍長兼代軍長，是日陳在上海就職；第八路代總指揮黃紹竑由汕頭抵達廣州謁見李濟深，報告潮汕解決起義軍經過，並請解除第八路代總指揮職，在廣東第七軍亦請調廣西補充休養，10月24日黃自廣東回廣西；張作霖頒發京漢、京綏、隴海三線總攻擊令，以張學良、韓麟春率領三、四方面軍團所轄各軍，由保定向石家莊進發，張作相、湯玉麟率第五方面軍團所轄各軍，由下花園經宣化、張家口向大同進發，萬福麟徐州經東明、曹州、夏邑等地向開封、鄭州、運城進發，同日京漢線奉軍左翼第二十九軍戢翼翹部占領安國[1]:2834-2835。
- 10月9日——馮玉祥第二軍團開始攻擊直魯軍，第一路鹿鐘麟部自歸德附近東進，10月10日上午與直魯軍在楊集以西遭遇，10月11日直魯軍褚玉璞部及袁家驥部合力進迫，10月12日馮軍敗退歸德，10月14日馮令第一路軍放棄歸德南撤；朱培德向各方周旋之結果，李烈鈞在贛東之省政府，錢大鈞在贛南之行政委員會均經撤銷，江西政令至此統一；晉軍第四軍第十師進抵定縣西南二十里舖附近，與奉軍遭遇，奉軍迫近定縣[1]:2835-2836。
- 10月10日——汪精衛偕寧方代表孫科、伍朝樞等自九江抵達漢口，次日寧方代表與汪精衛、唐生智及李濟深之代表等在漢口會談，漢方代表唐生智、顧孟餘等提出解決「黨的糾紛」主張如下：一、在寧召開第四次中央執監會議，二、恢復中央執行委員會常務委員會，三、追認中央特別委員會，四、規定中央常務、特別兩委員會之職權，五、恢復中央監察委員會，10月13日寧方代表孫科等攜此提案返寧；廣東省新編第十三軍在廣州長堤成立，以方鼎英為軍長，由湖南入廣東之許克祥部歸其編配；陳銘樞之第十一軍由副軍長蔣光鼐率領入福州，市中遍貼反譚曙卿標語；南昌起義軍第二十軍2,000餘人由第一師師長賀錦齋率領撤退到陸豐，是日被陳濟棠繳械，士兵被改編，軍官被押送至汕頭遣散，賀率手槍隊百餘人向汕尾方向轉移；奉軍全線總攻擊後，是日京漢鐵路奉軍第二十九軍戢翼翹部占領定縣，閻錫山令各部隊撤退，奉軍占新樂、正定；晉軍譚慶林部約百名出沒於北京門頭溝西北，圖襲北京，被奉軍擊退[1]:2836-2837。
- 10月11日——中國國民黨廣州政治分會決定拒絕南京中央特委會取消該會之議決，並通過在該會下組織臨時軍事委員會；馮玉祥電南京報告協同討奉計劃，略稱晉軍任京綏、京漢兩路，馮軍進攻徐州、濟寧、大名，請南京派大軍向津浦鐵路挺進，並於何應欽、白崇禧、李宗仁三人中擇一前往督師；李福林第五軍由東江回師廣州，在市內東堤附近與張發奎軍衝突，交戰數小時，李軍被繳械，退珠江南舊根據地，決與張軍對抗；晉軍第四師傅作義部向涿州城進攻，奉軍在南門據民宅及天主教堂竭力抵抗，10月12日晉軍占涿州城[1]:2837-2838。
- 10月12日——國民政府特任伍朝樞為外交部長，孫科為財政部長，王寵惠為司法部長，王伯群為交通部長，蔡元培為大學院院長，任命連聲海為國民政府秘書長，黃惠龍為副官長；國民政府再電李濟深應照前令依限取消廣州政治分會；京綏鐵路晉軍商震部第一、第三、第五、第十五等師及騎兵第二、第六、第七等三師與奉軍第九、第十二兩軍及增援之步兵四旅、騎兵兩旅激戰於下花園，同日商震部奉令撤退[1]:2838。
- 10月13日——南京譚延闓、程潛、李宗仁、何應欽、白崇禧、孫科、伍朝樞聯名致電汪精衛，贊同在武漢所議各項辦法，並定11月1日在南京召開第四次中央全體會議，請汪邀同武漢、廣東、九江各中委赴南京集會，10月17日汪電廣州陳樹人等，謂寧方已贊成開第四次中央全體會議恢復中央執委會，武漢委員將東下，請陳等到上海會齊，或到武漢同行，10月18日汪致電各地中委，提出兩項意見：一、如四次中央全體會議不得已延期，似宜再行通告，二、黨務重要議案似宜留待全會公決；方聲濤自太原抵達鄭州，代表山西閻錫山謁見馮玉祥，詳商討奉計劃；南京軍事委員會令第一獨立師改編為第十三軍第一師，師長仍由熊式輝擔任，原第十軍部隊合編為第十三軍第二、第三兩師，第十三軍軍長由白崇禧兼任；閩局發生變化，蔣光鼐與海軍聯絡，在招宴席上將新編第一軍軍長譚曙卿扣留，是午新編第一軍與第十一軍在福州衝擊，巷戰3小時，新編第一軍3個團被繳械，10月27日閩南新編軍高義、楊漢烈等組織閩南軍事委員會，共拒海軍收編[1]:2838-2839。
- 10月14日——安國軍第五軍團長張作相下令對宣化晉軍實行全線攻擊，湯玉麟、高維岳指揮第二十九軍三師二旅同時猛攻，晉軍第七軍據城抵禦，力不能支，向張家口退卻，奉軍入宣化，10月15日晉軍陸續撤至柴溝堡附近之永嘉堡以西及折兒嶺、大高崖、西洋河一帶，高維岳、湯玉麟部占領張家口[1]:2839。
- 10月15日——軍事委員會特別會議討論津浦鐵路作戰計劃，為策應馮玉祥、閻錫山兩集團軍作戰，決定大舉北伐；閻錫山固守山西門戶，10月17日石家莊第八師一營受奉軍壓迫，由正太鐵路撤回；奉軍集中兵力3萬餘人在第八軍軍長萬福麟指揮下，連續兩日向涿州發動猛烈攻擊，未果，10月19日起張學良率第八軍、衛隊旅及炮兵團，對涿州城連續五次總攻，由坦克衝鋒，以炸藥炸城墻，在地下潛掘地道，空中派飛機投彈，架雲梯強行爬城，遭晉軍傅作義部守軍反擊，未能奏效；粵軍第二十五師李漢魂部到惠州接防，將蔣系贛軍第十八師留守部隊兩連繳械，師長兼惠州警備司令胡謙被扣，師長一職由副師長蘇世安升充，10月18日胡謙於解省途中被殺[1]:2839-2840。
- 10月16日——直魯軍三路會師歸德，馮玉祥軍退守蘭封（今合併於蘭考縣）[1]:2840。
- 10月17日——武漢方面第三十六軍受南京方面程潛第六軍之壓迫，是日起陸續由蕪湖向繁昌、大通方向撤退，10月18日第六軍及第三十七軍向駐蕪湖劉興第三十六軍開始攻擊；晨，奉軍第十五軍汲金純部占領石家莊，晉軍向娘子關方面退卻[1]:2840-2841。
- 10月18日——晉軍騎兵4,000，向京西門頭溝妙峰山下襲擊，被奉軍王琦旅擊潰，王旅占齋堂[1]:2841。
- 10月19日——長江兩岸武漢東征軍總退卻，是日南京軍事委員會令李宗仁第三、程潛第四兩路軍分江北、江南兩路向西追擊，同日陳紹寬率「楚有」、「楚同」、「永健」、「永績」、「江貞」各艦西駛，占蕪湖；馮玉祥令馬鴻逵第四軍即夜放棄蘭封，西退30里，誘敵深入，10月20日魯軍第六軍占蘭封城[1]:2842。
- 10月20日——國民政府依軍事委員會議決下令討伐唐生智，免唐本兼各職，交軍事委員會依法治罪，並宣布其罪狀為：勾結張作霖，陰謀破壞黨和政府統一，把持財政，剝削人民，擅增軍隊，竊據湖南、湖北、安徽省政府，並於清黨之後復用共產黨員等；國民政府任命李仲公為交通部次長，朱兆莘、郭泰祺為外交部次長，王征兼中央銀行行長；北京大元帥府參謀長于國翰以私人名義致電閻錫山請釋放于珍，並稱希望奉晉關係復舊；賀耀組第四十軍、葉開鑫第四十四軍由南京下關渡江，沿津浦鐵路北進；京漢鐵路右翼奉軍第十軍王樹常部占阜平；馮玉祥軍孫連仲部克湯陰，解彰德梁壽愷部之圍，直魯軍孫殿英第十四軍退隆集一帶[1]:2842-2843。
- 10月21日——唐生智以中國國民黨武漢政治分會名義，宣布與南京國民政府斷絕關係，指責南京破壞赴漢委員與武漢所商妥之約束；國民政府決議改組安徽省政府，同日任命陳調元、柏文蔚等為安徽省政府委員，以陳調元為主席；國民政府以實業部暫緩設置，准實業部長孔祥熙辭本兼各職；南京軍事委員會發表《告唐（生智）部將領書》，盼與政府合作，勸唐下野；是日至10月23日，由蕪湖溯長江上駛西征寧軍約2萬，陳調元、李宗仁、程潛等均抵蕪湖指揮，江北胡宗鐸第十九軍及夏威第七軍之一部過和縣、含山，江南陳調元第三十七軍過大通；隴海鐵路直魯軍三路前進，右翼第十三軍劉志陸部占新舊考城，中路第六軍徐源泉部10月22日至蘭封，左翼第二軍張敬堯部向睢縣、杞縣前進；海陸豐粵軍李濟深部陳學順團進攻農軍防地黃羌，被農軍及起義軍第二十四師之一排斃傷20餘人[1]:2843-2844。
- 10月22日——孫連仲接馮玉祥攻湖北命令，於是日派一師兵力迫武勝關，與防守該地之鄂軍開火，鄂軍退守廣水車站，10月23日唐生智急調李雲杰師自漢口北開增援；第十六軍范石生部兩部奉令由樂昌、仁化向湘邊開拔，以牽制唐生智軍[1]:2844。毛泽东率队到达遂川西部的大汾镇时，遭到了遂川县靖卫团团总萧家壁部三四百团丁的夜袭，毛泽东当即命令第三营向敌人回击，抢占被敌占领的制高点，毛泽东亲率团部绕到敌人后面欲与三营前后夹击；但夹击计划落空，毛泽东下令撤退钻山沟，身边只有连长曾士峨以下30余人[9]。
- 10月23日——蔣介石在日本各地漫游20天，是日自伊東到達東京，發表《告日本國民書》，呼籲「中日親善」，稱：「中日兩國根本之親善，決非利用軍閥所能成功，亦非少數人之互助結合所能奏效……切望日本七千萬同文同種之民族，對於我中國革命運動徹底了解，而予以道德及精神上之援助。」[1]:2844
- 10月24日——中央特別委員會追認國民政府討伐唐生智命令，次又決議，唐「叛黨通敵，破壞統一」，依中國國民黨總章第七十五條，永遠開除唐之黨籍；汪精衛自漢口秘密抵達上海，知南京有反對特別委員會即為反革命之宣傳，次日轉赴廣州；安慶唐生智部第三十五、第三十六兩軍向西退卻，其在桐城之一部被寧西征軍胡宗鐸第十九軍俘繳殆盡，第十九軍、第七軍已越桐城、孔城鎮之線；夜，唐生智將駐武昌魯滌平部張輝瓚第二軍之一團繳械，同日魯滌平電令駐宜昌第二軍各師長率部東下討唐[1]:2845。
- 10月25日——下午，蔣介石在東京應日本外務省招宴，與外務省事務次官出淵勝次就亞洲情勢交換意見達3小時；國民政府通令各省政府，嗣後無論公私事項，一律遵用陽曆；南京西征軍第二艦隊司令陳紹寬率艦將劉興第三十六軍之掩護部擊破，先後占樅陽、安慶，未及撤退之劉興部2,000人被繳械，該軍第四師賀對庭部約5,000人在南陵投寧，後被改編為獨立第二師[1]:2846。
- 10月26日——國民政府任命衛立煌為第九軍副軍長兼第十四師師長，蔣鼎文為第一軍第一師師長；京奉線奉軍拂曉起開始攻擊，以第九軍一部並第十二軍全部攻柴溝堡，第三十軍主力攻懷安，一部攻蔚縣，第九軍軍長高維岳赴萬全督戰，次日奉軍占柴溝堡，晉軍李生達、張蔭梧兩師向永嘉堡、陽高退卻[1]:2846。
- 10月27日——李宗仁部入駐安慶，何鍵第三十五軍退黃梅，劉興第三十六軍退武穴，討唐軍分三路入湖北，海軍陳紹寬任中路，程潛、朱培德部為左路，李宗仁部為右路；馮玉祥軍進攻蘭封、考城、杞縣之線，與直魯軍血戰五日，至10月31日將敵全線擊潰，11月1日馮軍孫良誠部占蘭封，11月3日敵劉志陸、潘鴻鈞等部自考城撤圍，至是進攻隴海路之直魯軍全部崩潰[1]:2847。
- 10月28日——汪精衛偕甘乃光等10餘人自上海抵達香港[1]:2847。
- 10月29日——汪精衛抵達廣州，政治分會、省政府、省黨部及各界均派代表到西堤歡迎，同日汪與何香凝、甘乃光電邀南寧黃紹竑到廣東商量政務，11月3日黃覆電稱將廣西省政務略為處置，即行下廣東；國民政府令各省政府裁撤司法廳；據《申報》訊：國民政府決定網羅人才新方針，為求才得其用，將設一機關調查登記國內專門學校畢業生，以使逐漸分配適當工作，並將逐漸推行考試制度，其理由為：目下用人之弊，在但憑親故請托，一遇上級官吏更動，即致全部易人，於事業甚多障礙，而大學畢業取得專門學術之人才，覓一位置而不可得，甚或學非所用；何成濬、危道豐等奔走奉晉和議，是日何自上海電北京危稱：晉方願修舊好，請詢明奉方條件，10月31日危覆何電稱：如果晉方能先電此間，聲明以前誤會，願修舊好，則奉方決不變更初衷[1]:2847-2848。
- 10月30日——中國國民黨在粵中執監委汪精衛、李濟深、何香凝、李福林、陳樹人、陳公博、甘乃光在廣州開聯席會議，決定聯名通電主張克日在廣州開第四次中央全體執監委員會議，解決黨務、政治、軍事，並令中執委會之常務會議及秘書處恢復辦公，成立中央執監委員通訊處，同日汪等7人聯名電促各中委齊集廣州開四中全會；國民政府任右任、宋哲元、石敬亭、岳維峻、井岳秀、鄧寶珊、張維璽等為陝西省政府委員，並委于右任為主席，于未到前，由宋哲元代理；李宗仁、白崇禧等電催汪精衛、陳公博等入南京，並解釋特委會之產生，係各方在上海所共同議定；京綏鐵路奉軍騎兵占領永嘉堡，晉軍退守天鎮；海陸豐工農武裝在紅二師配合下，舉行第三次武裝起義，次日占海豐城，旋克陸豐，11月19日又下捷勝，獲全勝[1]:2848-2849。
- 10月31日——譚延闓電促汪精衛、李濟深刻日到南京開第四次中央全體會議，李宗仁、白崇禧再電汪等勸駕；南京軍事委員會對第一路軍下達進攻蚌埠命令，第一路軍及第二、第三路軍之一部，由津浦鐵路向明光、蚌埠之敵攻擊，蘇北方面第一路軍之一部，由泗陽向蚌埠東方威脅東方威脅敵之側背，次日第一路軍總指揮何應欽令第一軍即向滁州、烏衣一帶集中，而以第二十六軍及第十七師於泗陽附近，第十七軍及獨立第一師於阜寧附近，依決戰防禦部署，監視宿遷、海州之敵；奉軍董懷清騎兵第一旅占領天鎮，次日第九軍高維岳部、第十二軍湯玉麟部占陽高，進迫大同[1]:2849。
- 10月下旬——粵臨時軍事委員會通過，留粵第四軍改為新編第四軍，以李濟深為軍長，由漢回粵之第四軍名稱仍舊，以黃琪翔為軍長；朱德、陳毅率起義軍約八九百人自信豐到達贛、粵邊大庾，旋進行整編，編為一個團，對外採用國民革命軍第五縱隊代號，朱德任司令，陳毅任指導員，王爾琢任參謀長[1]:2849。

### 11月
- 11月1日——宋慶齡、鄧演達、陳友仁在莫斯科以中國國民黨臨時行動委員會名義發表《對中國及世界革命民眾宣言》，聲明繼承孫中山遺志，堅持反帝反封建鬥爭；中國國民黨四中全會因漢、粵各中委未到而延期召開，是日譚延闓、孫科等電促汪精衛、李濟深、顧孟餘等各方中國國民黨中委赴南京開會；國民政府任命鈕永建、葉楚傖、張壽鏞等為江蘇省政府委員，鈕永建為省政府主席；國民政府任命陳季良為海軍第一艦隊司令，陳紹寬為第二艦隊司令，陳訓泳為訓練艦隊司令；司法部奉國民政府令准改革司法制度，是日起裁撤檢察機關，各法院內原設之檢察長及監督檢察官一律改為首席檢察官，各級審判廳分別改為高等法院、地方法院；夜，魯滌平第二軍自宜昌開往荊州，楊森軍第八師第十六旅進入宜昌城，兩軍合力討伐唐生智[1]:2850-2851。
- 11月2日——蔣介石在日本訪問曾任日本文部大臣之犬養毅，同日與高田炮兵聯隊見習時代之長官長岡外史（日语：長岡外史）（第13師團長）和飛松寬吾（野炮兵第十九聯隊長）歡敍，蔣書贈長岡「不負師教」條幅，次日訪問「滿鐵」總裁山本條太郎，晚應頭山滿邀宴；中央特別委員會第八次會議議決：一、通過李烈鈞、蔡元培等所提早日成立監察院及最高法院案，決定推譚延闓等先審查修改前廣東所頒監察院組織法，二、請國民政府特任張繼等五人為監察院委員，監察院委員不得兼行政官，三、為已故日本宮崎寅藏、犬塚信太郎、田政建碑紀念，宮崎碑擬建在總理陵墓側，犬塚碑在大連山，田政碑樹惠州，四、孫中山先生誕辰，令全國各級黨部舉行紀念大會；晉左路軍商震下達縮短戰線防禦令，以第六軍仍位於台懷鎮一帶，為防禦之右地區，張蔭梧指揮陽原各部隊退守繁峙方面，為防禦之中央地區，柴溝堡附近各部隊退守雁門關以東，以第三師防守廣武鎮一帶，為防禦之左地區；陳銘樞由日本返國抵福州，復任第十一軍軍長[1]:2851-2852。
- 11月3日——李濟深致電孫科稱，決與寧合作，一致討唐，惟在戰事時期，兩廣每月應解中央之款，須暫行停止，以濟軍需；陳紹寬率「楚有」、「江貞」兩艦加入作戰，唐（生智）軍「楚振」等艦逃遁，遂下龍坪[1]:2853。
- 11月4日——汪精衛、李濟深、宋子文、陳公博、李福林、甘乃光、何香凝、陳樹人電南京、上海、武漢各中委譚延闓、孫科、胡漢民、顧孟餘等，稱若譚等堅持在南京開第四次中央全體會議，則中央特別委員會應即取消，最低限度亦應明白宣布停止其職權，並宜於正式會議以前，在廣州或上海先開預備會議；蔣介石在日本與澁澤榮一子爵會晤，就中日經濟提攜問題交換意見，歷3小時之久，張群、添田壽一（日语：添田壽一）、兒主謙次、白岩龍平等均在座；國民政府議決特派何應欽、白崇禧、李宗仁、程潛、朱培德分別為第一、第二、第三、第四、第五各路軍總指揮，負「北伐」、西征責任，並設湘鄂臨時政務委員會與臨時黨務委員會，處理西征軍之政務及黨務，以程潛、李仲公、王世杰、張肇元、甘介侯為政務委員會委員，程為主席；李濟深電令前方各討唐軍同時前進，中央軍方鼎英部奉令後立由坪石進攻宜章，右翼軍范石生部由城口進攻汝城，唐軍因縮短防線，已撤宜章、臨武、郴州、資興、永興、汝城、桂東各處防軍，11月5日方鼎英部不費一彈占宜章，范石生部占汝城，11月8日方鼎英部占郴州；直魯軍謝玉田、袁振青等部3萬餘人圍攻彰德，11月7日占彰德、湯陰、淇縣[1]:2854。
- 11月5日——下午，蔣介石與日本首相田中義一在東京青山私邸會談，張群偕往，蔣為反共並建立其統一政權請求日本支持，田中答稱：「此時從全局觀點看，首先解決長江以南問題為當務之急，除了你以外沒有其他人能夠實行。」、「倘若長江以南問題不解決，不久共產黨成長起來，暫時摘掉了嫩芽的共產黨會重新爆芽生葉。」、日本「對貴國共產黨的跋扈斷難旁觀」，「對於反共產主義的你的鞏固南方的措施是寄予很大希望的。為此，在國際許可的範圍以及日本利權不作其他犧牲的範圍內，對你的事業不惜充分的援助」，蔣稱：中日「兩國的利害是共通的」，日本有必要幫助我們「早日完成革命，排除國民的誤解，而如果能這樣做，滿蒙問題也容易解決，排日運動會絕迹」，要求日本對中國進行干涉和「援助」；汪精衛在廣州中山大學演講《武漢分共之經過》，稱：「聯俄與容共政策，爲應付時代和環境所取的一種政策，不能與三民主義同樣有長久的時間性。時代與環境變了，政策也即隨之而變化的。」、「容共之後，必定分共，是不可免的。不過容共時候，不能說出來，猶之明知到上海後，必然分路，不過從香港到上海的路上，大家都不說出來便了。」；國民政府特任張繼、鄧澤如、黃復生、曾繼梧、林翔為監察院委員[1]:2854-2855。
- 11月6日——武穴劉興軍不戰退黃梅，何鍵軍略行抵抗後退廣濟，唐生智以前線不支，夜乘「永興」輪到漢口，即向紳商勒索巨款200萬元；粵臨時軍事委員會議決委黃紹竑為北路總指揮，率部討唐生智；寧暫編第十一軍軍長馬祥斌前在徐州撤退時被直魯軍張敬堯部俘獲，屢勸不降，是日在濟南被張宗昌處決；閻錫山因無力獨當奉軍全部勢力之壓迫，為保全實力計，乃於是日下三路總退卻令，北路退雁門，中路退蔚縣，南路退井陘；甘肅教育廳決定，將中山學院及公私立法政專門學校改辦為蘭州中山大學[1]:2855-2856。
- 11月7日——中央特別委員會依李濟深之調停辦法，決在四中全會開會以前，特別委員會暫停職權，同日南京外交委員會議決，派西山會議派許崇智、張繼、居正赴日本，11月9日特別委員會正式決定派許考察歐美、日本黨務，張、居為駐日代表；國民政府任朱培德、熊式輝等為江西省政府委員，朱培德為省政府主席；宋子文奔走蔣汪合作，汪已允諾，是日宋自廣東啟程返上海，稱粵寧提攜已經成立，擬更為之斡旋，以謀切實之辦法；陳紹寬第二艦隊進抵武穴，唐軍向蘄水、蘄春退卻，次日李宗仁第七軍追至蘄水，何鍵第三十五軍憑河抵抗，11月9日李軍猛攻，何軍不支，棄蘄春城西潰，11月11日陳紹寬率艦不戰下蘄春，同日第四十四軍葉開鑫部由蘄春渡江向鄂城追擊；軍事委員會令將駐安徽之暫編第十一軍馬祥斌舊部改編為獨立第五師，以劉和鼎為師長；馮玉祥部第五十三師長王鴻恩以守虞城建奇功，升任第三十七軍軍長[1]:2856。
- 11月8日——浦津線何應欽第一路各軍開始向孫傳芳軍總攻擊，上午顧祝同第九軍第十四師擊破孫軍第八師崔景桂部，占領紅心鋪，11月9日第二師占明光，11月10日第二師進至安子集附近，第二十一師進至王營子附近，第三師進至橋頭子附近，孫軍第八師及第十三混成旅退集臨淮關、鳳陽等處；午後，第一路新編第十軍夏鬥寅部占領殷家澗、陳家橋（安徽定遠北）之線，孫傳芳軍第十五師及第十六混成旅退據林橋子，隔河對峙；柏文蔚第三十三軍奉令攻擊懷遠，是日以第一師經洛河、新集前進，攻擊懷遠之正面，以第三師繞攻孫傳芳軍鄭俊彥部之側背，11月13日第三師占懷遠，11月16日拂曉柏文蔚軍第一師到達，與第三師配合進攻，下午再克懷遠，11月18日又占固鎮，鄭俊彥部向南宿州方向退卻[1]:2857。
- 11月9日——唐生智在漢口召集所部高級軍官會議，決棄湖北守湖南，長江下游退漢口唐軍紛轉武長路退湖南；是日至11月10日，中共中央臨時政治局在上海召開擴大會議，瞿秋白主持，通過《中國現狀與共產黨的任務決議案》，在策略上反對退卻，要求繼續發動工農武裝暴動[1]:2857-2858。中共中央临时政治局扩大会议通过，于11月14日印发的《政治纪律决议案》，采取惩办主义政策，撤销毛泽东、彭公达临时政治局候补委员的职务；12月31日中共中央临时政治局常委会致函中共湖南省委，要求撤销毛泽东湖南省委书记的职务[10]。奉軍攻涿州不克，擬商和平解決，是日晉人周望英奉張作霖之命赴涿游說傅作義，被傅所拒，傅稱兩月後如果援斷糧絕，彼當通電下野，或以身殉職；奉軍郭希鵬騎兵師占綏遠城，次晨前鋒至包頭[1]:2857-2858。
- 11月10日——蔣介石自日本乘「長崎丸」返抵上海，即電促汪精衛赴上海晤商黨務，並謂欲使黨從破裂復歸完整，非互相諒解，從速舉行四中全會恢復中央黨部不可，汪接蔣電，即在葵園會議席間傳閱，各委以蔣對開四中全會既表贊同，此後一切糾紛不難解決，似可不必堅持在廣東舉行，遂表示同意，即席公推汪精衛、李濟深二人為代表，赴上海與寧、滬各中委磋商；汪精衛在廣州黃埔軍事政治學校演說聯蔣，稱當時蔣介石「分共」，並非操之過急，自悔當日之過，以後當與蔣益加團結；何鍵在蘭溪登「九華」艦夜駛漢口，所部第三十五軍潰散，自11月11日至11月12日陸續抵達漢口集合，除沿途死傷逃散者外，全軍只是兩師之譜；駐鄂西北魯滌平、方振武、楊森、李燊等軍共組討唐西路軍，是日開始東下，以魯軍為右翼，向鍾祥、京山進攻，方、李等軍任中路，向德安（今隨縣、安陸一帶）、雲夢進攻，樊鐘秀軍為左翼，向孝感進攻；唐生智令調第八軍第一師張國威部、第二師吳尚部東下，晚張師一部過漢口下駛蘭溪，即被圍繳械，張乃退回漢口[1]:2858-2859。
- 11月11日——唐生智以蘄春戰敗，沙市失利，方振武部進逼孝感，省防軍不穩，湘南粵軍進逼，部將迫其解職，是日深夜召集高級軍官緊急會議，決定下野，隨發下野通電，乘日輪東渡，所部分向鄂西、岳陽撤退，武漢秩序由省防軍以衛戍副司令賀國光負責維持；唐生智離開湖北前，第八軍第一師師長張國威因勸唐撤退，被唐在其私宅勒斃泄憤，唐離開湖北後，張部搜得屍首，大憤，遂縱火焚總司令部；國民政府第十五次會議通過國民政府組織系統，決定增設內政部、實業部、農工部，11月14日國民政府以明令公布國民政府直轄各機關系統表，除增設內政等三個部外，新增設監察院、最高法院；顧祝同第九軍第三師、第十四師與夏鬥寅新編第十軍與安徽鳳陽附近反攻之孫傳芳部激戰3小時，克鳳陽城，次日孫軍反攻，陷馬鞍山，新編第十軍被迫撤至殷家澗附近，第九軍之第三、第十四兩師撤至紅心鋪、黃泥鋪一帶；津浦線劉峙第一軍第二師進攻安徽臨淮關，激戰一晝夜，次日上午11時占領之，敵第十師鄭俊彥部退守淮河北岸；閩南新編軍高義、郭鳳鳴等部負隅抗命，陳銘樞第十一軍與閩海軍決定共同討伐，由海軍陸戰隊進攻惠安，第十一軍進攻永春，並由第十一軍會同陸戰隊取泉州，是日起第十一軍第十師蔡廷鍇部及第二十四師黃質勝部自福州南下，高義聞訊急派安海駐軍增防，自率在泉州部隊入南安，11月21日第十一軍占泉州；蘇聯因中國國民黨反共，勒令該黨所派留蘇研究軍事之軍官王懋功、賀衷寒等28人回國，是日王等抵達上海[1]:2859-2860。
- 11月12日——唐生智部李品仙、何鍵、劉興、周斕、葉琪、彭振國等電請國民政府息兵言和，稱唐「不忍自相殘殺，一再飭屬退讓，冀留合作餘地，免深黨軍分裂之痕」，勸寧勿進逼不已，師出無名；國民政府外交部長伍朝樞、交通部長王伯群、財政部長孫科、司法部長王寵惠由南京到上海，與蔣介石籌商國是，蔣接見記者，稱「唯黨之命令是從」，但無再任總司令意，同日大學院院長蔡元培對國民社記者稱，蔣汪合作已屬可能，胡漢民可望出山；賀耀組第四十一軍第一師、第三師協攻蚌埠受挫，何應欽進駐明光指揮；張作霖委投奉之晉軍鄭澤生為安國軍第三十一軍軍長，寶振榮為該軍第一師師長，石杰為第二師師長，滿泰為第三十師師長，王英為第三十一師師長[1]:2860-2861。
- 11月13日——經程潛與何鍵、李品仙往來電商結果，是日寧、漢雙方一律下停戰令，長江下游戰事遂告結束；陳紹寬率艦進占鄂城、黃岡，何鍵第三十五軍由水路退岳陽，劉興第三十六軍循武長鐵路退長沙；是日和11月18日，陸豐和海豐兩縣先後召開工農兵代表大會，各開會4天，彭湃代表中共中央在兩會發表演說，海陸豐工農兵蘇維埃政府成立，通過並頒布施政綱領，內容有「沒收土地和分田」、「鎮壓反革命」、「改善工人生活」、「改善士兵生活」、「取消苛雜」等項；第一路軍總指揮何應欽下達進攻蚌埠令，11月16日第一路各軍同時向蚌埠實施攻擊，下午4時克蚌埠，孫傳芳部第十師向淮河北退卻，劉峙、賀耀祖、夏鬥寅各軍繼續北進[1]:2861。
- 11月14日——陳紹寬率艦進占漢口，次日拂曉占武昌，同日西征軍第三路之夏威第七軍、胡宗鐸第十九軍先後進抵漢口，葉開鑫第四十四軍入武昌，程潛第六軍占咸寧，陳嘉祐第十三軍克通山、崇陽，魏益三第三十軍由羅田進駐黃陂，第十一路軍方振武部由襄樊進駐孝感；汪精衛在廣州武裝團體養成所演說「清黨」，稱：中國國民黨「保護農工利益」，以「打倒軍閥」為對象，與中國共產黨階級鬥爭之農工政策，目的既異，取徑自歧，故決心「清黨」；討唐西路軍魯滌平部占仙桃鎮；張發奎被李濟深所迫，將第二方面軍軍權交黃琪翔，赴港準備出洋[1]:2861-2862。
- 11月15日——汪精衛、李濟深即將去上海出席中國國民黨第四次中央全體會議預備會，黃紹竑應李之召自南寧趕抵達廣州，李即將廣東省政軍要務囑其負責辦理，同日下午汪、李離開廣東赴香港，次晨轉輪赴上海，粵方向預備會議之提案，經廣州政治分會討論決定：一、取消南京特別委員會，二、恢復中央執監委員會，三、召開第四次中央全體會議，籌備召集第三次全國代表大會；國民政府下令通緝唐生智，稱唐「背叛黨國，阻兵殃民」，已畏罪潛逃，應即飭令陸海各軍及各省市政府通令嚴拿歸案懲辦[1]:2862。
- 11月16日——蔣介石在上海中國國民黨員歡迎會上演說，稱因汪精衛力促，由日本返上海，與汪合作不成問題，必須汪、胡等共同聯合，始是真合作，但不贊成排斥西山會議派；晚，黃琪翔召集李福林、朱暉日、薛岳、顧孟餘、陳公博、陳樹人、何香凝、王法勤、甘乃光、潘雲超、王樂平等及所部各高級將領會議，決定發動軍事政變驅桂，派隊分頭將李濟深、黃紹竑部隊繳械；是日及11月19日，馮玉祥連電上海孔祥熙，請代懇蔣介石復職；隴海線直魯軍褚玉璞右路之劉志陸等部馮玉祥軍劉鎮華部在考城以東激戰三日後，於是日占考城，劉部退爪營、紅廟之線，11月24日馮軍左路之第三軍及第四軍由孫良誠指揮，向考城北及定陶迂回攻擊，敵退守考城，次日第三軍吉鴻昌、梁冠英兩師將劉志陸、潘鴻鈞等部5萬餘人包圍，至11月26日除一部逸去外，餘部全潰散，斃敵軍長潘鴻鈞，並俘旅長以上軍官4名；奉軍猛攻涿州，自是日至11月19日，用炮火及毒瓦斯彈攻城，均被守城傅作義部擊退，人民因不明防護方法，死傷甚眾[1]:2863。
- 11月17日——張發奎、黃琪翔發動驅遂李濟深勢力之廣州事變，晨張發奎部第四軍軍長黃琪翔與第五軍軍長李福林、新編第二師師長薛岳等以「護黨救國」為號召，聲言「打倒新桂系」，「打倒南京特委會」，「打倒西山會議派」，將第八路軍總指揮部、臨時軍委會警衛團、黃紹竑駐新編第四軍軍部之部隊、第七軍辦事處、陳濟棠第十一師及徐景唐第十三師之駐省部隊、省防軍、黃埔軍校工兵團、石井兵工廠、虎門要塞之守衛隊等悉予繳械，並包圍李濟深、陳濟棠、黃紹竑之住宅，搜捕黃紹竑未獲，雙方激戰至上午10時即結束，死傷數十人，失踪者百餘人，桂系部隊匆忙向廣西邊境撤退；黃紹竑於廣州政變前一日得訊潛赴香港，取道海防、河內轉赴梧州，是日致電李宗仁、白崇禧，要求以反革命之理由逮捕汪精衛，黃認為廣州政變係汪離開廣東前與張發奎、黃琪翔等共同策劃；中共中央通過《對廣東目前政治任務決議案》，正式作出在廣州舉行武裝起義之決定，要求廣東省委「發表宣言，號召全省工農暴動，建立工農兵貧民政權，以反對兩廣軍閥私人戰爭」；唐生智部第三十五軍軍長何鍵派代表廖漢瀛到南京軍委會洽降，廖稱何始終未與唐合作，有數事足證：一、寧軍西征，何率部節節撤退，未曾抵抗，二、唐嚴令死守團風，何未遵從，三、唐向不信任何，曾將其參謀長撤換，易以親信；國民政府最高法院成立，院長徐元浩在南京就職[1]:2863-2864。
- 11月18日——汪精衛、李濟深乘「亞洲皇后號」輪抵上海；上午，汪精衛與蔣介石在上海環龍路宋子文宅會見，交換黨務、政務意見，蔣對開四中全會表示贊成；第一路軍總指揮何應欽進駐蚌埠，令主力集結臨淮關、蚌埠、懷遠一帶整理補充，準備進攻徐州；工農革命軍攻克茶陵縣城，下旬建立湘贛邊第一個革命政權茶陵縣蘇維埃政府，譚震林被選為政府主席[1]:2864-2866。
- 11月19日——汪精衛、李濟深與蔣介石、譚延闓在上海晤談，汪提出粵方中委關於「寧漢滬合作」之提案；國民政府財政部為適應軍事進展，整理財政，特設財政設計委員會，是日該會在南京成立；國民政府特任潘雲超、褚民誼為監察院委員；柏文蔚第三十三軍第二、第三兩師，會同高桂滋第四十七軍及王金韜獨立第一師克蒙城、渦陽，孫傳芳軍北遁[1]:2866。
- 11月20日——下午，中國國民黨南京特別市黨部召開全市黨員大會，蔡元培報告《特委會之經過及寧滬漢合作之始末》，當宣讀《擁護中央特別委員會》提案時，中央黨務學校學生黃杰一躍上桌，大數特委會不應存在之理由，市黨部立將黃杰及該校其他三名學生左元白、曹明化、逄化文逮捕，拘於市黨部；粵變發生後，汪精衛頗受各方指責，是日汪在上海往訪胡漢民，胡稱病拒見[1]:2867。
- 11月21日——唐生智部第八軍、第三十五軍、第三十六軍已退湖南，是日軍長李品仙、何鍵、劉興及各師長並省主席周斕在長沙舉行重要會議，決定：一、暫時保境休養，聽四次執監會議解決，二、在長沙設第四集團軍辦事處，推定李品仙等七人為委員，三、支配防地，第八軍駐湘中，第三十五軍駐湘東，第三十六軍駐湘南，四、推張開璉代理財政廳長，月籌軍費70萬元，並設財務委員會，推周斕等21人為委員；寧西征軍第七軍夏威部兩個師及第四十四軍葉開鑫一部迫近岳陽，與李品仙部一度小接觸，李部向漢壽、常德、桃源退卻，11月23日西征軍入岳陽，同日寧艦隊向城陵磯、岳陽進迫，與敵艦激戰，至11月25日敵降，寧艦隊奉命停止軍事行動；鄭毓秀繼張知本任上海法政大學校長[1]:2868。
- 11月22日——張發奎決定進攻梧州，是日派黃琪翔、李福林指揮各軍沿西江前進，11月27日李福林入湖南部隊回師抵韶關，次日開赴西江[1]:2868。
- 11月23日——白崇禧自南京抵漢口，與李宗仁商應付廣州事變方法；國民政府任命何民魂兼南京特別市市長，張定璠為上海特別市市長；國民政府任命杜起雲為第十七軍副軍長，鄧振銓為第十七軍第二師師長兼該軍參謀長；何應欽第一路軍第二十六軍陳焯部主力到達眾興，11月27日占宿遷，11月29日沐陽、劉馬莊、新店子之直魯軍反攻，左翼戰鬥亦失利，第二十六軍退出宿遷，11月30日直魯軍第七軍許琨部復占宿遷[1]:2869。
- 11月24日——譚延闓、蔣介石、汪精衛、李濟深聯名在上海召集中國國民黨第四次中央執行委員全體會議談話會，到會中央委員23人，胡漢民、李烈鈞未出席；程潛、李宗仁派袁家普、廖漢瀛赴湖南接洽和平，是日抵長沙，與李品仙等晤談，李表示服從，11月27日李品仙、何鍵等派代表曹伯聞偕袁家普等到漢口，與程、李等商和平解決辦法[1]:2870。
- 11月25日——汪精衛在上海招待記者，稱廣州事變之起因，並非由於對中國共產黨問題，乃是由於對特委會之態度不同；國民政府任命黃質勝為第十一軍第二十四師師長，徐庭瑤為第一軍第二師師長；國民政府任命李宗仁部第十九軍軍長胡宗鐸為武漢衛戍司令；中國共產黨人方志敏在江西弋陽窖頭村主持召開弋陽、橫峰等5縣中國共產黨員聯席會議，12月方志敏、邵式平、黃道等領導弋橫暴動，暴動區域遍及百餘里，參加暴動農民5萬餘人，後建立贛東北革命根據地[1]:2871-2872。
- 11月26日——中國共產黨廣東省委作出廣州發動工農兵武裝起義之決定，並建立起義總指揮部——革命軍事委員會，由張太雷擔任總指揮，11月28日總指揮部公開發表《中國共產黨廣東省委員會號召暴動宣言》，動員廣州之工人、農民和革命士兵為打倒反革命之中國國民黨，建立蘇維埃政權而戰鬥，並把原來以行業為單位分散組織之「工人自救部」、「劍仔隊」和「省港罷工工人利益維持隊」等工人秘密組織3,000餘人改編為統一之工人赤衛隊7個聯隊，以周文雍為工人赤衛隊總指揮；蔣介石往訪上海法租界捕房顧問黃金榮，道謝派探目保護中國國民黨中委，並請轉向捕房當局致意，杜月笙、張嘯林亦在黃宅與蔣會晤；隴海鐵路馮玉祥軍右路鹿鐘麟部擊破張敬堯等軍，占睢縣，11月27日收復歸德，12月1日入虞城，同時中路韓復榘、石友三兩軍大破直魯軍褚玉璞等部，到達碭山之線；梧州桂軍誓師東下，祿步有小戰，四會有劇戰[1]:2872。
- 11月27日——新編第四軍第十一師師長陳濟棠在汕頭就代理第八路總指揮職，11月29日陳在汕頭誓師討伐張發奎、黃琪翔，即赴潮州閱兵，出發前方督師[1]:2873。
- 11月28日——國民政府任命陳誠為軍事委員會軍政廳副廳長；第二十軍軍長楊森在四川萬縣將吳佩孚之衛隊800餘人解除武裝，請吳夫婦至楊氏私邸居住，並派兵兩連監視，是晚吳乘間逸去，逃至綏定，往依劉存厚[1]:2874。
- 11月29日——西山會議派謝持、張繼、居正、許崇智、鄒魯、傅汝霖發表《告同志書》，反對召開四中全會[1]:2874。

### 12月
- 湖南唐生智舊部仍用第四集團軍名義從事擴充，經過整頓，決自1928年1月起實行新編制，下分第一、三、四方面軍：第一方面軍總指揮兼第八軍軍長及第一師師長李品仙、第二師師長吳尚、第三師師長李雲杰、教導團團長王戈、獨立第一師師長熊震，第三方面軍總指揮兼第三十五軍軍長何鍵、第一師師周磐、第二師師長劉建緒、第三師師長陶廣、教導團團長王東原、第十八軍軍長葉琪、第一師師長門炳岳、第二師師長何宣、第三師師長危宿鐘、獨立第十師師長戴斗垣、獨立團團長唐生明，第四方面軍總指揮兼第三十六軍軍長劉興、第一師師長廖磊、第二師師長唐明哲、第三師師長周維寅、第十七軍軍長周斕、第一師師長王錫燾、獨立第五師師長陳漢章、步一旅旅長周榮光、步二旅旅長羅霖、警衛第一團團長周宗濂；中共中央派賀龍、周逸群等到湘鄂西組織湘鄂邊前敵委員會，發動監利、華容、石首、南縣等地之年關鬥爭，農民革命武裝擴大至1,000餘人；南昌起義軍餘部為暫時隱蔽目標，由朱德利用駐汝城第十六軍范石生之過去同學關係，到韶關西北之犁步頭休整，改番號為第十六軍第四十七師第一四〇團，朱化名王楷擔任團長，由范石生補充裝備和供給軍餉[1]:2906。
- 12月1日——馮玉祥電上海勸蔣介石「東山再起，主持一切」，同日又電汪精衛，盼「出山主持，團結內部」；上海特別市市長張定璠電國民政府辭職；蔣介石與宋美齡在上海結婚，蔡元培證婚，蔣撰文《我們的今日》，稱「余二人今日之結婚，實為建築余二人革命事業之基礎」[1]:2877。
- 12月2日——國民政府下令討伐張發奎、黃琪翔；中國國民黨廣州政治分會通過討伐陳濟棠令；西江桂軍黃旭初師在悅城（位於廣東德慶縣東）、祿步間與粵軍繆培南師激戰，粵軍因有軍艦掩護，前鋒已入德慶，黃旭初師向封川、梧州急退，同日四會方面范石生部經俞作柏師猛擊，大部退廣寧；隴海鐵路馮玉祥第六軍韓復榘部進占黃口，鄭大章騎兵軍進占徐州城西之卧牛山，12月3日第六軍直薄徐州城下，占領徐州北站，圍攻城垣，鹿鐘麟部克蕭縣，向徐州挺進，12月4日直魯軍調集援軍猛烈反攻，西北軍第五、第六兩軍及鹿鐘麟部撤退至李莊、黃口之線扼守，12月5日馮玉祥又增大軍圍攻徐州，血戰兩晝夜，直魯軍得孫傳芳軍由安徽回援，至12月7日將馮軍擊退，直魯軍、孫軍師、旅、團、營長共傷亡50餘名；馮玉祥致電閻錫山，約其聯名通電擁蔣介石出任總司令，願聽其指揮以完成「北伐」[1]:2878-2879。
- 12月3日——寧、粵兩方中國國民黨中執監委在上海開談話會，到蔣介石、汪精衛、譚延闓、蔡元培、李濟深、何香凝、李宗仁、張靜江等29人，以已足法定人數，臨時改開四中全會第一次預備會議，蔡元培主席，會議對特別委員會之存廢及處置粵變方針均有辯論，討論良久，一致主張在四中全會解決；國民政府令照陸軍上將陣亡例優恤新委第八軍故軍長張國威，稱張「去逆效順，盡瘁黨國，此次西征之役，牽制逆軍，因以被害」；國民政府令任魏道明為司法部次長[1]:2879-2880。
- 12月4日——中國國民黨四全會預備會開第二次會議，汪精衛主席；中國共產黨廣東省委書記、廣州起義總指揮張太雷召集第四軍教導團200多名中國共產黨員和積極分子秘密開會，宣布廣州武裝起義之決定；孫傳芳以第十五師師長宋福田在蚌埠戰役中，「作戰不力，擅自退卻，並煽惑全師逃亡」，是日在濟南將宋槍決[1]:2880。
- 12月5日——四中全會三次預備會因不足法定人數流會，寧派、桂派委員譚延闓、李濟深、蔡元培、李石曾、李宗仁、何應欽、孫科、張靜江、伍朝樞、吳鐵城相約不出席，在南園李濟深寓會商對粵，12月6日譚延闓等10中委續開談話會，決對粵討伐，並擬迫與粵變有關之何香凝等九委退出預備會，交監察委員會查辦，三次預備會再延期一天；第十一軍由福建回廣東討伐張發奎、黃琪翔，李濟深任第十一軍軍長，陳銘樞為東路總指揮，節制錢大鈞、陳濟棠兩部，會同西路黃紹竑、南路徐景棠，合攻廣州；第三十七軍軍長陳調元奉令調第一師岳盛宣部、第三師談經國部及第二師第五團往當塗、宣城、蕪湖一帶，堵截入安徽之王天培舊部第十軍，第二路總指揮白崇禧亦派大隊在浙邊防堵，以防該軍自安徽入江西去廣東，次日第十軍被陳調元部包圍於蕪湖、當塗之間，12月11日第十軍表示服從，軍委會令楊勝治所率一部歸何應欽指揮，調津浦鐵路前線；第十二軍任應岐一個師襲擊黃安縣城，工農革命軍鄂東軍總指揮潘忠汝、中共黃安縣委書記王志仁等犧牲，鄂東軍撤出黃城，12月29日轉移至黃陂縣木蘭山地區，改番號為中國工農革命軍第七軍，吳光浩任軍長，戴克敏任黨代表，汪奠川任參謀長[1]:2880-2882。
- 12月6日——中國國民黨廣州政治分會致電四中全會預備會，謂政治分會已命張發奎、黃琪翔等停止軍事行動，惟廣西桂軍紛紛東下，陳濟棠、徐景唐兩師據地截留稅款，並謂第十一軍由福建向東江移動，如為個人行動，政分會只有命臨時軍委員移師討伐；中國國民黨廣州政治分會議決：臚列李濟深罪狀，呈四次執監會議處分，執監會未開前，先免李職，改組廣東省政府，准張發奎辭政治分會委員職；李品仙、何鍵、劉興、周斕等在長沙舉行軍事會議，決定：一、第四集團軍對外態度一致，分為兩路，第一路軍屬李品仙指揮，第二路軍屬何鍵節制，二、聯絡程潛及湖北省改進會派（主要負責人為孔庚、李書城、鄧希禹等）實行湘鄂聯防，三、結合粵軍，拒絕桂軍假道，四、長沙以南，常德以東，決不許他軍侵入[1]:2882-2883。
- 12月7日——四中全會預備會議是日復延會，寧方委員譚延闓等邀非粵派委員21人在滬南園晚餐，蔣介石、胡漢民、張靜江、戴季陶未到，席間吳敬恆發言，主張中央特別委員會自動宣在取消，次由譚延闓報告連日南園會議經過，孫科提出停止粵派委員出席案，李濟深、李宗仁認為粵變與共黨有關，主張竭全力解決，詞甚激烈，于右任、柏文蔚意主調停，勸勿分裂，多數意見主張：一、粵方委員應自動退出中央執監會議議席，二、執監會議開會地點須在南京，三、粵事決以武力解決，四、粵方委員退出議席後，應請胡漢民、程潛、陳嘉祐、蕭佛成迅速出席；廣州秘密舉行工農兵代表會議，到代表80餘人，選出工農兵代表執行委員會名單，決定12月13日舉行武裝起義，後因事泄，張發奎有解除教導團武裝之說，乃決定將起義日期提前至12月11日；何應欽離上海赴津浦鐵路前線指揮攻徐軍事，12月12日何令津浦鐵路各軍向徐州總攻；奉方派代表周望瑛等入涿州，與傅作義洽和，12月9日傅作義正式提出開城條件，萬福麟以條件過苛，未予答覆，12月11日奉方決定武力解決[1]:2883-2884。
- 12月8日——四中全會預備會開第三次會議，粵方各委員仍出席，蔣介石主席，蔣發表《致中央執監委員諸同志書》，勸寧、粵各委息爭，兩方盡蠲前嫌，勿互相猜忌[1]:2885。
- 12月9日——汪精衛電張發奎解除教導團武裝，驅逐赤衛隊，搜查職工會，12月10日廣州宣布特別戒嚴，日夜搜查戶口，張令離廣州部隊向市區移動；汪精衛密電廣州陳公博、張發奎、朱暉日，稱黃琪翔之容共，已為不可諱之事實，要求黃暫時退休，認真「肅清」共黨；四中全會預備會議因汪精衛要求而延會，汪派與李濟深派各開小組會議，互謀對付之策；國民政府第二十二次會議議決，特任趙戴文、張之江為國民政府委員；馮玉祥、閻錫山先後電促蔣介石復任總司令，何應欽、賀耀組等亦聯名通電擁蔣出山，主持軍事，12月11日馮、閻聯名電請中國國民黨中央及國民政府起用蔣介石主持軍政，並電促蔣復職，次日馮又另致電，謂此時軍事非有統一樞紐，決難完成革命，非蔣出山，不能當此重任；石家莊奉軍向正太線進攻，在獲鹿附近北樓村李家莊與晉軍接觸，包頭奉軍被晉軍擊退，是日退回綏遠以東；駐南京第五軍第十六師是日奉軍事委員會令改編為獨立第六師，以副師長王若周升任師長[1]:2886-2887。
- 12月10日——四中全會預備會開第四次會議，于右任主席，有力之反粵派李濟深、李宗仁、吳敬恆等未出席，汪精衛等11名粵委突提議請蔣介石續任國民革命軍總司令職案，即通過，汪並聲明，如對其不能諒解，個人「盡可引退」，隨即議決十七年（1928年）1月1日至1月15日在南京召開四中全會，由蔣負責籌備，關於軍事、黨務各案，分別並案交付審查，至是預備會議結束；張太雷、周文雍、楊殷、聶榮臻、黃錦輝等在廣州分頭召開有第四軍軍官教導團、警衛團革命官兵代表和廣州工人赤衛隊指揮員參加之軍事會議，部署武裝起義計劃，工人赤衛隊改編為7個聯隊和1個敢死隊，分區集中待命，四軍軍官教導團、警衛團按建制和部署不變動，葉挺由香港趕回廣州，擔任起義之軍事總指揮；中國國民黨南京特別市黨部電促胡漢民回南京主政，並通電江蘇、浙江、安徽、江西、四川等省各級黨部，請一致敦促；直魯軍第三軍程國瑞部、第六軍徐源泉部聯合第二軍張敬堯部向碭山馮玉祥軍猛攻，上午8時馮軍向西退卻，直魯軍占領碭山[1]:2887-2888。
- 12月11日——中國共產黨人張太雷、黃平、葉挺、周文雍等在廣州領導工人、士兵和農民2萬餘人舉行武裝起義，凌晨國民革命軍第四軍軍官教導團處決張發奎所派監視該團行動之代理團長朱逸芳和15名反動軍官，3時30分起義爆發，以教導團為主力，聯合警備團、工人赤衛隊、農團，向指定目標進攻，激戰2小時，至拂曉，除第四軍軍部等少數工人赤衛隊占領，並解除武裝，6時廣州蘇維埃政府在公安局舊址正式成立，選出蘇維埃政府領導人如下：政府主席蘇兆徵（未到任前由張太雷代）、政府秘書長惲代英、工農紅軍總司令葉挺、工農紅軍總參謀徐光英、人民內務外交委員黃平、人民肅反委員楊殷、人民勞動委員周文雍、人民土地委員彭湃（由趙自選暫代）、人民司法委員陳郁、人民經濟委員何來，並發布工農民主政府政綱；陳公博、張發奎、黃琪翔、朱暉日等逃廣州河南第五軍軍部，與李福林策劃鎮壓廣州起義，商定由李負責調駐韶關之陸滿、周定寬兩團，江門潘枝團，佛山林營、李營回省，黃琪翔負責調回西江前線軍隊，並利用英輪往接江門、黃埔、虎門駐軍，英、日、法駐廣州起義軍作戰，同日國軍海軍「江大」艦，以英、日軍艦作掩護，炮擊長堤，晚日本海軍陸戰隊數百人在長堤登陸，向起義部隊進攻，被起義部隊進攻，被起義軍擊退趕回軍艦，河南李福林軍兩個團在炮艦掩護下渡河向廣州市區進攻，起義部隊在長堤阻擊，激戰至半夜，將李部擊退[1]:2888-2889。
- 12月12日——拂曉，李福林第五軍兩個團，由「江大」、「寶璧」兩艦掩護分兩路渡河，向廣州起義部隊進攻，教導團傷亡過半，赤衛隊傷亡較重，李部多次衝鋒未能登岸，黃埔黃慕松團，虎門許志銳團，江門潘枝團，韶關周定寬、陸滿兩團，佛山林營、李營先後迫近廣州，進行反攻，沙面帝國主義調軍助戰，英兵增至2,000名，法水兵400名，日水兵300餘名，並派炮艦不斷向市區轟擊，起義部隊內外受敵，入夜，陷入敵人包圍之中，教導團大部和警衛團、赤衛隊一部突圍，連夜向花縣轉移，未及撤出之部分逐街逐巷逐屋與敵爭奪；中午，廣州工農兵各界群眾在西瓜園廣場舉行慶祝廣州蘇維埃成立大會，蘇維埃政府代理主席張太雷到會講話，宣布1927年12月11日上午6時，廣州蘇維埃政府成立，時敵從東、西、北三面合圍，散會後張在驅車返回指揮部途中，遭敵機器工會體育隊襲擊，中彈殉難；蔣介石致電張發奎，稱兩次「粵變」，前則事後未能裁處，後則事先未能防範，應負其責，望張「戴罪立功」；白崇禧因廣州中國共產黨起義，特於是晚赴寧商議「討共」[1]:2889-2890。
- 12月13日——第四軍新編第二師薛岳部自西江回師廣州，與第五軍李福林部會合，進擊廣州市區，反共最力之機器工會工人約千人亦組敢死隊應援李軍，在廣州市內與起義部隊短兵相接，巷戰甚烈，起義軍傷亡過重，勢不能支，僅千餘人於下午由東北方向突圍，向花縣轉移，守衛蘇維埃政府之起義部隊全部犧牲，4時廣州被國軍重新占領張發奎入城大肆捕殺，一時市民及中國共產黨人被屠戮者枕藉於道，不下數千人；蔣介石在上海對記者發表對時局之重要談話，說明時局主張：廣東問題，決定責成張發奎務於最短期間消滅共產黨，「汪蔣合作」，尊重前輩同志及監委會之意見，對俄絕交，待至革命成功後，再來設法恢復邦交，蔣並主張暫時停止一切民眾運動，等到政府確定辦法和方針之後，重新再辦，對復任總司令事，表示非到要消滅共產黨、繼續「北伐」時不出任事；汪精衛因廣州起義陷入窘境，反汪派借以對汪及張發奎竭力攻擊，指其為共產黨，汪為剖白其確非共產黨，特於是日在上海報紙公布其致陳公博等反共密電數件：一、請黃琪翔暫時退休認真清共之青（9日）電，二、致李福林請驅逐俄領之佳（9日）電，三、致陳公博等請派兵會剿海陸豐等處共產黨之青（9日）電，四、致陳公博令圍捕蘇俄領署內之共產黨員之蒸（10日）電；李濟深對東方社記者談稱：廣州事變不可輕視，汪精衛等與此事有關，李宗仁亦稱汪等與此次事件有關，故中央全體大會應拒絕汪等出席；粵方中央執監委員汪精衛、甘乃光、顧孟餘、何香凝、陳璧君、陳樹人、王法勤、潘雲超、王樂平聯名發表宣言，望蔣介石悉心籌劃廣東各軍力量，合力消滅共產黨；軍事委員會臨時緊急會議，決令李濟深統率黃紹竑、陳銘樞、陳濟棠各部迅即「討伐」廣州共產黨；蔣介石電令張發奎戴罪立功自贖，聽從李濟深指揮，即率所部，會同陳銘樞等友軍，於最短期間殲滅共產黨，同日蔣通電黃紹竑、陳銘樞、陳濟棠等，稱：「此番變亂，足徵向華實非共黨，望毅然捐棄小嫌，誓死共維大局，即與向華協同一致，迅平共產黨；汪精衛電囑粵軍第五軍軍長李福林等服從蔣令，協力討共，切勿再有其他顧慮，致分兵力；張發奎、李福林、黃琪翔、陳公博急電汪精衛、蔣介石等，報告廣州事件經過，並稱是日拂曉已將廣州共產黨肅清，「仍望本黨各同志益加奮勉，務將共產黨徒一網殺絕，並與蘇俄斷絕邦交，此後我國只有惟一三民主義的中國國民黨」，次日汪精衛覆電張發奎等，囑將共黨「去之務盡」；津浦鐵路直魯軍、孫軍反攻，第一路軍總指揮何應欽勒兵進擊，大破之，12月15日何令各軍繼續向徐州之敵進攻，西北軍韓復榘等部復自其側背加以威脅，直魯軍、孫軍不支向魯境韓莊一帶潰退，次日何應欽軍再克徐州，與沿隴海鐵路東進攻徐之馮玉祥第二集團軍會合[1]:2890-2892。
- 12月14日——國民政府發布對蘇聯斷絕邦交令，稱：本月11日廣東事變，共產黨占領省垣，「究厥原因，皆因共黨藉蘇俄領事館及其國營商業機關為操縱指示之地」，其他各省地方，亦不無暴發之慮，為「維持治安，預防滋蔓」起見，應即將駐在各省之蘇聯領事館一律撤銷，所有各省之蘇聯國營商業機關，應一並勒令停止營業；中央特別委員會開會，以出席委員不足法定人數，改開談話會，議決黨務繼續維持，俟第四次全體會議正式開會，即停止職權；中國國民黨廣州政治分會下令，略謂廣州事件在粵軍事長官事後雖能「敉平暴亂」，惟事前不能「防患未然」，臨時軍委會主席團張發奎、陳公博，第四軍軍長黃琪翔，公安局長朱暉日，着免本兼各職，聽候查辦，所遺第四軍軍長一職，由副軍長繆培南升任，公安局長一職由李朗如充任[1]:2892-2893。
- 12月15日——中央監察委員鄧澤如、古應芬通電全黨，宣布武漢召開之中央執委第三次會不能承認，該會開除蔣介石等黨籍之決議案為非法；李宗仁通電「護黨」，稱：「宗仁護國護黨，無役不從」，「對黨之觀念自信與金石同堅，有與黨為敵者，死生以之。」；第十三軍副軍長熊式輝奉軍長白崇禧命，在南京組織第十三軍軍部，軍部乃由上海松滬衛戍司令部所改組，該軍共3個師，第三十七師師長熊式輝兼，第三十八師師長張定璠，第三十九師師長呂煥炎[1]:2894。
- 12月16日——國民政府下令查辦與廣州事變有關之汪精衛、顧孟餘、陳公博、甘乃光、王法勤、王樂平、潘雲超、陳樹人、何香凝，略謂：汪等於事變後，或列席會議參與逆謀，或發表言論公然袒護，輿論嘩然，嫌疑難釋，特派鄧澤如、古應芬迅往查辦呈覆；汪精衛因受南京制裁，在國內無法立足，被迫於是日深夜登輪離開上海，出國去馬賽，瀕行前向中央執監各委員發出引退通電，稱其以參加反特委運動之故，備受特委方面之仇視，願個人引去以息糾紛，並為張發奎等無共黨嫌疑力辯，通電仍主張「第四次中央全體會議不可不開，中央執行、監察兩委員會不可不恢復，特別委員會不可不取消」，12月20日汪過香港未登陸，召黃琪翔隨同赴法國；黃紹竑等在梧州誓師討粵，誓師通電略稱：真日（12月11日）廣州事件，實肇端於筱日（11月17日）之變，而參預逆謀之中央委員陳公博等，實為主要負責之人，望一致討伐；湖北省政府及各廳由湘鄂臨時政委會接收；何應欽所部陳焯第二十六軍趙觀濤師再克宿遷城，直魯軍皮華清、褚錦坤兩旅棄城向皂河潰退；中國工農革命軍第四師在花縣正式成立，由廣州撤至該縣之起義軍及新參加之農民武裝共約1,450人所組成，全師轄第十、第十一、第十二等3個團，以葉鏞為師長，王侃予為黨代表，袁裕（袁國平）為參謀長[1]:2894-2895。
- 12月17日——陳銘樞在汕頭與陳濟棠、錢大鈞、徐景唐等商議討伐張發奎軍，決聯合福建、廣東、廣西各軍進攻廣州，由陳銘樞任總指揮，令黃紹竑、黃旭初軍自西路，徐景唐、鄧世增軍自南路，范石生、方鼎英軍自北路，與潮汕各軍呼應，同向廣州進發；張發奎被迫致電蔣介石表示服從，稱廣州政治分會已將其免去本兼各職，「戴罪勉維善後」，願以黨員資格，隨從補過於將來，並稱與共產黨「義不共存」，一息尚存，亦以殲滅共產黨為職志；曹萬順第十七軍以獨立第一師及該軍第一師分由鹽河兩岸向灌雲追擊西撤之孫傳芳軍，是日午前占灌雲，晚克海州，12月19日進克青口、贛榆，至此隴海路東段已無敵踪[1]:2895-2896。
- 12月18日——宋慶齡就國民政府對蘇聯絕交事，自莫斯科致電蔣介石，內稱：「對俄絕交，驅逐俄領，此舉如果實行，非惟自殺，實使黨國孤立無援，後世歷史上將以君等為誤黨誤國之罪人，望靜心三思，翻然覺悟，緩行前議。」，同日蔣覆電力言對蘇聯絕交出於不得已，請回國考察事實後，再發表主張；李濟深令東路軍、北路軍、西路軍分由東江、北江、西江三路會攻廣州，討伐張發奎，張以地方指責嚴厲，補給困難，而第八路軍又由東西兩路漸次進迫，遂宣言下野，以所部交繆培南指揮；第五軍軍長李福林致電上海各中央委員，略稱東西兩路進兵相迫，謂粵為共，請主持正義，消弭兵爭，靜候中央會議解決，勿自相煎迫，並稱一俟共產黨完全消滅，即當棄職歸農；馮玉祥電國民政府表示尊重中央，「嗣後交通回復，所有豫、陝、甘一切行政事宜，自應稟命中樞，呵成一氣」；李石曾通啟謝客養病，稱從事反共之政治工作即告結束，自下月起當專事社會文化，不復參加實際政治[1]:2896-2897。
- 12月19日——李福林就任中國國民黨廣州政治分會臨時主席，薛岳為廣州戒嚴司令，繆培南為第四軍軍長，朱暉日仍任公安局長；上海汪宅是日接宋慶齡致汪精衛電，竭力反對與蘇聯絕交，內稱：「聞爾有與蘇聯斷絕關係及撤銷蘇俄領事署之提議，此事果成，實屬自殺，而使中國孤立，且遲其進步，則歷史上爾當負其責也。」；國民政府明令改組湖北省政府，張知本為主席；白崇禧奉令赴漢口慰勞西征軍，並代李宗仁兼第三路總指揮職務，必要時統兵解決湖南、廣東，因電辭所兼淞滬衛戍司令職；馮玉祥電國民政府，決先出兵5萬，由京漢鐵路渡黃河北上援晉[1]:2897-2898。
- 12月20日——國民政府第二十五次常會議決，重新編定各路軍總指揮名稱，並任命各路軍總指揮：第一路何應欽，第二路白崇禧，第三路李宗仁，第四路程潛，第五路朱培德，第六路劉湘，第七路鄧錫侯，第八路李濟深，第九路周西成，第十一路方振武，第十二路徐永昌，第二路軍前敵總指揮陳調元，第七路軍前敵總指揮田頌堯；津浦鐵路前敵將領31人由何應欽領銜通電條陳「救國大計」五項：一、促開中央全體會議，樹立黨權，二、各省酌留少數軍隊維持省防，其餘參加北伐，三、敦促蔣介石東山復起，總領師干，統一軍事，四、各級政府注意整飭，造成廉潔，以孚民望，五、肅清共產黨，以求徹底建設；黃紹竑電覆蔣介石元（12月13日）電，力主討伐第四軍，稱：「日言清黨而黨不清，日言討共而共亂不已，野火燒不盡，春風吹又生，故今日若言討共，則應先討掩護共黨之軍政要人。」；黃紹竑親赴西江前方督師，率黃旭初、伍廷颺、呂煥炎三部1.5萬人，三路直攻肇慶，第四軍向三水方面退卻，黃部旋占肇慶[1]:2898-2899。
- 12月21日——國民政府議決，授予李濟深返粵整頓粵局全權，李旋即回到廣東，親自指揮對張發奎部之攻擊；南京飛機隊一、二隊進駐徐州[1]:2899。
- 12月22日——國民政府第二十六次會議通過通電嚴拿吳佩孚，令浙江、安徽兩省政府對財政機關用人須尊重中央，司法審判制度決用四級三審制，實行教育經費獨立等項議案；廣州政治分會免去張發奎、陳公博之軍事委員會主席團職，以方鼎英、繆培南繼任；國民政府任王若周為獨立第六師師長，朱錫麒為獨立第一師副師長，賀國光為軍事委員會主席團辦公廳高級參謀[1]:2899。
- 12月23日——龍雲軍擊敗滇軍胡若愚、張汝驥部，是日龍軍右翼第一、第四兩師攻入貴州境普安一帶[1]:2900。
- 12月24日——蔣介石、何香凝自上海電廣東促陳公博、甘乃光、陳樹人赴南京出席四中全會，稱「四次全體會議定可如期開成，一切黨內問題，在會內公平解決」；據北京《晨報》訊，今春以來，直魯人民移往北滿者，數達50萬人[1]:2900-2901。
- 12月25日——桂軍黃紹竑部向三水總攻擊，防軍李福林部向廣州撤退，東江方面防備惠州之張發奎軍約二師與錢大鈞部發生衝突，12月27日桂軍先頭部隊占三水車站，12月28日沿廣三鐵路搜索前進，便衣隊抵廣州市郊[1]:2901。
- 12月26日——第四軍新任軍長繆培南、副軍長薛岳通電率部離開廣州，服從蔣介石，電稱張發奎、陳公博等已引咎離粵，彼等不忍再起干戈，決定離開廣州，東集潮梅，候令北發，是日起第四軍全部出發東江，集中惠州、河源，繆培南、薛岳亦同時離省，廣州治安由李福林之第五軍維持；國民政府常委李烈鈞在南京接見記者稱：「中央特委會准備結束；北伐兵力與敵接觸者逾四十萬，意再增二十萬，陳調元、方振武均准準備動員，白崇禧來電稱，願率師直搗燕京，政府已去電促之。」；中國國民黨上海市黨部召集各界代表500餘人舉行蔣（介石）復職大會，通電全國一致敦促，各地紛電響應[1]:2901-2902。
- 12月27日——國民政府第二十七次會議，討論財政部部長孫科、次長鄭洪年辭職案，伍朝樞主張，孫既感辦事困難，不必強留，李烈鈞、譚延闓表示所有困難均應共同負責，討論結果，決定明令慰留；東江陳濟棠師因陳銘樞第十一軍應援，於占領紫金後，聯絡錢大鈞第二十師直迫惠州，是日陳部3,000人在惠州北部與李漢魂第三十五師接觸，陳親督一師兵力猛攻，李師退守博羅，陳師占惠州，同日第四軍繆培南、薛岳統率所部2萬人抵增城，聯絡許志銳師，向惠州反攻[1]:2902-2903。
- 12月28日——南京中國國民黨中央黨部結束，中央特別委員會亦於同日正式解散，南京各團體歡迎蔣介石前往籌備四中全會；國民政府特任徐永昌、劉驥、傅作義為軍事委員會委員；國民政府令：司法部長王寵惠因赴海牙國際法庭，未返以前，部務由次長魏道明代理；廣州總商會與李福林軍議妥，以商會名義通電陳銘樞、徐景唐、陳章甫、錢大鈞、黃紹竑，歡迎各軍回省，到時李軍定先移防，同日商會代表胡頌棠等赴三水，迎西江各軍返省，次晨桂軍黃旭初師開入廣州市，李福林軍退駐河南[1]:2903。
- 12月29日——李福林通電引咎辭職，第五軍軍長由第十六師師長鄧彥華代理，鄧就職後即電李濟深、馮祝萬、陳銘樞到廣州主持；國民政府外交部長伍朝樞因中國國民黨內部糾紛，呈國民政府辭職，同日孫科、鄭洪年二次呈請辭職，孫並聲明自1928年元旦起，所有財部事務不能負責；國民政府軍事委員會任命陶鈞為第十八軍軍長，張義純為副軍長，林逸聖為第十八軍第一師師長，嚴敬為第二師師長，李石樵為第三師師長，是日在武漢分別就職[1]:2904。
- 12月30日——國民政府第二十八次會議，對外交部長伍朝樞、財政部長孫科、財政次長鄭洪年呈辭，議決慰留，並特派譚延闓赴上海，挽伍、孫回南京；黃紹竑令西路軍出發東江，與陳銘樞之東路軍夾擊在惠州、河源之第四軍；張難先電南京，辭湖北省政務委員兼財政廳長職；涿州圍城事件和平解決，傅作義、萬福麟各發通電停止軍事行動，傅電略謂：守涿兩月餘，因慈善團體等之請，於本日停止軍事行動，所部改為國防軍，不再參加內亂，惟遇國際戰爭、地方剿匪，當聽中央命令竭力應付[1]:2904-2905。
- 本月朝鲜各地大规模排华事件。

## 逝世
- 1月11日——張鳳岐、岳思寅、唐福山、白家駿、侯全本，孫傳芳五省聯軍軍官，在南昌貢院執行死刑[1]:2604。
- 3月24日——文懷恩，美北長老會傳教士，在南京事件被殺。
- 3月31日——康有為，在青島病逝[1]:2667。
- 4月22日——劉爾崧、李森、蕭楚女、何耀全、沈劍雄、鄧培、容保輝、陳輔國、熊銳，中國共產黨員，赴死[1]:2686。
- 4月28日——李大釗、路友、譚祖堯、張挹蘭，是日上午10時特別法庭秘密開庭審判長何豐林以「擾亂治安」罪宣判絞刑，在北京赴死[1]:2696。
- 6月2日——王國維，著名國學家、清華大學國學研究院教授，投北京頤和園昆明湖自殺[1]:2727。
- 7月4日——陳延年，中共江蘇省委任書記、陳獨秀長子，6月26日因叛徒告密被捕，是日赴死[1]:2748。
- 7月19日——趙世炎，中共江蘇省委代理書記，7月2日在上海北四川路志安坊住處被上海警備司令部逮捕，是日於楓林橋畔赴死[1]:2755。
- 8月11日——王天培，第十軍軍長兼前敵總指揮，於反攻徐州作戰時，擅自由前線退卻，並殘害同志、扣發軍餉，引致軍隊嘩變，蔣介石於8月9日將其拘捕，是日在南京槍決[1]:2792。
- 8月12日——彭漢章，原黔軍袁祖銘舊部、前第九軍軍長，以「在敍浦、瀘溪一帶殺人劫財」罪，經武漢軍事裁判所判決死刑，是日在閱馬廠執行[1]:2793。
- 9月1日——高孤雁、雷沛濤、鄧哲、羅如川等13人，中國共產黨員，在南寧被廣西省清黨委員會槍殺[1]:2807。
- 9月3日——趙爾巽，清史館館長，前清時曾任四川總督，民國成立後曾任奉天都督，曾負責編修《清史稿》，在北京病故[1]:2810。
- 9月4日——李寶章，孫傳芳軍前淞滬防守司令，在南京處決[1]:2810。
- 10月18日——高仁山，北京師範大學教授，在北京槍殺[1]:2842。
- 12月17日——詹大悲、李漢俊，湖北省前財政廳長、前教育廳長，在漢口日租界被衛戍司令部協同日巡捕逮捕，當晚在濟生二馬路被槍殺，12月18日武漢衛戍司令部布告宣布罪狀，指詹、李為湖北共產黨首領[1]:2896。
- 12月23日——范源濂，前北京政府教育總長，於天津病逝[1]:2900。